# エルヴィン・ロンメル
エルヴィン・ヨハネス・オイゲン・ロンメル（ドイツ語: Erwin Johannes Eugen Rommel  発音、1891年11月15日 - 1944年10月14日）は、ドイツの陸軍軍人。最終階級は陸軍元帥。
第二次世界大戦のフランスや北アフリカでの戦闘指揮において驚異的な戦果を挙げた、傑出した指揮官として知られる。特に、広大な砂漠に展開された北アフリカ戦線においては、巧みな戦略・戦術によって戦力的に圧倒的優勢なイギリス軍をたびたび翻弄し、「砂漠の狐」の異名で呼ばれる活躍を見せた。その活躍によって、敵対する側のイギリス首相チャーチルが、庶民院における演説で「偉大な将軍と申してよいかと思われます」と異例の賞賛を行うなど高く評価し、第二次世界大戦で戦った将軍の中ではもっとも著名で、世界中から賞賛された。
貴族（ユンカー）出身ではない、中産階級出身者初の陸軍元帥でもあり、その抜群の武功･戦功と人柄もあってドイツ総統アドルフ・ヒトラーから寵愛されたが、ヒトラーの本質を知るに及んで、ドイツを救うためにヒトラーに反旗を翻し、最終的には自決を強いられるという最期を遂げた（#最期で後述）。
1970年代まで欧米では「名将ロンメル」論がほぼ定着しており、日本でもほぼ同様の評価が行われてきた。しかし、1970年代以降、欧米の軍事史家などによって軍人としての資質や能力について再度検証されるようになった。

## 生涯

### 誕生
エルヴィン・ロンメルは、1891年11月15日の日曜日の正午、ドイツ帝国領邦ヴュルテンベルク王国のハイデンハイム・アン・デア・ブレンツにおいて生まれた。この町はウルム郊外の町である。
父エルヴィンは、ハイデンハイムの実科ギムナジウム(Realgymnasium)の数学教師であり（ロンメルは父の名前をそのまま与えられた）、また、祖父も教師だった。父も祖父も多少だが数学者として名の知れた人物であり、地元ハイデンハイムでは、かなり尊敬されていた人物であった。
母ヘレーネは、ヴュルテンベルク王国政府の行政区長官で地元の名士であるカール・フォン・ルッツの娘である。
父母ともにプロテスタントだった。
兄にマンフレート、姉にヘレーネ、弟にカールとゲルハルトがいた。兄のマンフレートは幼いころに死去した。
父が若いころに砲兵隊にいたことを除いて、ロンメル家は軍隊とほとんど関係しておらず、軍部への有力な縁故もなかった。また、教養市民階級出身という彼の出自は、貴族主義的なドイツ陸軍において、決して有利であったとはいえない。

### 幼少・少年期
子供の頃のロンメルは、病気がちで大人しい少年だったという。姉ヘレーネによると、ロンメルは、色白で髪の色も薄かったので、家族から「白熊ちゃん」とあだ名されていた。しかし、ロンメル本人は、人事記録の中に挟んだ覚書の中で、「幼い頃、自分の庭や大きな庭園で走り回って遊ぶことができたので、とても幸せだった」と述懐している。
1898年、父がアーレンの実科ギムナジウムの校長となったことで、一家はアーレンに引っ越したが、アーレンには小学校(Volksschule)がなかったため、ギムナジウムに入学するまでの間、ロンメルは家庭教師から授業を受けていた。そして、1900年には、父親が校長を務める実科ギムナジウムに入学した。当初、ギムナジウムでは劣等生であり、怠け者で注意散漫だったという。あるとき、勉学に不熱心だったロンメルに勉強させるため、教師が「書き取りテストで間違いしなければ、楽隊と一緒に遠足に出かけよう」と彼に言うと、ロンメルは、これを真に受けて必死に書き取りの勉強をして、テストで間違いをしなかったが、約束の遠足につれて行ってもらえなかったので、また勉強をしない生徒に戻ってしまったという。読書にも運動にも興味がない子供だったが、10代になると突然活発になった。数学の成績が良くなり、スポーツにも関心を持つようになった。また、飛行機の研究に夢中になり、14歳の頃には親友と二人で実物大のグライダーを作成した。結局、まともには飛ぶことはなかったが、ヨーロッパでは1906年に初めて動力を備えた飛行機が飛行したばかりであった。
ロンメルは、航空機関連のエンジニアになることを希望していたが、父親がそれに反対したため、ヴュルテンベルク王国軍に入隊することになった。父親がロンメルに軍人の道を薦めたのは別に愛国心によるものではなく、堅実な職業に就いてほしいという現実的な理由であった。また、ロンメルは運動好きなので軍隊であれば屋外で身体を動かす機会も増えて満足するだろうし、次第に現実に適応できる知性もつくのではないかという期待もあった。

### 軍人に
ロンメルの任官のルートは、世紀の変わり目にドイツ陸軍の職業軍人の半分以上が辿った道であった。ドイツ軍はアメリカ軍や大日本帝国軍など多くの列強の軍隊のように、士官学校出身者を中心に構成されるシステムではなく、独特な「直接入隊」というプロセスを採用していた。これは、中等教育を修了している士官候補生が、まずは「少尉試験」に合格するのに加えて、希望する連隊に入隊して将校からの認可を受ける必要があった。将校として正式に任官する前に、各連隊にてその候補生の人種的、社会的、宗教的な問題を洗い出してふるいにかけることにより、軍内の問題の未然防止や、将校の質に一定の水準を維持する狙いもあった。また、プロイセン軍がかつてナポレオンに粉砕されるに至った軍の問題点を検証した際に、下級将校が下士官や兵卒によそよそしいという指摘があり、少尉候補生と下士官兵を一緒に軍務につかせて、一体感を醸成しようという目的もあった。
ロンメルは入隊する連隊としてまずは地元の砲兵連隊を望んだが、砲兵は人気兵種で既に希望者が幼少の頃から連隊と関係を構築しており、ロンメルが入り込む余地はなかった。次に工兵隊を希望したが、もともと連隊数が少なく砲兵隊以上に狭き門で断念せざるを得なかった。結局、もっとも連隊数が多く入隊が容易な歩兵に落ち着き、1910年7月19日にヴァインガルテンに駐留するヴュルテンベルク王国陸軍第6歩兵連隊「ケーニヒ(国王)・ヴィルヘルム1世」（ドイツ帝国陸軍第124歩兵連隊）に下級士官候補生(Fahnenjunker)として入隊した。連隊将校から認可をもらうと、1911年3月にプロイセン王国ダンツィヒの王立士官学校に進んだ。士官学校在学中には、当時ダンツィヒに語学の勉強に来ていたルーシー・マリア・モーリン(Lucia Maria Mollin)と出会った。士官学校卒業後もルーシーと手紙で連絡を取り合い、二人は1916年に結婚した。
ただ、ロンメルはルーシーと知り合った同時期の1912年の夏に20歳の果物売りの少女ヴァルブルガ・シュテマー（Walburga Stemmer）と知り合った。当時ロンメルもシュテマーも独身で、ルーシーと婚約をしていたわけではなく自由恋愛ではあったが、ロンメルは2人との二股交際を続けて、1913年12月8日には娘ゲルトルートが誕生しているが、当時のドイツ軍では私生児が誕生しても、その子供を経済的に援助すれば特に問題にはせず、またロンメルの上官もこのようなスキャンダルで優秀な部下を失うことを避けるために、ロンメルの味方をしてくれた。結局、ロンメルは“過ちを犯した紳士”のとるべき正しい手段としてゲルトルートに援助を続け、後に正妻となったルーシーにもその存在を打ち明けている。（詳細は#逸話で後述）
1912年1月27日に少尉に任官し、第124歩兵連隊に戻った。ロンメルは、新兵の訓練を担当した。この頃から、ロンメルは自分のカリスマ性を存分に発揮している。この頃のドイツ軍は歩兵と砲兵の連携を特に重視しており、下級将校たちは両兵科の部隊間を頻繁に交代勤務させられていた。人事交流によってお互いの不信感を払しょくさせる狙いもあったが、この交代勤務の候補者は各連隊の優秀な人材が選ばれることが多く、職業軍人としての出世コースでもあった。当然、優秀な将校であったロンメルもその対象となり、1914年3月に第124歩兵連隊と同じく第27歩兵師団の指揮下であるウルム駐留のヴュルテンベルク王国陸軍第3野戦砲兵連隊（ドイツ帝国陸軍第49野戦砲兵連隊）に転属となり、8月1日にはその第4中隊の小隊長となっていた。

### 第一次世界大戦

#### 初めての実戦、ブレド村での戦闘
1914年7月末から8月初めにかけて、第一次世界大戦となる各国の戦闘が続々と勃発した。ドイツ軍とフランス軍は、1914年8月3日に開戦した。戦争が始まると、ロンメルは第124歩兵連隊に復帰した。第124歩兵連隊は第5軍に属し、名目上ヴィルヘルム皇太子が直卒していたが、実際の指揮はコンスタンティン・シュミット・フォン・クノーベルスドルフ中将が行っていた。
ロンメルがはじめて実戦に参加したのは、8月22日午前5時頃、ベルギー南部のフランス国境付近の村ブレドだった。この時のロンメルは、前日に一日中偵察をさせられるなど疲労困憊であり、また胃痛も発症しており、その激痛がロンメルを極限まで弱らせていた。
ロンメルの所属する第2大隊は視界50ｍの濃霧のなか、不眠不休で20時間かけてようやく目的地ブレド村の南方2kmにある325高地に到達した。高地の南東側にはフランス軍が陣地を構築しており、さかんにドイツ軍に向けて射撃してきた。時折フランス軍の銃弾はロンメルの頭上をかすめていき、ロンメルは戦友に「今生の別れになるかも知れないな」と話しかけて覚悟を決めた。やがて第1大隊も戦場に到達し、ロンメルの小隊は第1大隊の右側面に展開し、ブレド村の南東の境界に向けて前進を命じられた。ロンメルは軍馬を預けると小銃に銃剣を着剣して、小隊を散開体形でブレド村に向けて前進させた。ロンメルの小隊が畑に到達すると、至近距離からフランス軍に銃撃を浴びせられたが、ロンメルは臆することなく小隊を率いて発砲された方向に向かって突撃した。やがてフランス軍が射撃していたと思われる畑まで到達したが、既にフランス兵は退却しており、ロンメルはその足跡を追ってブレド村への進撃を命じた。
ロンメルの小隊はブレド村に達するまで、フランス軍から繰り返し射撃を受けたが、その都度ロンメルは突撃を命じ、フランス兵は大した抵抗もせず退却していった。しばらくすると霧の中から生垣や農家らしい建物が姿を現したので、ブレド村に到達したものと判断したロンメルは、次席指揮官の軍曹と砲兵隊の着弾観測兵の2人だけを連れて村内に進入し、そのまま村はずれまで前進した。そこで初めてフランス兵の姿を確認したが、15～20人のフランス兵は、全員がロンメルに気が付かず小銃を肩から吊るしたまま、コーヒーなどを飲んで談笑していた。ロンメルは絶好の攻撃機会と判断すると、たった4人でこのフランス兵の集団を攻撃、距離はわずか10ｍであり、ロンメルたちの射撃は次々と命中し、生き残ったフランス兵は応射することもなく逃走した。ロンメルら4人に損害はなく、たった4人で20人近くのフランス軍部隊を撃破してしまった。
ロンメルがブレド村で戦っている間に、第123擲弾兵連隊が325高地頂上に達していた。それを見たロンメルは、連隊より一足先にブレド村に通じる街道両側の林に潜むフランス軍を撃破するため、林に向けて突撃を敢行したが、その勢いに林やそれに隣接する玉葱畑に潜んでいたフランス兵約50人が投降してきた。その頃、丘の上にいた第123擲弾兵連隊も街道に到達していたが、今度はブレド村から北西1,500ｍの距離にあるル・マの森の方角から、フランス軍の銃弾が飛んできた。ロンメルは小隊に死角に身を隠すように命令をしたが、そのときに目の前が真っ暗となって気を失ってしまった。胃痛と不眠不休の進軍と戦闘の疲労によるものであったが、しばらくしてからロンメルが目を覚ますと、ドイツ軍部隊は急いで撤退しているところだった。小隊の兵士に話を聞くと、フランス軍の砲撃と森の中での戦闘で大損害を被ったということであった。戦闘が終わった後のブレド村は、兵士たちや巻き込まれた民間人、牛馬の死体があちこちに転がり、悲惨な状態であった。ロンメルの戦友も数人戦死し、彼はずいぶん落胆したという。

#### フランス領での激戦と負傷
第一次世界大戦は早くも塹壕戦になりつつあったが、第124歩兵連隊はアルデンヌの森林地帯を進撃しており、塹壕戦では効果が薄いフランス軍の野砲が絶大な威力を発揮していた。そのため、前線指揮官には刻々と変わる状況を迅速に認識できる能力が求められたが、ロンメルは偽装や隠蔽を巧みに利用しながら、自分の小隊の攻撃や移動を臨機応変に行うことができた。そのうちにロンメルは小隊長としての名声を確立していた。9月初めには第2大隊の副官に抜擢され、他部隊への連絡将校の役割を果たしたり、偵察パトロール隊を率いたり、大隊の先頭中隊の攻撃に随行したりした。
9月中旬には第4軍の進撃は停滞しており、長雨によって未舗装の道路はぬかるんで、馬車の移動が困難となって前線への補給が滞り始めた。軍に飢餓が始まり、兵士は未加熱の食材や腐敗した食材を口にしたり、ついには拾い食いを始めてその結果消化器系の病人を大量に出していた。ロンメルも例外ではなく、兵士よりは多少はいい物を食べていたとはいえ絶え間のない胃の不調に悩まされていた。ときには昏睡状態になって丸一日意識が戻らないこともあった。それでもロンメルは連隊のなかでもトップクラスのタフな将校と見られていた。フランス軍は補給に苦しむ第124歩兵連隊に容赦なく砲撃を浴びせてきており、連隊長はこの状況を打破するため連隊にヴェルダンの敵拠点への夜襲を命じた。思い付きのような夜襲でろくに偵察もしていなかったが、奇襲的効果もあって夜襲は成功した。しかし、すぐにフランス軍の反撃にあって進撃は停止を余儀なくされたうえ、砲撃のいい的となり200人以上の死傷者を出してこれ以上の進撃はできなくなった。
9月22日から第124歩兵連隊は、モンブランヴィルでの戦闘に参加した。9月22日の戦闘では、大隊長副官ロンメルの補佐により第2大隊は大きな戦果をあげた。しかし、9月24日のヴァレンヌ＝アン＝アルゴンヌ付近の戦闘で、銃剣術に覚えのあったロンメルは、フランス兵3名に弾の入っていない銃剣を装着した小銃で立ち向かおうとし、片足の上腿部を撃ち抜かれて負傷した。木の後ろに隠れたロンメルは、部下たちに救助されて簡易な野戦病院へと運ばれた。さらに、翌朝にはストゥネの将校野戦病院へ移送された。入院中の9月30日に二級鉄十字章の受章を受けた。

#### フランスで塹壕戦

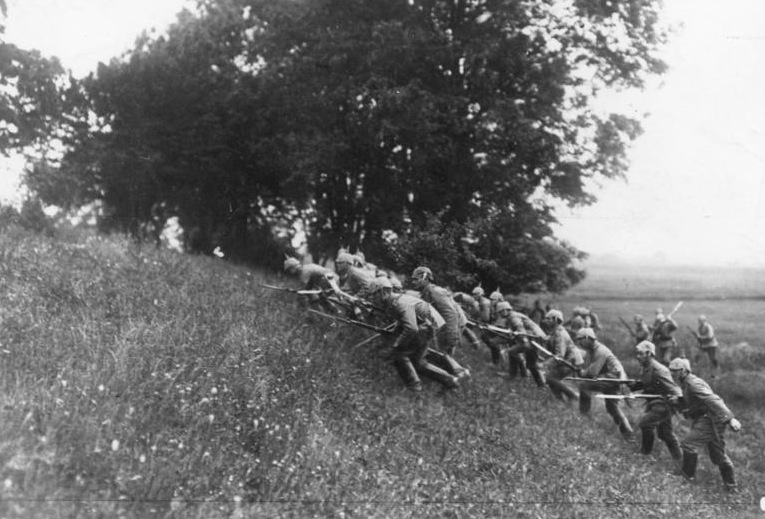
1915年9月、アルゴンヌの森。フランス軍塹壕へ突撃を仕掛けようと身を低くして進むドイツ軍歩兵。

1915年1月13日に第124歩兵連隊に復帰した。この頃から、ドイツ軍もフランス軍も、自分から攻撃するより相手が攻撃してきたところを返り討ちにする方が打撃を与えやすいと判断して、大規模な攻撃には出なくなった。そのため、西部戦線は、塹壕戦による消耗戦の様相を呈していた。第124歩兵連隊もアルゴンヌ森の西部で塹壕戦を展開していた。ロンメルは折り紙付きの英雄として復帰し第2大隊隷下の第9中隊長に任じられたが、入院している間に戦闘の様子は機動戦から塹壕戦に様変わりしており、ロンメルは塹壕戦に適応できるようになるまで2週間を要した。
2週間後の1月29日にロンメルは、自分の中隊を率いて匍匐前進しながらフランス軍の築いた有刺鉄線の鉄条網を隙間を通り抜けて進み、フランス軍主陣地に突入し、掩蔽部4か所を占領した。取り戻そうと襲撃してきたフランス軍の反撃を一度は退けたが、結局、新しい攻撃を受けるのを避けるため、自軍の陣地に後退するのを余儀なくされた。しかし、ロンメルは、その後退を12人足らずの損害で達成した。ロンメルは、この際の勇戦ぶりを評価されて、1915年3月22日に一級鉄十字章を授与された。第124歩兵連隊の中尉・少尉階級の者の中では、初めての受章だった。この勲章は普通ならロンメルのような下級将校が受章できるものではなく、ロンメルは第124歩兵連隊で伝説的な軍人となっていた。
ロンメルは春の間ずっと第124歩兵連隊にとどまったが、その間に塹壕はさらに伸び続け、陣地帯はより複雑になっていた。そんな頃に新兵の訓練のため連隊本部に残されていた数名のロンメルより先任の将校が最前線に復帰することとなり、第9中隊長も先任の将校に任されることとなった。連隊長はロンメルに気遣って他の連隊への転属を勧めたが、ロンメルはそれを断って、これまで苦楽を共にした戦友と戦いたいといって、自ら中隊長から小隊長への降格を申し出た。その後も最前線で戦い続けたが、7月にロンメルは向こう脛に砲弾の破片を受け、二度目の負傷をした。

#### 山岳兵大隊
1915年9月に中尉に昇進するとともに、新たに編成される「ヴュルテンベルク山岳兵大隊」(Württembergischen Gebirgsbataillon)への転属を命じられた。10月4日付けで正式に「ヴュルテンベルク山岳兵大隊」へ転属。同大隊の中隊長となった。これまでドイツ帝国のいずれの領邦も本格的な山岳部隊は持っておらず、急遽ドイツ帝国南部に位置するバイエルン王国とヴュルテンベルク王国が山岳兵部隊を編成することになったが、山岳部隊という部隊名であっても、山岳戦を専門とする部隊ではなく、ライフル、軽機関銃、迫撃砲を装備した各部隊を同一山岳部隊で運用しようという目的で、強力な攻撃力を有する精鋭部隊という位置づけであり、勇敢な将校や兵士が集められた。
ヴュルテンベルク山岳兵大隊は、同盟国のオーストリア＝ハンガリー帝国のアルプス山脈でスキー訓練など受けた後、1915年12月31日にヴォージュ山脈方面の戦線に送られたが、この戦線は両軍が休みなく激しい消耗戦を繰り返していた西部戦線には珍しく、両軍の主陣地が9kmも離れて対峙していた珍しい戦線であり、ロンメルは主にパトロールの任務をこなしながら時折フランス軍陣地に対する襲撃を行った。この状況は10ヶ月間も続いたが、編成間もない「ヴュルテンベルク山岳兵大隊」にとっては部隊の団結を深め、技術の伝達を行ういい機会となった。

#### ルーマニア戦線
1916年10月末、山岳兵大隊はルーマニア戦線に転戦した。同大隊は11月11日にレスルイ山の戦闘でロンメルは早くも戦功をあげた。ロンメルは大隊の1部を陣地正面から攻撃させてルーマニア兵の注意を正面に引き付けている間に、2個中隊を率いて陣地側面に迂回して、一気に突撃して守備隊を撃破した。この攻撃でロンメルが失った兵士はたったの1人であり、1916年時点でこの規模の戦闘でこれほど犠牲が少なかったのは前代未聞であった。
この後、ロンメルは短期休暇をうまく利用し、1916年11月27日にダンツィヒにおいてルーシーと結婚式をあげた。式は戦時中でもあって簡素なものであったが、短期間のハネムーンだけはどうにか行くことができた。ロンメルはこの後、ルーシーから届く手紙が心の拠り所となった。戦線に復帰したロンメルはまた目を見張るような戦績を残した。1917年1月7日にロンメルは第2中隊と機関銃小隊を率いて、ルーマニア軍が要塞化していたガジェシュチ村を攻撃したが、先遣部隊が発見されずにうまく要塞に接近できたので、ロンメルはこのチャンスを活かすべく、後方から機関銃で支援射撃を行っている間に小隊規模の先遣隊が大きな音をたてながらガジェシュチ村に突撃した。ルーマニア軍守備隊は大隊規模のドイツ軍が攻撃してきたと誤認し、360人もいたのにもかかわらず100人規模しか率いていなかったロンメルに投降した。ロンメルは1人の負傷者を出すこともなく3倍の敵を撃破して拠点を攻略するという大戦果を挙げた。
1917年1月中旬に山岳兵大隊は、ルーマニア戦線からヒルツェン丘陵へ戻り、フランス軍と戦った。しかし、7月末には再びルーマニア戦線に送られた。コスナ山に強固な要塞を作っていたルーマニア軍と激闘になった。8月10日には弾丸が左腕を貫通するという三度目の負傷をしたが、彼は構わず戦闘に参加し続けた。傷口を放置したせいで高熱に浮かされ、ついには動けなくなったが、それでも前線に留まり仰向けになりながら指揮を執り続けた。しかし、周期的に意識が混濁するようになったので、その夜に山を下りて軍医の治療を受けた。山岳兵大隊はロンメル離脱後も5日間踏ん張ったが、全兵力の1/3にあたる500人が死傷して撤退を余儀なくされた。ロンメルも療養休暇を与えられ、バルト海沿岸で妻女と落ち合い、数週間の休暇を経て万全の状態で戦線に復帰した。

#### イタリア戦線

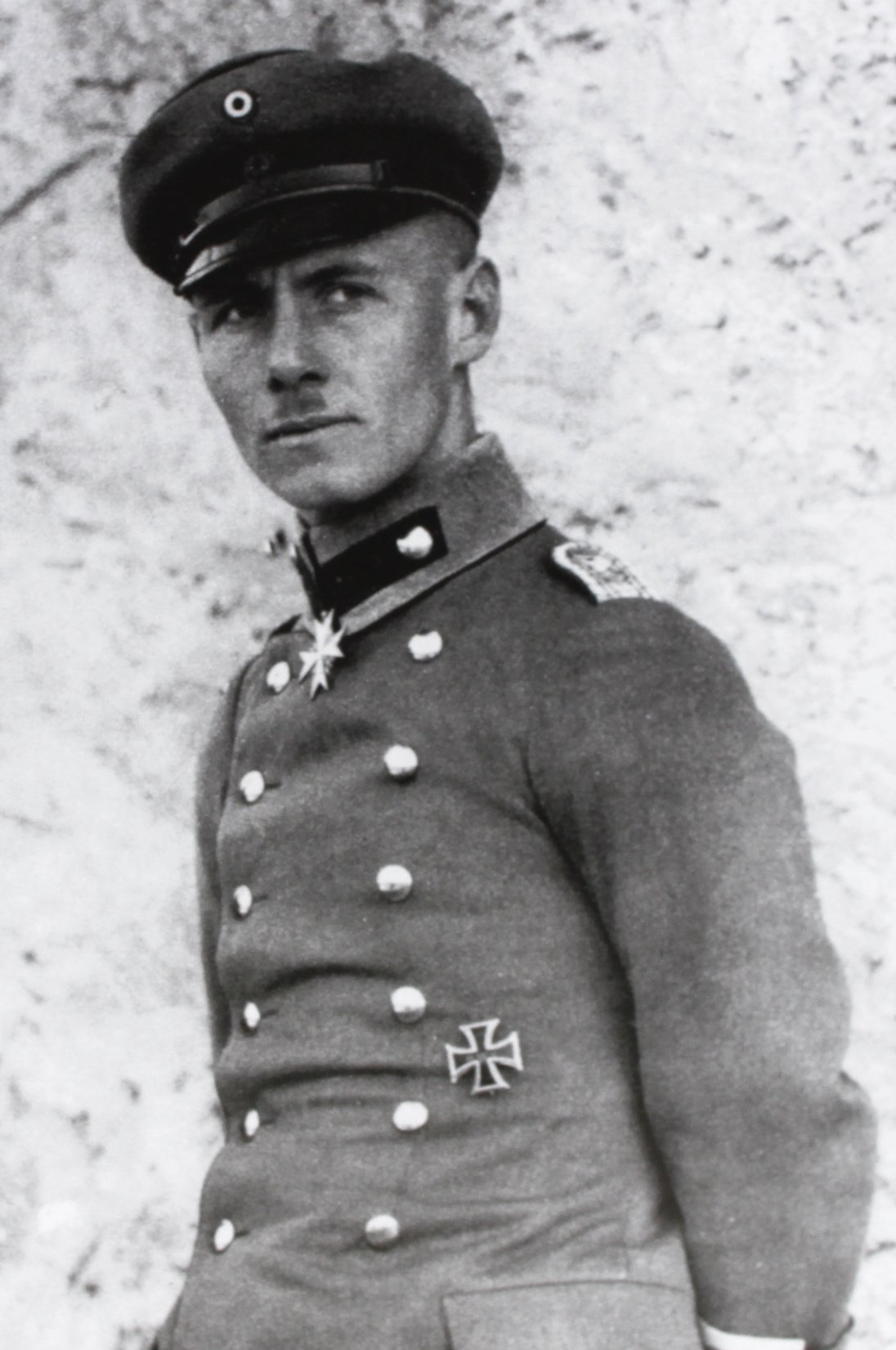
1917年、イタリア戦線でのロンメル

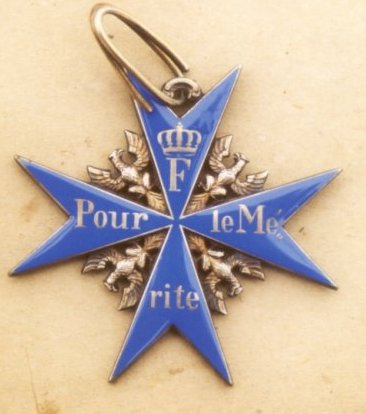
プール・ル・メリット勲章

ヴュルテンベルク山岳兵大隊は1917年9月26日に北部イタリア戦線に動員された。ロンメルは1917年10月上旬にイタリアで戦う山岳兵大隊に復帰したが、ここで、従来のライフルと軽機関銃に加えて山砲も指揮下に入りより攻撃力が増すこととなった。
イタリア戦線はこれまでのフランスとは全く異なっており、高くそびえる山に底知れぬほど深い谷、危険極まりない断崖絶壁など行動の困難な地形を背景とする戦場であった。ドイツ第14軍司令官オットー・フォン・ベロウは戦略的要衝であるマタイユール山やコロヴラト山脈の攻略を目指していたが、数万のイタリア兵が地形を巧みに利用して構築した要塞に立て籠っており、その攻略は困難を要した。既にカポレットの戦いで何度も攻撃をしてきたが、その攻略は進んでおらず、この陣地を攻略することは大変な名誉になると考えた各部隊の指揮官の競争が凄まじいことになっていた。
10月23日にドイツ軍7個師団、オーストリア軍5個師団と同予備5個師団からなる第14軍は位置についた。ロンメルはライフル中隊2個、機関銃中隊1個を先導して進撃し、入念な偵察でイタリア軍陣地に通じている補給路を発見し、雨の降る中でイタリア軍が陣地としていた地下壕を急襲して攻略すると、17門の火砲と大量の食糧を鹵獲した。奪取した食料で空腹を満たしたロンメルは、コロヴラト山脈の陣地に向かって進撃を続け、夜間に敵陣地に偵察を行い、配備の隙間を発見してそこを通過してモンテ・クク山を強襲した。突然ロンメルの部隊が背後に現れたことにイタリア軍はパニックとなり、総崩れ状態となった。部下に無茶な進軍をさせて前進を阻まれていたフェルディナント・シェルナー少尉率いるバイエルン軍部隊がその隙に1114高地を占領し、シェルナーがプール・ル・メリット勲章を受章した。ロンメルはこれについて論功行賞のあり方が公正ではないと憤慨していた。
ロンメルは続いてマタイユール山の攻略を狙い、上官からバイエルン連隊に付随せずに右翼から単独で攻撃をかける許可をもらい、50時間にも及ぶ行軍と戦闘の末に10月26日朝にマタイユール山を攻略した。イタリア兵が異常に無気力だったこともあって、500人のロンメルの部隊は、5人の戦死者と20人の負傷者を出しただけで9,000人のイタリア兵を捕虜としていた。ところがマタイユール山と間違えて別の山を占領したヴァルター・シュニーバー中尉が「マタイユール山を占領した」と第14軍司令部に報告していたため、ベロウ将軍はカイザー・ヴィルヘルム2世にシュニーバー中尉を推挙し、結果彼がマタイユール山占領の功績でプール・ル・メリット勲章を受章することになった。ロンメルはこれに激怒して正式に上官に抗議したが、決定は覆せないと認められなかったという。
しかしまだイタリアとの戦争は続いており、チャンスはあった。ロンメルは退却するイタリア軍の追撃戦で活躍し、ロンガローネのイタリア軍基地への攻撃において勇戦し、やはり無気力なイタリア兵を8000名も捕虜にした。この結果、1917年12月13日にヴィルヘルム2世はついにロンメルにたいしてプール・ル・メリット勲章の受章を認めた。受章理由にはマタイユール山奪取とロンガローネの戦いの勇戦、どちらもあげられていた。しかしロンメルはマタイユール山奪取の功績でプール・ル・メリット勲章を手に入れたと主張していた。

#### 第一次大戦末期
その後1918年2月に西部戦線へ転戦したが、まもなく幹部候補の一人として第64軍団司令部に参謀として配属されることとなった。以降一次大戦中は敗戦まで前線に戻る事はなかった。1918年10月18日に大尉に昇進した。
1918年11月初めにキールの水兵の反乱を機にドイツ全土に反乱が広がり（ドイツ革命）、カイザー・ヴィルヘルム2世は11月10日にオランダへ亡命、翌11日にはドイツ社会民主党の主導する新ドイツ共和国政府がパリのコンピエーニュの森で連合国と休戦協定の調印を行った。第一次世界大戦はここに終結した。

### ヴァイマル共和政期
ロンメルは、1918年12月21日に古巣の第124歩兵連隊に再配属された。1919年3月にはフリードリヒスハーフェンの第32国内保安中隊の指揮官に就任。この部隊には革命派の兵士が多く、彼らは上官ロンメルの命令を平気で無視し、プール・ル・メリット勲章にもまるで敬意を払おうとしなかったというが、ロンメルの人格によってまとめ上げられ、部隊は規律を回復したという。
敗戦国ドイツへの責任追及は過酷を極めた。1919年6月28日にドイツと連合国の間に締結されたヴェルサイユ条約によって天文学的賠償金が課せられた。また国境付近のドイツ領土は次々と周辺国に奪われ、ドイツ領土は大きく縮小した。軍については陸軍兵力を小国並みの10万人（将校4000人）に限定され、戦車、潜水艦、軍用航空機など近代兵器の保有を全て禁止された。1919年7月31日にはヴァイマルで開かれた国会でヴァイマル憲法が採択され、ドイツは民主国家となった。所謂「ヴァイマル共和国」の時代が始まった。
ちなみに将校4000人という制限は、動員解除以後も陸軍に残って恒久的な階級を希望しているドイツ帝国将校6人のうち1人だけがヴァイマル共和国陸軍に残れるという狭き門となった。そしてロンメルはその狭き門を突破しヴァイマル共和国陸軍将校に選び残された者の1人となった。
この後、ロンメルは9年ほどシュトゥットガルトの第13歩兵連隊に所属し、1924年からは同連隊の機関銃中隊長となった。この間、特筆すべきことはほとんどないが、1928年12月に長男のマンフレートが生まれている。彼は戦後シュトゥットガルトの市長を長年務めている。
1929年10月1日にドレスデン歩兵学校の教官に任じられた。多くの実戦経験を持つロンメルの講義は生徒たちに人気があったという。

### ナチ党政権下

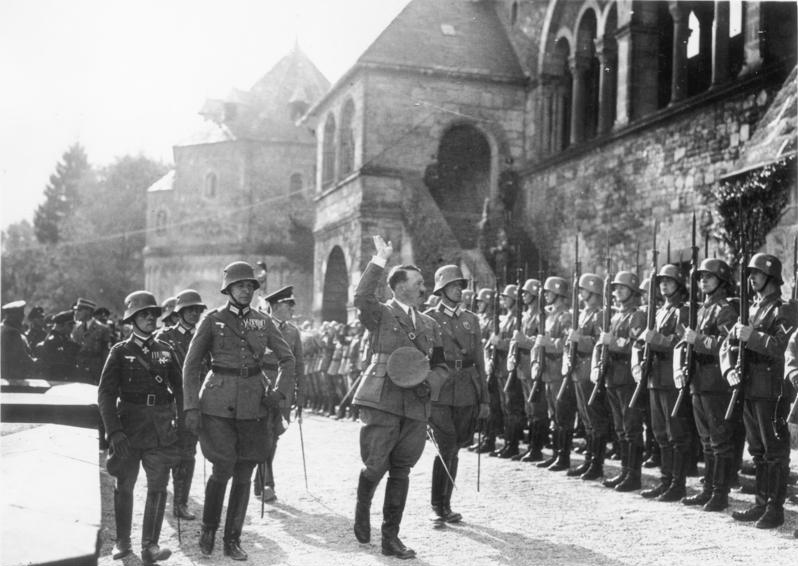
1934年9月30日、収穫祭でゴスラーを訪れたヒトラーがロンメル少佐の大隊を閲兵する。中央左がロンメル。2人はこの時に初めて出会った。

1933年1月30日に国家社会主義ドイツ労働者党（ナチ党）党首アドルフ・ヒトラーがパウル・フォン・ヒンデンブルク大統領よりドイツ国首相に任命された。ロンメルはこれまで政治にはほとんど関わらなかったが、他の多くの軍人達と同様にヒトラーの登場には熱狂し、彼の反共主義と再軍備の政策を歓迎した。
1933年10月10日に少佐に昇進するとともにゴスラーに駐屯する第17歩兵連隊の第3大隊長に任じられた。1934年9月30日に収穫祭のためにヒトラーがゴスラーを訪問した。この時にロンメルの大隊はヒトラーを出迎える儀仗兵の任につき、ロンメルとヒトラーが初めて対面することとなった。もっともこの時にロンメルが公的な関係以上に何か特別に扱われたという形跡はない。またロンメルがヒトラーについてどう感じたかを示す証拠もない。ただこの閲兵式の直前にロンメルは、警護問題をめぐってSSと揉めたとされ、「閲兵式においても警護のためSS部隊が最前列になるべきである」と主張したSS隊員にロンメルは激怒し、「ならば私の大隊は閲兵式には出席しない」と応酬して騒ぎになり、ヒトラーに随伴していた親衛隊全国指導者ハインリヒ・ヒムラーから直接に「部下の非礼を詫びたい」と謝罪を受けたという。
1935年3月1日に中佐に昇進した。1935年10月15日に新設されたポツダム歩兵学校の教官に任じられた。この学校でもロンメルは非常に好感をもたれる教官であったという。
1936年9月のニュルンベルク党大会で総統護衛大隊（Führer-Begleit-Bataillon、FHQ）の指揮官に任じられた。この時にロンメルは「私の後続の車は6台に限定せよ」という総統命令を厳守し、ヒトラーに随伴しようと押し寄せてくる党幹部らの車を押し止めた。この件でヒトラーはロンメルに注目するようになったという。
しかしヒトラーがロンメルを決定的に評価するようになったのは、1937年初期にロンメルがフォッゲンライター出版社から『歩兵攻撃（Infanterie greift an）ISBN 978-1-85367-707-6』を出版したことだった。これはロンメルが教官として行った講義をまとめた物であり、ロンメルの一次大戦での経験が分かりやすい文章と挿絵付きで書かれていた。この本は50万部を売り切るベストセラーとなり、各方面からの高評価を受け、当時、歩兵だったヒトラーも自身の経験に照らし合わせてこの本を激賞した。なおロンメルはこの本の印税に関してフォッゲンライター出版社と結託して脱税をした。ロンメルは『歩兵攻撃』によって巨額の印税を得ていたが、この際にロンメルはフォッゲンライター出版社と結託して、1年間の生活に必要な1万5000ライヒスマルクだけを自分に支払わせ、残りは銀行預金にして寝かせ、税務署への所得申告において軍から支給されている給料以外の所得を1万5000ライヒスマルクと偽って申告した。
1937年2月にロンメルはナチ党の青年組織であるヒトラー・ユーゲントに国防省連絡将校として派遣された。ロンメルは国防軍の下級将校の指導による軍事教練をユーゲント団員に施すことを企図し、全国青少年指導者バルドゥール・フォン・シーラッハとの折衝にあたったが、ユーゲントの指導権を軍に奪われることを恐れるシーラッハはこれに反対し続けた。ロンメルとシーラッハの関係は悪くなる一方で二人は劇場での席次など些細なことでも争う様になった。しかしこの両者の争いは結果的に国防軍のナチ化を長期的に後押しした。ロンメルは新兵が入隊の誓約を済ませればすぐに軍の訓練を行わせるべきと主張したため、ナチスはロンメルの主張に従って新兵の訓練が迅速に行われるようにし、そのことにより若者への自由裁量権を手に入れることができた。
ヒトラーにとってロンメルは役に立つ軍人となっており、シーラッハとの衝突にもかかわらず、1938年9月にズデーテン併合にあたってヒトラーはロンメルを再び総統護衛大隊長に任じ、自らの護衛を任せた。この頃にはロンメルは完全なヒトラー支持者になっており、次第にヒトラー讃美がエスカレートしていった。妻への手紙には「(ヒトラーは)ドイツ国民を太陽の下へ導きあげるべく、神、あるいは天の摂理によって定められている」と書き、友人への個人的な手紙には文末に「ハイル・ヒトラー、敬具、E・ロンメル」と記す程になっていた。ヒトラーにとってもロンメルはお気に入りの将校だった。ロンメルは貴族階級出身の将校ではなく、そうした貴族将校たち特有の平民出のヒトラーを見下したような態度がなかったこともヒトラーの好感につながったと思われる。
1938年11月10日にはウィーン郊外のヴィーナー・ノイシュタットの士官学校の校長に任じられた。ロンメルはこの学校をドイツ、そしてヨーロッパでもっとも近代化された士官学校にしようと張り切っていたが、ヒトラーの警護隊長にしばしば任じられたため、彼はあまりこの学校に訪れなかった。
1939年3月15日にチェコスロバキア併合があると、ヒトラーは再びロンメルを総統護衛大隊の指揮官に任じて、自分の警護にあたらせた。チェコはオーストリアやズデーテンと違い、親ドイツ系が少ないため、ヒトラーが出向いても反発を招き暗殺される恐れがあった。ヒトラーがロンメルに「大佐、貴官が私の立場なら、どうするかね？」と聞くと、ロンメルは「オープンカーに搭乗し、重武装の護衛無しでプラハ城まで乗り込み、ドイツのチェコスロバキア統治が始まったことを内外に向けて示します」と答えた。ヒトラーは、他の者たちの反対を押し切って、ロンメルの意見を容れ、ロンメルたちを護衛に付けたのみで無事にプラハ城に乗り込んでいる。続く3月23日のメーメル返還でヒトラーがメーメルへ向かった時にもロンメルは総統護衛大隊長を務めた。
1939年8月1日に少将に昇進した。6月1日に遡及しての昇進である事を認められた。これはロンメルを寵愛するヒトラーの特別な決定によるものである。ロンメルは妻への手紙で「私が聞き知ったところによると先の昇進はひとえに総統のおかげだ。私がどれほど喜んでいるか、お前にも分かるだろう。私の行動とふるまいを総統に承認していただく事が私の最高の望みなのだ。」と書いている。ヒトラーの寵愛は続いた。1939年8月22日を以ってヴィーナー・ノイシュタットの士官学校の校長職を辞し、8月25日にヒトラーの身辺警護を行う「総統大本営管理部長」に任じられた。

### 第二次世界大戦開戦

#### ポーランド戦中の総統警護

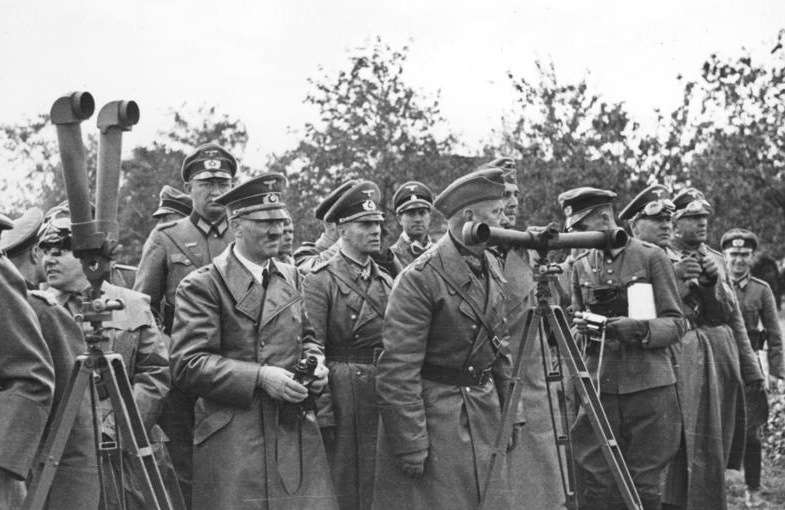
1939年9月、対ポーランド戦中のヒトラーの前線視察。ヒトラーの警護責任者として同伴するロンメル少将(ヒトラーの右)。

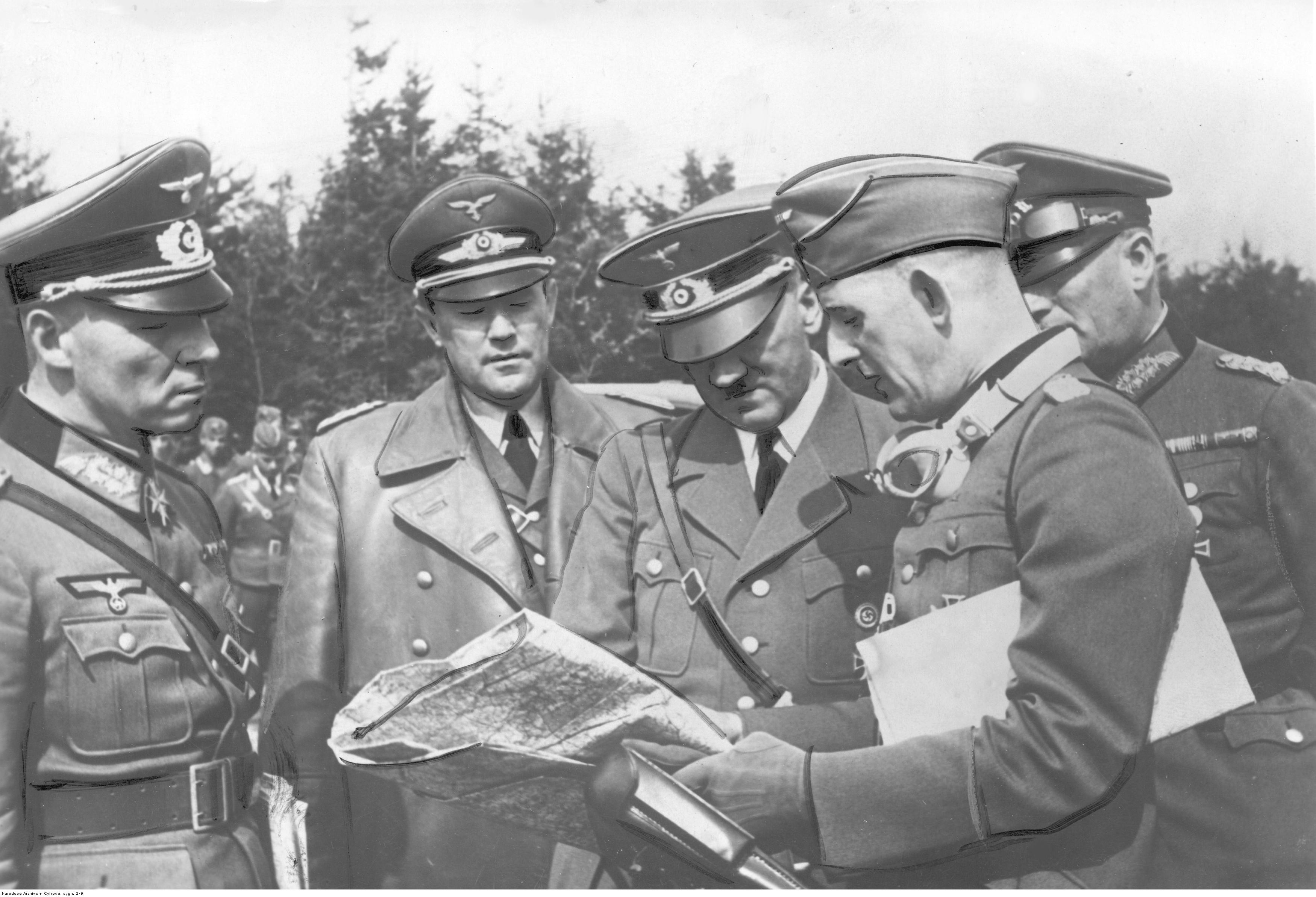
ヒトラーと共に地図を確認するロンメル（左端）（1939年9月）

1939年9月1日にドイツ軍のポーランド侵攻、続く英仏のドイツへの宣戦布告をもって第二次世界大戦が開戦した。ロンメルは熱狂をもって戦争を迎えた。妻に「君は9月1日のこと、つまりヒトラーの(ポーランドとの開戦を発表する国会での)演説をどう思うかな？我々がこのような人物を持っている事は実にすばらしいではないか。」と書き送っている。彼は一次大戦の敗戦でポーランドに奪われたポーランド回廊と国連の管理下に置かれたダンツィヒをドイツの手に取り戻す必要性を感じていた。
総統大本営管理部長としてヒトラーの警護に責任を負うロンメルは、総統専用列車「アメリカ」に乗って前線視察に出たヒトラーに同伴してポーランドへ向かった。ヒトラーはポーランド戦中、3週間も前線視察に出ていた。なおヒトラーがポーランドの港町グディニャを訪れた際にロンメルはマルティン・ボルマンと揉めたという。総統大本営管理部長としてヒトラーの警護に責任を負うロンメルは、ヒトラー一行のグディニャ視察の際に急勾配で幅が狭い街路に通りかかると「総統の車と警護の車一車両のみが下るものとする！他はここで待て！」と指示した。しかし総統の側近であるマルティン・ボルマンはヒトラーと切り離されることに激怒し、ロンメルに抗議を行ったが、ロンメルは「私は総統大本営管理部長だ。これは遠足じゃない。貴方も私の指示に従っていただく！」と応酬してボルマンの車の通過を阻止したという。ボルマンはこの事を根に持ち、5年後にロンメルに復讐することになる。
1939年10月5日にワルシャワでヒトラー出席のドイツ軍の戦勝祝賀式典が行われることになったが、ロンメルもヒトラーに同席した。戦勝祝賀式典を撮影した映像にはヒトラーの隣に立つロンメルの姿が残されている。ロンメルは常にヒトラーに随行しており、昼食や夕食ではヒトラーの傍らに着席することも多かった。ヒトラーのビザンティン式宮中会議の儀礼では、食事の席次が重視されていたことから、ロンメルに対するヒトラーの寵愛は明らかであり、そんな様子を見た古くからの側近はロンメルに嫉妬心を募らせた。

#### ポーランド戦後、装甲師団長に

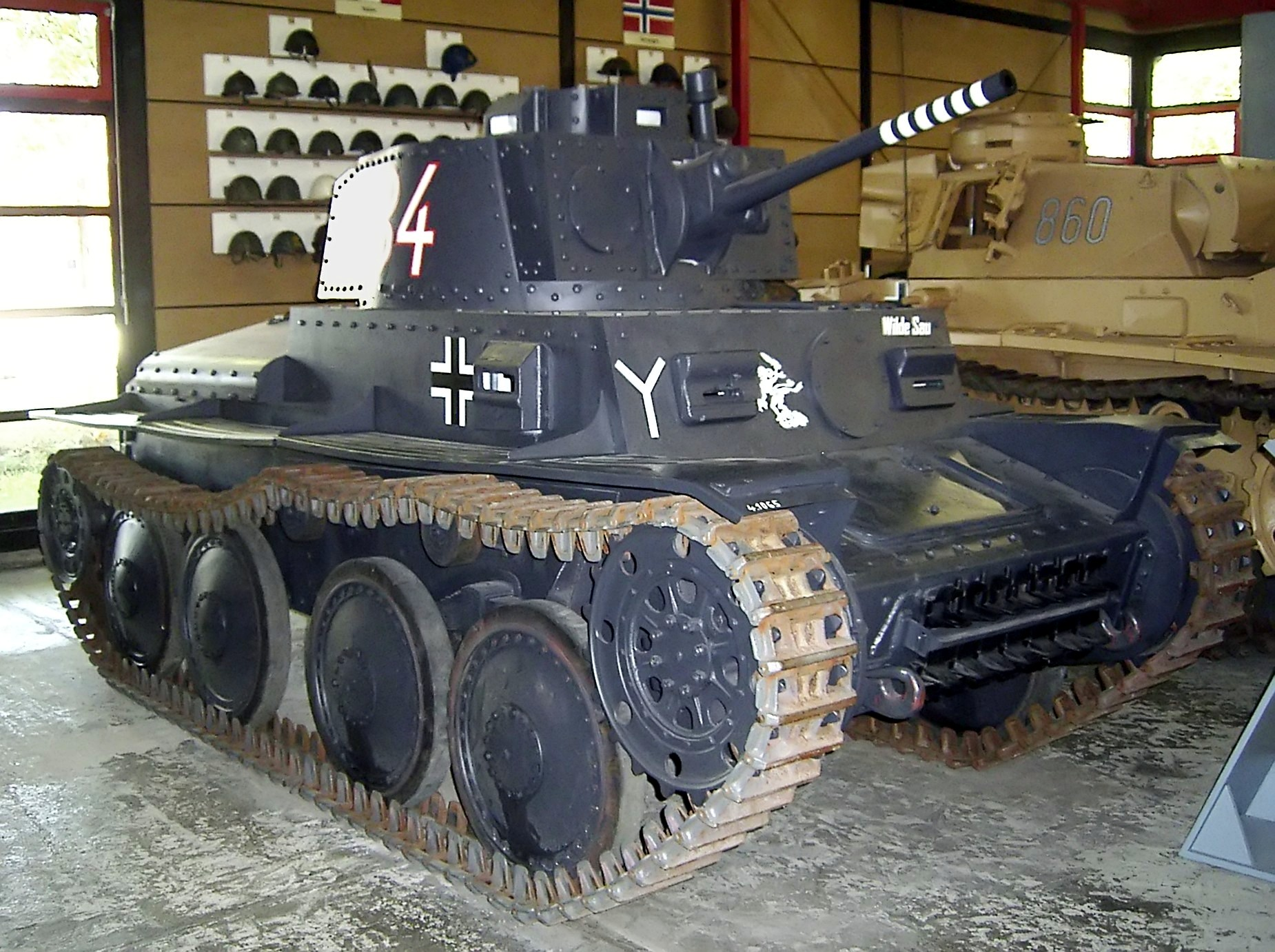
ロンメルの第7機甲師団の多数を占めた38(t)戦車。

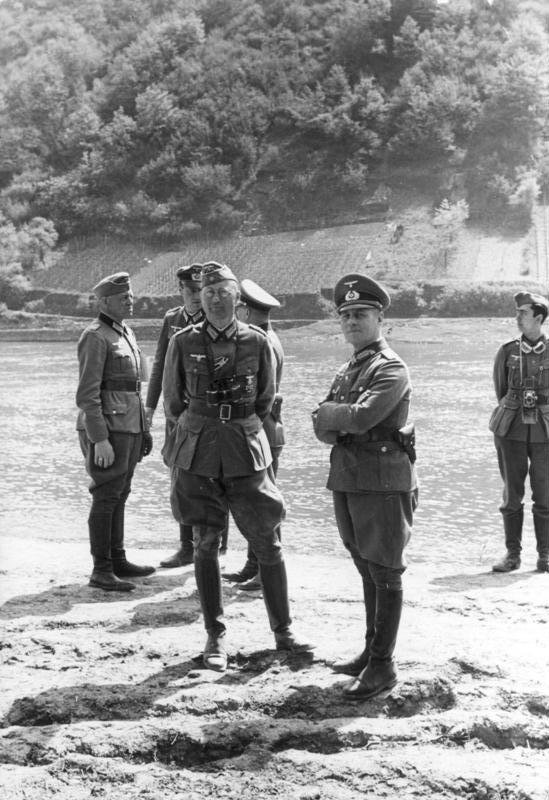
1940年春、ドイツ・モーゼル川で川の流れを事前調査。右側で腕を組んでいる人物が第7装甲師団長ロンメル少将。

ヒトラーもロンメルもポーランドを落とせばイギリスとフランスは講和を申し出てくると思っていた（実際にイギリスとフランスは宣戦布告を行っただけでポーランド戦中、ドイツに攻撃が行われる様子はほとんどなかった）。しかしイギリスとフランスは、ポーランドが陥落してもドイツの呼びかけに歩み寄る姿勢は全く見せなかった。軍部は軍事力の上で圧倒的に勝っている英仏と戦火を交えることを嫌がっていたが、ヒトラーはこうした反対を退けフランス侵攻を決意した。
ポーランド戦後、ベルリンで退屈な日々を送ることになっていたロンメルは、来るフランス戦では前線勤務を求め志願した。陸軍人事部長は一次大戦での彼の経験に基づき山岳師団師団長をロンメルに提示したが、ロンメルはヒトラーに装甲師団の指揮を取りたいと求めた。陸軍人事部長は歩兵科のロンメルに装甲師団を任せることに反対していたが、ヒトラーの介入で許可された。
こうして1940年2月15日にロンメルは新編成された第7装甲師団の師団長に任命されることとなった。ちなみにフランス戦においてはドイツ軍136個師団のうち装甲師団は10個師団しかなく、さらに第7装甲師団は騎兵部隊から再編された4個の軽師団のなかの一つであった。配備されていた戦車は、I号戦車（機関銃のみ）34両、II号戦車（2センチ砲）68両、III号指揮戦車（火砲の代わりに指揮用の大型無線機が付いた車両）8両、IV号戦車（短砲身7.5センチ砲）24両、ドイツがチェコを併合した後に獲得したチェコスロバキア製の38(t)戦車（3.7センチ砲）91両である。師団の多数を占める38(t)戦車は装甲が薄いが、重量は9トン足らずであったので速度が速く、対フランス戦のような機動戦に非常に向いていた、また、信頼性のある頑丈な作りで、当時としては強力な37㎜砲のŠkoda A7 37.2mm L/47.8を装備しており、対戦車能力も高かった。師団は3個大隊で編成される戦車連隊1、2個大隊からなる自動車化歩兵連隊2、自動二輪大隊、自動二輪と装甲車の偵察大隊で構成されており、この師団編成はのちに他国の装甲師団の手本にもなっている。
積極的な歩兵攻撃論者だったロンメルだったが、彼は驚くべき早さで戦車の運用知識を身に付けてゆき、2月27日にベルリンへ飛び、ヒトラーに師団長就任の報告をした。ヒトラーより「楽しい思い出と共にロンメル将軍に贈る」と書き添えた『我が闘争』を贈られた。
参謀本部はヒトラーにフランス侵攻作戦案を提出したが、一次大戦のシュリーフェン・プランと大差ないことからヒトラーが却下し、紆余曲折の末、A軍集団参謀長エーリヒ・フォン・マンシュタイン中将の立案による「マンシュタイン・プラン」が採択された。これは装甲師団を中央のA軍集団に集中させ、ベルギー南部のアルデンヌの森（この森は道がないため、戦車の機動は困難と考えられており、フランス軍はここを手薄にして「アルデンヌの間隙」を作っていた）を突破し、英仏海峡まで一気に進軍させ、ベルギー・北フランスに展開する連合国主力を孤立させるというものだった。
ロンメルの第7装甲師団は、A軍集団（司令官ゲルト・フォン・ルントシュテット上級大将）隷下の第4軍（司令官ギュンター・フォン・クルーゲ上級大将）隷下の第15装甲軍団（軍団長ヘルマン・ホト大将）の隷下となった。同じ第15装甲軍団隷下に第5装甲師団があった。
第7装甲師団の任務は先頭に立ってアルデンヌの森を通過し、エヴァルト・フォン・クライスト大将率いる「クライスト装甲集団」（5個装甲師団から成る）を北の連合国主力の攻撃から守り、イギリス海峡までの西進を邪魔されないようにすることにあった。しかしロンメルは自分の師団もイギリス海峡まで一気に進軍させようと思っていた。

#### 西方電撃戦
1940年5月9日午後1時45分にフランス侵攻作戦「黄色作戦（Fall Gelb）」の暗号「ドルトムント」がロンメルに伝達された。これを受けてロンメルの第7装甲師団は同日午後11時40分に所定の位置に付いた。
戦局はドイツ軍に不利と思われた。ドイツ軍の戦車は2800両だったが、対する連合軍の戦車は4000両だった。戦車の装甲や火力も連合軍が勝っていた。ただ戦車の速度においてのみドイツ軍が勝っていた。そして西方電撃戦では速さが一番重要だった。ロンメルの第7装甲師団は特に素早く進軍し、しばしば師団の主力が師団の先頭に置き去りにされた。ロンメルの搭乗する戦車は常に師団の先頭に立って前進した。常に最前線で指揮を執るロンメルは、のちにクルト・ヘッセ大佐に対して「この戦争では指揮官の位置は第一線だ。私は椅子に腰かけている連中が出す戦略など信じない。今はザイトリッツやツィーテンの時代と同じだ。我々は戦車をかつての騎兵とおなじように考えねばならない。かつて将軍たちが馬上で命令を下したように、今は移動する戦車の上で命令を下さねばならない。」と語っている。この後ロンメルの第7装甲師団は、その進軍スピードの速さから「いつの間にか防衛線をすり抜けている」という意味で「幽霊師団（英：Ghost Division、仏：Division Fantôme、独：Gespensterdivision）」と連合国から呼ばれて恐れられるようになる。
ドイツ本国ではロンメルの師団は「全ドイツ軍師団のうち、最も西にいる師団」として評判だった。必要とあれば航空機に乗って後続の砲兵部隊や自動車化歩兵部隊の下に駆けつけて指示を与えたり、叱咤激励をした。部下の将兵たちの間で「不死身のロンメル」伝説が広まり、絶大な信頼を寄せられた。

#### アルデンヌの森通過
1940年5月10日午前4時35分にロンメルの第7装甲師団は国境を超えてベルギー領へ侵攻を開始した。ロンメルに与えられた任務は、ルントシュテットの主攻撃の右側面について、アルデンヌの森林を走破してディナンでムーズ川を渡河しベルギー領内深くまで侵入するというものであった。アルデンヌのベルギー側は山あり谷ありの起伏にとんだ地形ながら道路は殆ど整備されておらず、小径に入り込もうものならそのまま迷ってしまいそうであった。アルデンヌでは連合軍兵士が数か月にも渡って、バリケードを築き、橋を爆破し、幹線道路には大きな穴を空けて通行を困難にし、森林に入れば鉄条網が張り巡らされ、大木が切り倒されてそのままバリケード替わりに放置されていた。
しかし、肝心の兵力については、ベルギー軍の主力は主要都市のある平野部に集中しており、アルデンヌの広大な森林地帯は「アルデンヌ特別警備隊（もしくはアルデンヌ猟兵部隊）」に任されていた。しかし、その兵力に対して守る範囲は広大で、兵士はこれらの防御網のごく一部にしか配置されておらず、ドイツ軍の進撃に殆ど抵抗ができなかった。また連合軍兵士が精魂込めて制作した各種障害物も迂回して突破された。5月11日にモン・ル・バンの西方でロンメルは初めてフランス軍と接触した。フランス軍は第4騎兵師団の一部で、自動車化部隊と乗馬部隊が混在し数輌の戦車も同行していた。ロンメルは第一次世界大戦のイタリア戦線で用いた戦術を機械化部隊に応用し、偵察部隊にフランス軍部隊を監視させている間に、戦車隊や自動車化部隊をフランス軍部隊の射程内まで移動させておき、偵察部隊からフランス軍が移動する気配があるとの報告を受けると一斉射撃を浴びせた。フランス軍は猛射撃に怯んであっさりと退却していった。
この後も、第7装甲師団は時折、敵軍と接触したが、ロンメルは「敵に頭を上げさせるな」「敵の間を縫って進み、通り抜けろ」「残敵を一掃しろ」と命令し続け、教科書通りの電撃戦を展開し3日間で96kmも進撃した。第7装甲師団の活躍を見ていたホトは「成功には勢いをつける」というドイツ軍の伝統に倣って、第5装甲師団の前衛部隊を一時的にロンメルの指揮下においてムーズ川目指して突進するよう命じた。このままロンメルは戦力的には勝っていた「アルデンヌ猟兵部隊」の抵抗を撃破しながらアルデンヌの森林地帯を踏破して行った。

#### ムーズ川渡河

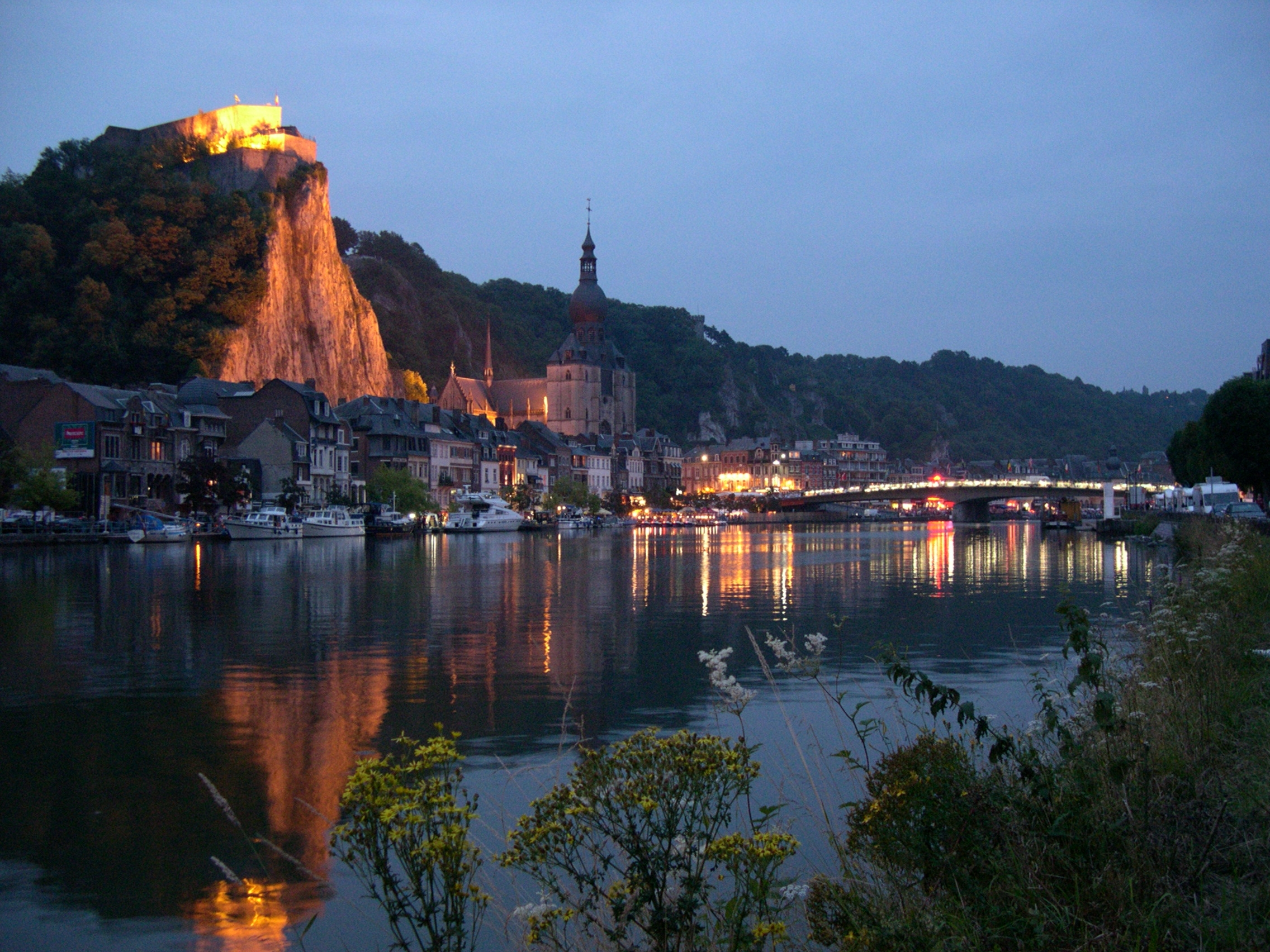
2004年のディナン。

5月10日から5月12日の3日間で第7装甲師団はアルデンヌの森を横断し、5月12日の夜遅くに一次大戦の頃にも悩まされた天然の要塞ムーズ川に面した町ディナンに到達した。ロンメルはできれば撤退するフランス軍第1・第4軽騎兵師団の後に続いて一気に橋を渡りたかったが、ちょうど第7装甲師団が川に到着した頃にディナンにかかっていた橋が爆破されたため、ゴムボートと舟橋を使っての渡河作戦を実施せざるを得なくなった。
ロンメルが渡河点に到着したときには沿岸からのフランス軍の砲撃で第7装甲師団は痛めつけられており、撃破された戦車が多数見え、渡河しようともがくゴムボートも次々に沈められていた。ロンメルは川端に建つ民家に火を放って川面に煙幕を張らせて、フランス軍の渡河妨害の効果を減殺しようとした。それでも刻一刻とフランス軍の砲撃は激しさを増し、目の前を息も絶え絶えなドイツ兵を乗せたゴムボートが漂流していたが、ロンメルはどうすることも出来ず見送るしかなかった。ロンメルは、戦力の逐次投入は無駄だと悟ると、使用可能な戦車や砲をかき集めて弾薬が尽きるまで対岸に集中砲火を加えるように命じた。その砲撃支援の下にディナンとその少し北方のレフェで渡河作戦を再開させた。
ロンメルは第7小銃連隊の第2大隊を指揮して、自らも同大隊の最初のゴムボートでムーズ川西岸に渡り、先行していた部隊と合流したが、その直後にフランス軍戦車が攻撃してきた。渡河した部隊は対戦車兵器を全く持たず、手元には小銃と軽機関銃しかなかったが、ロンメルは慌てることなく小火器でフランス軍戦車に集中銃撃を浴びせ、ほとんどの銃弾は装甲に跳ね返されたものの、火花と銃弾の破片が戦車の銃眼から車内に飛び込んで、フランス軍戦車は撤退していった。戦車を撃退したロンメルは、一旦東岸に戻ると、工兵が浮き橋設置に取り掛かっていたので、自らも川に飛び込んで腰の高さまでの水の中で作業を手伝った。そして最初の浮き橋ができるやいなや砲火に晒されながら、指揮車に乗り込んで浮き橋の上を西岸に向けて進んでいった。
ムース川西岸には対戦車砲20門も渡河しており、先行の歩兵部隊は進撃してグランジェ村を占領していたが、強力なフランス軍部隊の反撃を受けて戦況は極めて不利で、大隊長は負傷しており、フランス軍戦車も第一線を突破してドイツ軍の渡河点を攻撃してくる恐れがあった。そこでロンメルは再び東岸に引き返すと、まずは戦車を西岸に渡す作業の指揮に注力した。幸いなことに日が暮れてからフランス軍戦車が突進してくることはなく、ロンメルは激しい砲火の中で陣頭指揮を執り続けたが、第7装甲師団の兵士たちは、その姿に感銘を受け、まるでロンメルには絶対に弾が当たらないように見えたという。こうして、第7装甲師団は多くの死傷者を出しながらも5月13日中にはレフェに架橋することに成功し、戦車のムーズ川渡河を成功させた。

#### オナイユで負傷
5月14日早朝、ロンメルはすでに渡河していた30両の戦車だけを率いてディナンの西約5キロのオナイユへ進撃を開始した。これによりフランス軍が対応を決定するより早く部隊を浸透させることに成功した。
ところがオナイユ近くでロンメルの搭乗するIII号指揮戦車が対戦車砲を食らって坂から転がり落ちた。ロンメルは何とか脱出したが、顔を負傷した。フランス植民地から連れてこられた有色人兵士たちが、ロンメルを捕虜にしようと接近してきたが、隷下のカール・ローテンブルク大佐率いる第25戦車連隊がこれを蹴散らしてロンメルを救出した。ロンメルは自分の戦車がやられたのは移動しながら攻撃をしなかったためだと考え、改めて師団の各戦車に「敵と遭遇しても停止せずに砲弾を撃ちながら強行突破せよ」と命じた。転倒したIII号指揮戦車は動かなくなったため、ロンメルはローテンブルク大佐の搭乗するIV号戦車に同乗するようになった。
フランス軍第9軍司令官アンドレ・ジョルジュ・コラー中将はロンメルの第7装甲師団のこのオナイユへの進軍とハインツ・グデーリアンの装甲軍団のスダンでの渡河成功を恐れ、ムーズ川の防衛線を放棄してさらに西へ退却する事を命じた。
ロンメル率いる第25戦車連隊の進撃で大混乱し総崩れの危機にあった第11軍団を機支援するため、フランス軍第1機甲師団が派遣された。両軍は14日中には早くも接触して戦闘に突入したが、第1機甲師団の主力戦車は重戦車ルノーB1でドイツ軍の戦車を武装や装甲の厚さで上回っていた。しかしフランス第1機甲師団は大量の避難民をかき分けて進撃してきたため、常に低速ギアで走行し燃料を大量に消費したため、燃料タンクが殆ど空になり、戦車兵は疲労困憊していた。また、戦車兵の訓練度にも大きな差があり、ドイツ軍のII号戦車や38(t)戦車は、装甲の厚いルノーB1の通気口やキャタピラやサスペンションなどを正確に砲撃し次々と撃破していった。また、ようやく到着した燃料トラックに対してはIV号戦車が榴弾で攻撃して、フランス軍戦車への燃料補給を許さなかった。やがてフランス軍戦車指揮官は勝ち目のないことを悟り、残った35輌の戦車はロンメルに降参した。
ロンメルは戦場に到着した後続の第5装甲師団に第1機甲師団の料理を任すと、時速40kmもの高速で西方に向かって進撃を再開した。この後、フランス軍第1機甲師団は撤退をはかったが、退路をドイツ軍に断たれてさらに28輌の戦車を撃破されて壊滅状態に陥った。第1機甲師団の犠牲にもかかわらず、フランス第11軍団は大混乱して潰走しており、後に「クリスチャン・ブルノーの第1機甲師団は、フランス軍の総くずれをふせぐために犠牲に供せられたようなものだ。しかも総くずれをふせぐことができなかったのだから、これは、全くの犬死であった」とも評された。師団長のブルノーもドイツ軍の捕虜となった。

#### マジノ線延長部分突破

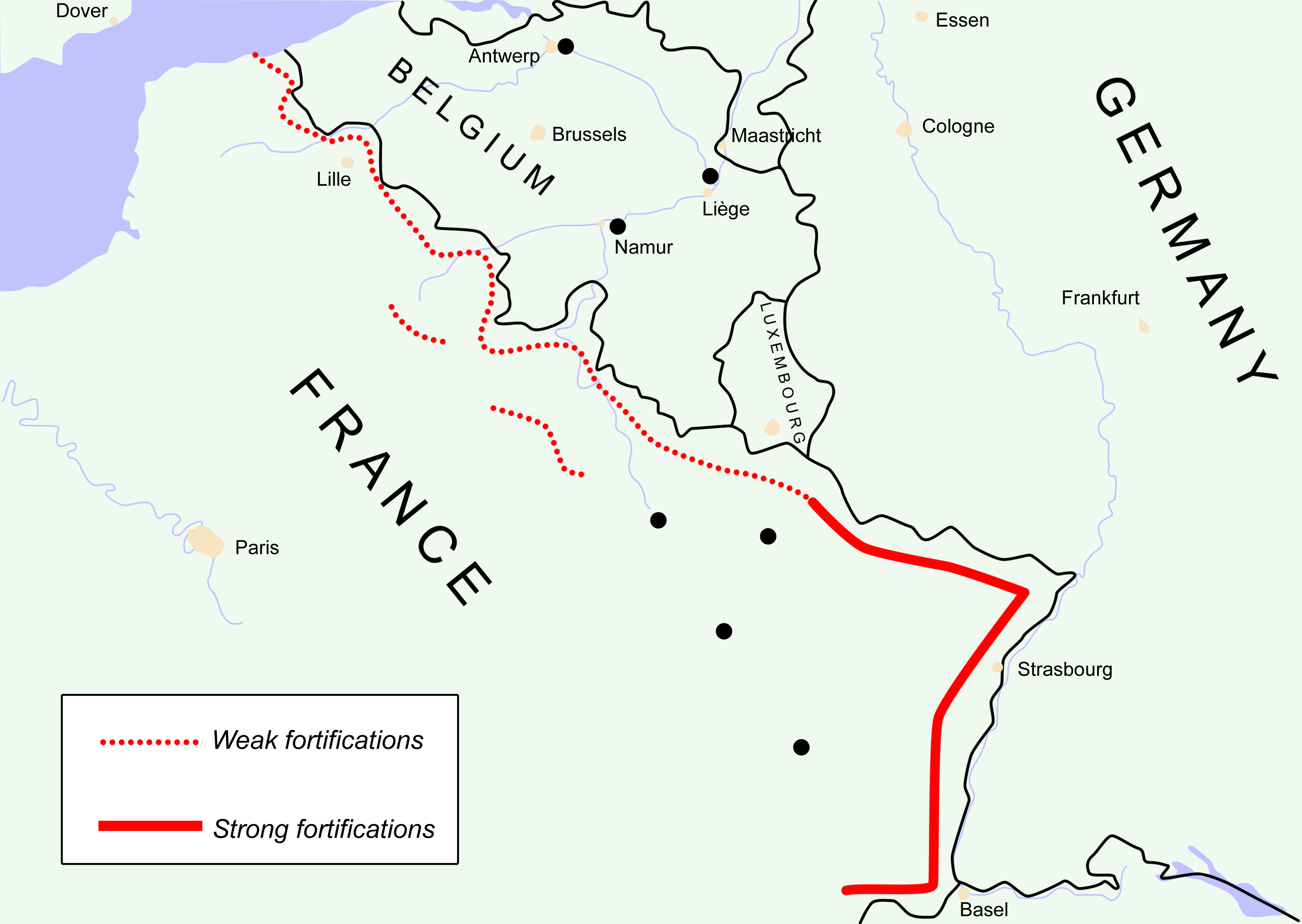
点線の部分がマジノ線延長部分

アルデンヌの森林地帯をようやく抜けてのどかな田園地帯に出た第7装甲師団はフランス国境に向けて順調に進撃していた。ロンメルが知ることはなかったが、この頃に連合軍は総崩れの様相を呈しており、5月15日にはオランダが降伏、16日にはベルギーから全連合軍部隊がフランス国内に撤退を開始していた。5月16日未明に第15軍団長ヘルマン・ホト大将より一旦停止の命令を受けたロンメルであったが、朝9：30にはマジノ線を突破せよとの命令が下った。ロンメルは第25戦車師団に国境を越えてクレーファイツの占領を命じると、これまでと同様に自ら連隊長の指揮戦車に同乗して進撃を開始した。たちまち国境を突破してフランスに侵入し、クレーファイツから1.5kmまで迫った。
その30分後、フランスの国境要塞地帯マジノ線延長部分と遭遇した。これはマジノ線そのものではなく、フランスが防衛線を西方にも延長しようとしてマジノ線から分離して作った物である。ただロンメルを含めてドイツ軍側は区別せず、まとめて「マジノ線」と呼んでいた。しかし、延長部も本マジノ線と同様にトーチカと砲台と有刺鉄線と地雷原で固く守られており、ロンメルはこれまでの電撃的な進撃とは打って変わり時間をかけた正攻法を展開した。まずは第7装甲師団全火砲が支援砲撃を開始し、その支援砲撃下で第25戦車連隊は散開体制で前進、標的になるトーチカや陣地を砲撃で制圧すると、工兵が火炎放射器と爆薬でトーチカや陣地を破壊し、歩兵が機関銃座や対戦車砲座を掃討していった。この地道で綿密な相互支援による前進では進撃速度は低下したが、無用な損害は避けられた。これはロンメルの戦術的便宜主義に基づくもので、この臨機応変さはのちの北アフリカ戦線で大いに発揮されることとなった。
激戦はヨーロッパの長い夕暮れまで続いたが、ロンメルは日没までになるまでにマジノ線を突破しようと考え、これまでの慎重な作戦から一転してリスクを冒しても戦車での突破を決断した。ロンメルが危険な賭けに出たのは、まだかろうじて戦車が進撃できる明るさがあったことに加えて、夜間にフランス軍の増援が到着して要塞線が強化される懸念もあったからであった。ロンメルは連隊長に「兵士を放て、フランス軍陣地と思われる場所はすべて攻撃せよ。それから曳光弾の使い惜しみはするな」と命じた。ドイツ軍のII号戦車の主砲は2 cm KwK 30 L/55機関砲であり、対戦車戦では威力不足であったが、曳光弾での一斉射撃は敵兵士を恐れさせることができた。ロンメルは砲兵に激しい砲火を撃たせてマジノ線延長部分の各所に煙幕を張り、フランス軍を攪乱している間に工兵の火炎放射器や爆薬でトーチカを破壊し、火に照らされる明るい隙間となったその部分に戦車が砲撃しながら強引に前進した。そしてロンメルは、ソール・ル・シャトー、サール・ポトリ、スムージーを一気に通過してマジノ線延長部分の突破に成功した。

#### 進撃停止命令に反して前進
ロンメルの師団の進撃は急であり、師団内の部隊でも進撃速度が遅い部隊は先頭に追い付けず、長い縦隊となっていた。フランス兵や避難民はロンメル率いる第25戦車連隊が近づくと慌てて道路から待避して側溝に飛び込んだが、ロンメルはそのフランス兵らを捕虜にすることもなく先を急いだ。ロンメルはフランス国内を進撃しながら「思えば22年前、我々は今度と同じ敵を相手に4年半もの長い間戦い、戦うごとに戦闘には勝ちながら、ついには戦争に負けたのだ」「そして今、我々は有名なマジノ線を突破し、敵中深く突進中である。美しい夢というだけではなかった。現実だったのだ」などと感慨にふけっている。
ロンメルはさらにフランス北部の街ランドルシー目指して連隊を進撃させたが、アヴェーヌに通じる道に出たところで、フランス軍の砲撃で撃破された数百台のドイツ軍車両を発見した。アヴェーヌにはフランス第1機甲師団の生き残った戦車16輌が入り込んでおり、第25戦車連隊にも砲撃を浴びせてきた。ロンメルはアヴェーヌへの攻撃を命じたが、ここではフランス軍戦車は敢闘し、攻撃したⅣ号戦車数輌が逆に撃破されてしまった。やがて、両軍の激戦に巻き込まれたアヴェーヌの街は炎に包まれた。フランス軍戦車は殆ど一晩に渡ってアヴェーヌで持ち堪えたが、13輌を失って午前4:00には生き残った3輌が撤退していった。第25戦車連隊も激戦で戦車砲弾を使い果たしてしまい、最後は車載機銃だけで戦っている状況であった。こうして第7装甲師団はマジノ線延長部分を突破しフランス国内に侵入したが、ここまでの戦闘で被った損害は戦死者35名、負傷者59名だけだった。それに対して戦果は、フランス兵捕虜約1万人、戦車約100両、装甲車30両、大砲20門の鹵獲という大きなものであった。
ロンメルがフランス奥深くに進んでいるころ、5月16日にはA軍集団司令官ゲルト・フォン・ルントシュテット上級大将は、先頭に立って進軍する装甲師団が突出しすぎており、このままでは先行した装甲師団が個別に包囲されて殲滅されると危惧していた。そこで装甲師団の進軍停止をヒトラーに上申、ヒトラーもそれに同意し、5月17日の総統命令で装甲師団の進軍停止を命じていた。しかし、ロンメルは軍団司令部との連絡が取れておらず、マジノ線突破後に何度も後方の師団参謀を通じて何度も軍団司令部に前進の許可を求めていたが、明確な指示はなかった。ロンメルも敵の奥深く入り過ぎていた上、弾薬の備蓄も心もとなく一旦は停止して態勢を整えるべきと考えていたが、フランス軍が総崩れしている今がチャンスであり、引き続き翌日には進撃を再開することを決断した。その後にホトがロンメルの元を訪ねて2日間の休息を命じたが、既に前進を決意していたロンメルは、そんな時間を与えたら、フランス軍に狙いを定められてしまうし、今や第7装甲師団の進撃はドイツ国民の関心事で、従軍記者も注目しており、ホトに、フリードリヒ・ヴィルヘルム・フォン・ザイトリッツやハンス・ヨアヒム・フォン・ツィーテンのように一瞬の好機を活かすべきと熱弁し、進撃を続行した。
このヒトラーの進撃停止命令に対しては、ドイツ第19装甲軍団司令官ハインツ・グデーリアン大将も激しく反発し、第1装甲軍司令官のエヴァルト・フォン・クライスト元帥に「機甲師団は前進を続けるべき」と抗議していた。クライストはやむなく24時間の進撃継続を許可し、グデーリアンはさらに65km進撃した。グデーリアンを追ってゲオルク＝ハンス・ラインハルト大将率いるドイツ第41装甲軍団も進撃しており、このヒトラーの進撃停止命令は必ずしも徹底されていなかった。

#### 進軍の一時停止

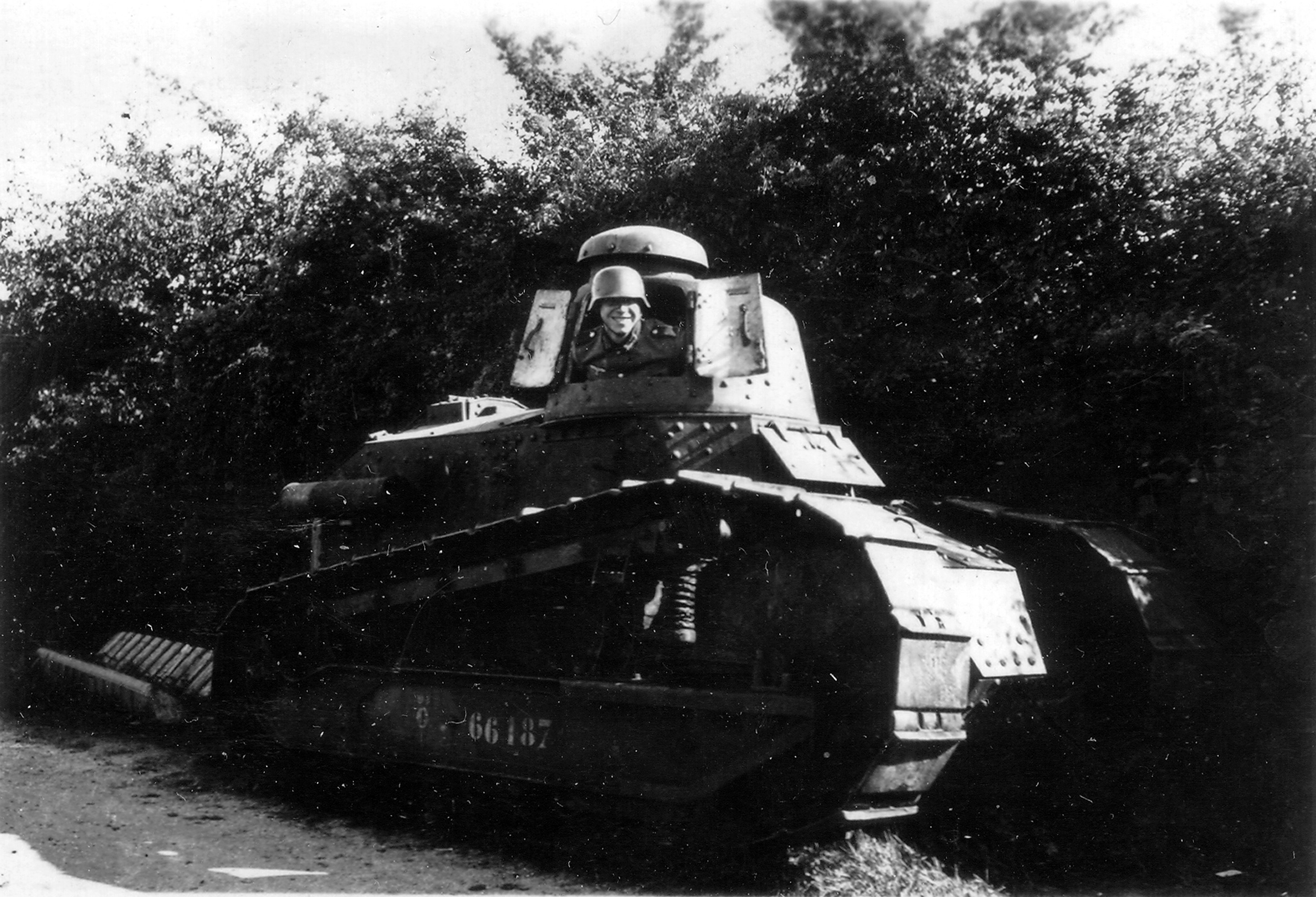
放棄されたフランス軍ルノーFT戦車内から顔をのぞかせる第7装甲師団兵士

アヴェーヌを突破した第25戦車連隊は、ついで5月17日午前6時にはサンブル川沿いのランドルシーに到着、さらに午前6時30分にはル・カトー東部の高地へ進軍した。途中避難民と西へ撤退するフランス兵で道が大混雑していた。フランス兵の大半はロンメルの師団が横を通過しても抵抗することはなく、おとなしく捕虜となった。ロンメルは捕虜にしたフランス兵に対しては武装解除だけして自分で東の捕虜収容所に向かうよう指示した。
進軍中ロンメルは、第7装甲師団の全部隊が後ろから続いていると思っていたが、ロンメルはじめ師団の先鋒がル・カトー東部の高地に到着した時、師団の主力はまだベルギーにいた。師団主力はロンメル初め師団先頭部隊と連絡が取れなくなっており、師団参謀オットー・ハイドケンパー少佐がロンメル少将もローテンブルク大佐も戦死したとみなしたためだった。ロンメルは後に手紙の中で「私はできる限り早く奴を追い出してやる。この若い少佐参謀は第一線から32キロも後方にいながら自分と参謀本部要員が危険な目に合うのではと恐れていた」と激怒している。ロンメルの手元にいたのは二個装甲大隊とオートバイ狙撃兵数個小隊だけだった。これらの部隊はすでに弾薬や燃料を使い果たしていた。軍司令部から「アヴェーヌで進軍を停止せよ」との命令が届いたこともあり（すでにアヴェーヌを超えてル・カトー東部にいたが）、ロンメルはやむなくル・カトー東部でしばらく停止することにした。
ル・カトーのフランス軍から攻撃を受けたが、ローテンブルク大佐に防衛を任せて、ロンメルは装甲車に搭乗して後続の部隊を誘導するために一度アヴェーヌまで戻った。午後4時頃にアヴェーヌで第7装甲師団の主力と合流し、さらにフランス軍から40両のトラックを鹵獲した。
翌5月18日昼に前線のローテンブルク大佐たちと合流した。補給と修理を済ませて午後3時に進軍が再開された。抵抗を受けることなくカンブレーを占領したが、ここで再び進軍停止を命じられた。西方へ向けて進撃するハインツ・グデーリアンとゲオルク＝ハンス・ラインハルトの装甲軍団の側面を歩兵部隊の到着まで右翼のホト第15装甲軍団（ロンメルの師団はこの隷下）がベルギー・北フランスの連合国主力の攻撃から守ることになったのである。ロンメルの師団はこの時間を補給と兵の休息に利用した。

#### アラスの戦い

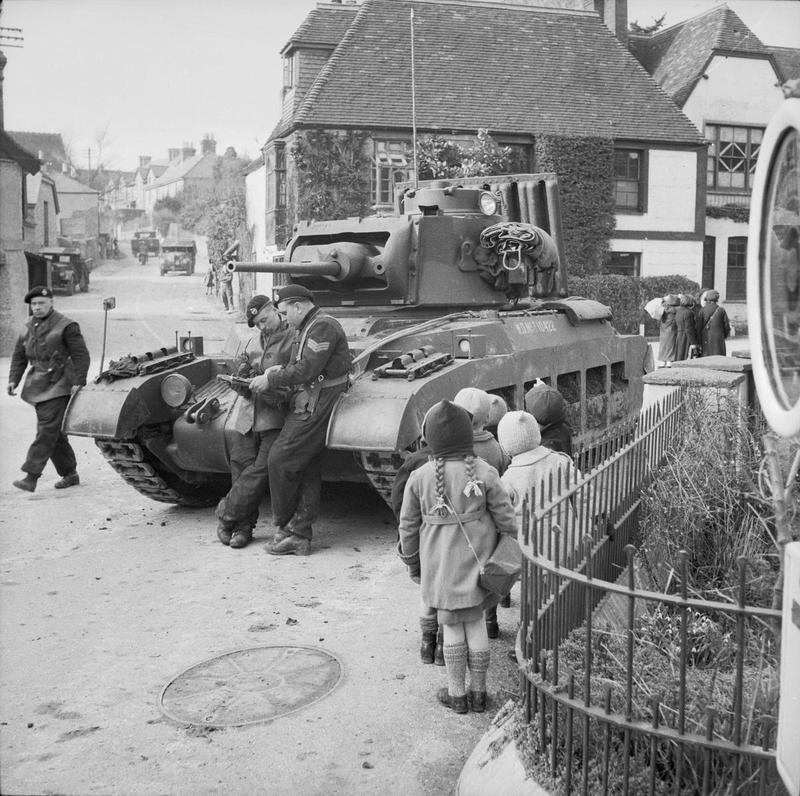
アラスの戦いでロンメルを苦しめたイギリス軍マチルダII歩兵戦車

ヒトラーの進撃停止命令は、上述のとおり前線指揮官からの反対が相次ぎ、ヒトラーは権力掌握以来初めて一致団結した軍人からの反発にあった。参謀本部総長フランツ・ハルダー上級大将も上官の陸軍総司令官ヴァルター・フォン・ブラウヒッチュ元帥に攻撃再開命令を出すように説得し、5月19日にはヒトラーに謁見して直接上申した。ハルダーはヒトラーが危惧しているような装甲師団の危険はないと説得し、癇癪持ちのヒトラーは自分に反発するハルダーに激怒し金切り声で罵ったが、最後には渋々進撃停止命令を解除した。
ヒトラーの命令解除で、グデーリアンとラインハルトの装甲軍団以外の装甲部隊も西方進撃を再開することになり、第7装甲師団も5月20日にアラスへの攻撃を開始した。しかし先陣の装甲部隊と後続の歩兵部隊の間にフランス軍が介入したため、まずその対処にあたらねばならなかった。同日にグデーリアンの装甲軍団が英仏海峡に面するアブヴィルに到達し、ベルギー・北フランスにいる連合国主力を孤立させることに成功した。イギリス海外派遣軍司令官第6代ゴート子爵ジョン・ヴェレカー大将はこの封鎖の突破を図るため、5月21日午後にロンメルの師団や武装親衛隊の髑髏師団が展開するアラス方面に攻勢をかけさせた。
この時、第7装甲師団は髑髏師団と共にアラス南西を北へ旋回して進軍していたところだったため、イギリス軍に右側面をつかれる形となった。イギリス軍の戦力の中で最も厄介だったのはマチルダII歩兵戦車だった。マチルダの重装甲はロンメルの師団の3.7センチ対戦車砲をことごとく弾き返し、野砲の砲弾さえもはね返した。マチルダに蹂躙された第7装甲師団兵士は、師団司令部に「アラス方面から強力な敵戦車の攻撃。救援頼む。助けてくれ」という切実な救援要請を行った。指揮戦車に乗って戦場に急行したロンメルは、砲兵からの「この距離では効果がない」という反論を無視して師団砲兵隊に野砲での砲撃を命じたが、マチルダはまったく意に介せず前進を続けた。このマチルダの攻撃にあともう少しの砲兵支援と歩兵の連携攻撃が加わっていれば、ロンメルはより深刻な事態に陥っていたが、幸いにもその事態に陥ることはなかった。ロンメルは88ミリ高射砲を対戦車砲として使用することでマチルダに対抗した。88ミリ高射砲はスペイン内戦時に初めて実戦に投入されたが、その弾速の速さと正確性は地上援護兵器としても優秀なことが実証されており、対戦車砲や野砲を跳ね返していたマチルダの重装甲をまるでゆで卵の殻のように容易に打ち砕いた。またロンメルはドイツ空軍にも支援を要請、急降下爆撃機シュトゥーカが飛来して急降下爆撃でマチルダを攻撃し、イギリス軍はようやく攻勢を諦めて撤退していった。
しかしこの戦いで師団はかなりの損害を受けた。人的損失は戦死89人、負傷110人、行方不明173人にものぼり、ロンメルの副官モスト中尉もこの戦いで戦死した。戦車の損失も甚大で、IV号戦車3両、38(t)戦車6両、を含む20輌もの戦車を完全に失ったが、これは師団保有の戦車の10％にも及んだ。
第7装甲師団が大損害を被ったとは言え、戦い全体から見れば小規模で局地的なものであったが、後に両軍にとって極めて重大な影響をもたらした。ドイツ軍首脳部は機械化部隊の急速な進撃に歩兵が付いてこれないため、機械化部隊が先行しすぎて側面から攻撃され分断包囲されることを懸念していたが、このアラスの戦いでその懸念が現実となったことにより、ドイツ軍首脳部は、これからのフランスにとどめを刺す大作戦を前に、戦車兵力を大切にしなければならないと考えていた。そしてこの“戦車温存”方針については、ルントシュテットからヒトラーに進言され、その結果、ヒトラーが特にこの懸念を強くして慎重になっており、後に連合軍に“ダンケルクの奇跡”をもたらせることになった。

#### ダンケルク包囲

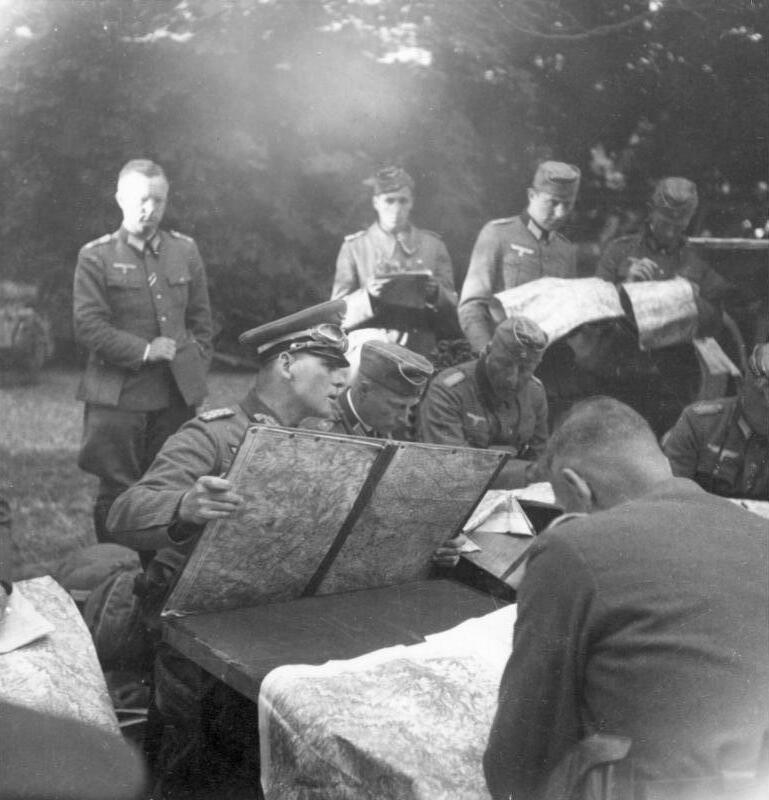
1940年5月。部下たちと共に地図を見る第7装甲師団長ロンメル少将。

5月22日と5月23日にアラス西郊を迂回してベテューヌまで前進し、同地のイギリス軍をその先にある運河線の向こうまで後退させた。5月24日までには、ヒトラーは作戦計画が完全に遂行されていると考えて満足しており、総統司令部から「総統命令第13号」を下し、装甲師団に進撃停止を命じ、フランドルに追い詰めていた連合軍部隊は「歩兵と空軍とで始末せよ」と命じた。この命令の実際の意図をヒトラーはクライストに対して「ダンケルクからイギリス軍に逃げられて、好機を逸するかも知れないが、ドイツ軍の戦車がフランドルの森のなかにはまりこむのは、とても我慢できない」と話している。この様にヒトラーが戦車を温存しようという考えに至った原因の一つはアラスでのロンメルの苦戦であった。
ヒトラーはすでにベルギー・北フランスの連合国主力に対する包囲は完成していたので、来る南フランスへの進撃に備えて装甲師団を温存した方がいいという判断であったと思われる。またドイツ空軍司令官ヘルマン・ゲーリングに花を持たせる判断もあったかもしれない。いずれにしてもこの装甲師団停止命令によってロンメルの師団は5月26日まで停止してダンケルクの包囲の一翼を担った。その間の5月24日からの2日間で連合軍はダンケルクを防衛する配備を整え、5月26日の段階ではすでにダンケルクの撤退を阻止することは不可能となっていた。ヒトラーにとって誤算であったのは、連合軍兵士多数が撤退のために待機していた海岸の砂浜ではドイツ空軍による爆撃の効果が減殺されたことであった。やわらかい砂地では爆弾の爆発の衝撃が吸収されてしまい、あまり効果がなかった。また、イギリス空軍は多数の戦闘機隊をイギリス海峡を超えて送り込んでおり、ドイツ空軍爆撃機に大きな損害を被らせていた。
イギリス首相ウィンストン・チャーチルは、連合軍兵士をダンケルクから大ブリテン島・ドーヴァーへ撤退させるダイナモ作戦を命じた。860隻もの軍艦から民間小型船まで船舶をかき集めて連合軍兵士をピストン輸送するといった前代未聞の大撤退作戦となったが、ドイツ軍の装甲師団はヒトラーの命令により進撃を止められており、みすみす連合軍の撤退を見逃すことになったグデーリアンは、5月15日以来の華々しい進撃が、突然、精彩を欠く幕切れに終わったことを悔しがった。それでもドイツ軍は激しい空爆や砲撃を浴びせ、連合軍に大きな損害を与えたが、イギリス空軍戦闘機の援護と、橋頭保を守るフランス第1軍団の奮闘で、撤退は順調に進んで行った。ダイナモ作戦は5月26日から6月3日にかけて続けられ、連合軍兵士338,000人を無事にイギリス本土に撤退させた。この中にはフランス軍兵士26,175人も含まれていた。橋頭保で最後まで友軍の撤退を援護し続けた数千人のフランス軍兵士は、狭まるドイツ軍包囲網の前に投降を余儀なくされたが、撤退に成功した連合軍兵士はこの後イギリス本土を固めて、ドイツ軍のイギリス本土侵攻の「アシカ作戦」に対抗し、さらには連合軍部隊再建の礎となって後の勝利に大きく貢献することになった。
ロンメルはこの停止期間中、師団の受けた損害の回復や補給にあたった。5月26日にヒトラーの意向でロンメルは騎士鉄十字章を受章した。ロンメルは対フランス戦で最初に騎士鉄十字章を授与された師団長となった。同日にはヒトラーが進軍停止命令を解除したので、連合国主力の包囲の一翼を担うため第7装甲師団はリールへ向けて北進するよう命じられた。進軍停止命令が解除されると第7装甲師団はキャンシーから運河を渡河し、激しい抵抗を退けながらリールとその西方エンヌティエール間の道路を抑えることに成功した。これにより海の方へ向かう退路を断ち、フランス第一軍の半分近くの将兵を補足することに寄与した。その後歩兵師団が到着し、リールを占領した。

#### ヒトラーと対面
5月29日にロンメルの師団はアラス西方に戻って休息に入るよう命じられた。ロンメルは6月2日にシャルルヴィレに召集され、ヒトラーと面会した。召集されたのは軍司令官や軍団長ばかりであり、師団長クラスで召集されたのはロンメルだけだった。ヒトラーはロンメルに「君が攻撃している間、君が無事かどうかずっと心配だったよ」と述べている。
この日、ヒトラーは召集した将軍たちに6月5日に攻撃を再開してフランスに止めを刺すことを通達した。
6月4日にダンケルクの撤退が完了し、ベルギー・北フランスの連合軍は消えたのでドイツ軍にとって後は南へ向けて進軍するのみとなった。なおベルギー軍は国王レオポルド3世の決定により5月28日に降伏して武装解除を受けていた（ただベルギー政府は降伏を拒否し、国王大権剥奪決議を行っている）。

#### セーヌ川まで南進

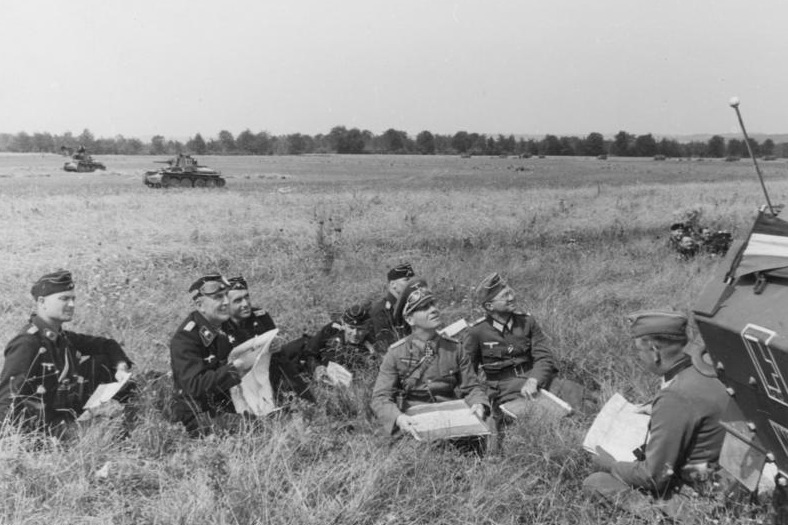
草原に座り込んで即席の会議を行う第7装甲師団長ロンメル少将。左から二人目が第7装甲師団の主力である第25装甲連隊の隊長カール・ローテンブルク大佐。

6月5日朝に敵が爆破し損ねた橋を渡ってソンム川を渡河した。川の渡河を妨害する敵砲兵隊の陣地を慎重に落としていき、同地に配備されていた大量のフランス植民地兵を捕虜にした。
ソンム川を突破した後、ロンメルは彼が「フレーヒェンマルシュ（広域進撃）」と名付けた陣形で前進した。これは全師団を幅1.5キロ、長さ20キロに及ぶ箱形陣形にし、正面と両脇に装甲大隊を置き、後方に装甲大隊と偵察大隊を置き、中央には歩兵連隊を置くという陣形である。この陣形は外側にいる装甲大隊がいつでも全兵種の支援を受けられるため攻撃を受けた時に反撃しやすい利点があった。欠点は進軍スピードが落ちることだが、ソンム川南方・西方のようにゆるやかな起伏が続く平坦な地形においてはそちらの方が有効であった。
ロンメルの師団は順調に快進撃を続け、6月7日には48キロ以上進軍し、アミアンから海岸に至る地域を防衛していたフランス第10軍を分断した。6月8日にはさらに72キロも進撃した。
7日の午後遅くには急速に進撃する第7装甲師団は英仏海峡方向に逃れようとする避難民や軍の後方部隊を追い越してしまい、居住者が逃げようと荷造りしている農場を次々と占拠して行った。大量の鹵獲物資も手に入れ、テュロワで捕虜にしたイギリス軍のトラックからはテニスのラケットやゴルフクラブまで出てきたのでロンメルは「イギリス軍はこの戦争がまさかこんな結果になるとは思ってもいなかったのだな」と言って笑ったという。
6月8日真夜中にルーアン南方のセーヌ川に到達した。セーヌ川への到達は全ドイツ軍でロンメルの師団が一番乗りだった。エルブフの橋から一気にセーヌ川を渡河しようとしたが、フランス軍がひと足早くセーヌ川にかかる全ての橋を爆破したために失敗した。ロンメルの師団は突出しすぎており、背後にはまだ敵が残っている都市がたくさんあった。またルーアン上空に観測用気球があげられたため、ロンメルの師団はエルブフ付近の川がくねって半島のようになっている地域から一時撤退することにした。

#### イギリス海峡沿岸での戦い
セーヌ川渡河に失敗した直後、ロンメルの師団は国防軍最高司令部よりイギリス海峡に面する港町サン・バレリーを占領してイギリス軍第51歩兵師団「ハイランド」が大ブリテン島に撤収するのを阻止する任務を与えられた。
進路を変えて北上し、イヴトを通過して6月10日にはイギリス海峡に到達した。ロンメルの師団がイギリス海峡に到達したのはこれが初めてだったので兵士たちは感動した様子で海水に足をいれて歩き回って楽しんだ。ローテンブルク大佐は搭乗する戦車を海水に乗り入れたという。ロンメルも軍靴を海岸の海水に付けてしばし余韻に浸った。
6月11日にサン・バレリーに接近して同市を包囲した。同市では英仏軍が大ブリテン島へ撤収するための船舶を待っていた。ロンメルは無駄な流血を避けるため、ドイツ語を話せる捕虜を使者に立てて同市の守備隊に21時までに降伏すべきことを勧告した。守備隊のうちフランス軍将校は降伏したがっていたが、イギリス軍将校は降伏に反対する者が多く、結局この勧告を拒否することになった。やむなくロンメルは21時から同市の北部や港に集中砲火を浴びせた。さらにドイツ空軍の急降下爆撃機が激しい爆撃を行った。
連合軍兵は次々と投降し、ついにイギリス軍将校たちも抵抗を諦めた。ロンメルの師団は将官12人と1万2000人（他の師団の捕虜も含めるとサン・バレリーの捕虜数は4万6000人）の捕虜を獲得した。その中にはイギリス軍ハイランド師団長ヴィクター・フォーチューン少将とフランス軍の軍団長と3個師団の師団長たちが含まれていた。フォーチューン少将はロンメルのような若造に捕虜にされてしまったことに屈辱を感じていたようで露骨に態度でそれを示した。フランス軍の将軍たちはもう少し好意的だった。彼らはロンメルに「お若いの、君はあまりに速すぎました」「私たちは貴方たちの事を幽霊師団と呼んでいたんですよ」などと声をかけたという。
ロンメルの師団はイギリス海峡沿いにさらに西進して6月14日にはル・アーブルを占領した。同市のフランス軍はすぐにも降伏している。ちなみに同日には「無防備都市宣言」をしていたパリがドイツ軍第218歩兵師団によって無血占領されている。

#### シェルブールへ進撃
ヒトラーからシェルブール占領の命令を受けたロンメルの師団は6月16日にルーアンにドイツ軍が架橋した橋を通過してセーヌ川を超えて進軍を開始した。一方同日にフランス大統領アルベール・ルブランはフィリップ・ペタン元帥をフランス首相に任命し、ペタンは中立国スペインを通じてヒトラーに休戦要請を行っている。
これを聞いたロンメルはフランス軍の戦意はもはやガタ落ちであろうからほとんど抵抗もあるまいと考え、「フレーヒェンマルシュ」陣形を解除して再び全速力で進軍できる縦列の陣形に戻した。予想通り、抵抗はほとんどなかったため、ロンメルの師団は6月16日には160キロ、6月17日には320キロ以上も駆け抜けた。戦車がこれだけの走行に耐えたことが不思議なぐらいの前代未聞の大進軍であった。
フレール、クータンスを経て、そこから北上して6月17日真夜中にはラ・アイユ＝デュ＝ピュイに到着。しかしそこからシェルブールへ向かおうとした時に道路要塞から激しい砲火を浴びた。長距離の進軍に師団は疲れ切っていたので、ロンメルは砲兵や戦車の支援も無しに夜間に無理な進軍を行うのは止めた方がいいと判断し、ラ・アイユ＝デュ＝ピュイへ後退した。6月18日朝から要塞への攻撃を開始し、午前8時頃には早々に敵を後退させてシェルブールへの進撃を再開した。
6月18日午後1時頃にはシェルブール南西4.8キロほどのところのシェルブールを防衛する道路要塞から激しい砲撃を受けたが、午後5時頃にはシェルブール西のケルクヴィル南部の高地を占領し、歩兵連隊と二個装甲中隊がシェルブール郊外に突入した。その日の夜のうちに師団の砲兵連隊が到着したので、翌6月19日朝にシェルブール要塞や海軍ドックに砲撃を加え、要塞の中で最も厄介だった中央要塞を沈黙させた。歩兵部隊は更に郊外深くに侵入した。
激しい砲撃に耐えかねたシェルブールのフランス軍はついに午後5時に降伏した。シェルブールの3万のフランス将兵を捕虜にした。シェルブール戦終了を以って西方電撃戦におけるロンメルの師団の戦闘は終わった。

#### フランス降伏
ヒトラーは一次大戦におけるドイツの雪辱を果たすため、ドイツとフランスの休戦交渉の場を、一次大戦でドイツが屈辱的な休戦協定に調印させられた場所であるコンピエーニュの森の列車（この列車はフランスの一次大戦戦勝記念としてパリに飾られていた。ドイツ軍パリ占領後にドイツに鹵獲された）の中とした。6月21日からここで独仏の休戦交渉が開始された。ドイツ側の過酷な要求にフランス側が調印を渋り、その日はまとまらなかったが、翌6月22日にドイツ側から「調印しないならば戦争続行」と脅迫されたため、フランス側はついに要求を受諾して独仏休戦協定を締結した。
6月25日にフランス全軍に戦闘中止命令が出された。ロンメルがマジノ線を突破してからわずか40日程度で、フランスは敗北したのである。戦闘中止命令が出されたとき、ドイツ軍はフランスの領土の半分以上を占領していた。6月25日は国家の哀悼の日と布告されて、ボルドーの聖アンドレ大聖堂に政府および外交関係者が集り、厳粛な礼拝式が行われたが、フランス第4機甲師団長としてドイツ軍を最後まで苦しめたシャルル・ド・ゴールは、亡命先のロンドンからフランス国民に向けてラジオ放送で「我々は、戦闘で敗れはしたが、戦争に負けたわけではないのだ！」と抵抗を呼び掛けた。

#### ロンメルの師団の戦果と損害、またその評価

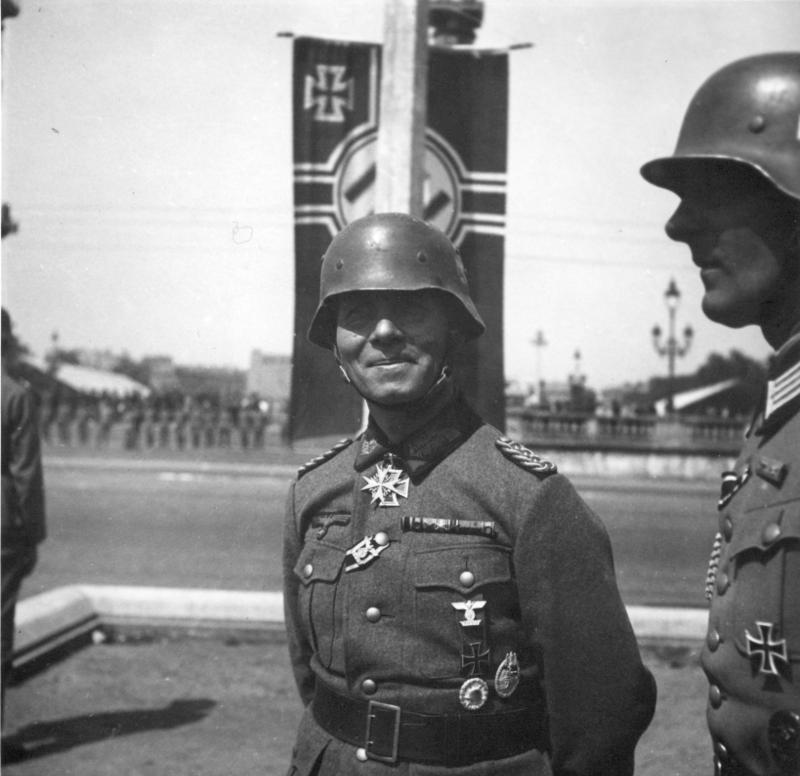
1940年6月、ドイツ軍占領下フランス・パリで行われた戦勝パレードに出席したロンメル少将。

西方電撃戦を通じてロンメルの第7装甲師団の戦果は、捕虜9万7000人の他、鹵獲兵器として戦車・装甲車458両、各種砲277門、対戦車砲64門、トラック4000両から5000両、乗用車1500両から2000両、馬車1500両から2000両、バス300両から400両、オートバイ300台から400台がある。また敵航空機を52機撃墜し、うち12機を地上で鹵獲している。師団の進軍スピードが速すぎたため、正確に数えられていないが、鹵獲兵器についてはこの数字よりもっと多かったといわれる。一方で西方電撃戦を通じてロンメルの第7装甲師団が出した損害は、死傷者2,238人（うち戦死682人）行方不明296人、戦車42両の喪失であった。
ロンメルの評価は賛否両論だった。西方電撃戦中、ロンメルは何度も命令を無視して独断行動を取った。それらはすべて成功したとはいえ、上官たちからは当然不興を買っていた。また、同僚の多くも、時代の寵児となったロンメルに対して嫉妬心から親しみを寄せることはなかった。参謀本部総長フランツ・ハルダー上級大将はロンメルを「命令無視ばかりの気が狂った将軍」と酷評した。また第4軍司令官ギュンター・フォン・クルーゲ上級大将は「ロンメルは自分の勝利に他の者が寄与していることを認めたがらない」と批判している。ロンメルは著書の中で彼の師団の左側から進軍した第32歩兵師団を実際よりずっと進軍が遅かったかのように書いたり、またドイツ空軍の功績にほとんど触れていなかったり、確かにそうした面が多々見られた。
そのような中でもロンメルの上官であった第15軍団長ヘルマン・ホト大将は冷静に分析しており「機甲師団に新たな道を開いた。特に前線に立とうという意欲とテンポの速い戦闘でも決定的なポイントを察知する彼の天性の素質は称賛に値する」と、ロンメルが「敵側が抵抗できない侮辱的な敗北に直面させる」といった電撃戦の本質を体現したと評していたが、その一方でロンメルが軍団長になるには「もっとたくさんの経験と、より優れた判断力が必要だ」と注文を付けた。

#### フランス戦後、しばしの平穏
1940年夏を通じてロンメルの師団は来る（と思われていた）イギリス本土上陸作戦に備えた訓練にあたっていた。ロンメルは勤務時間外にはフランスの地主と狩猟に出かけ、それ以外の時間は農家に置いてあった司令部でこれまでの自分の戦史を執筆していた。ロンメルは知人に「私が退役したならば、私はこれらすべてのもの（執筆中の戦史）の整理に没頭することになるだろう。私は「歩兵は攻撃する」の続編を書くのだ」と話していた。
ロンメルの活躍はナチスにとって自らを飾る伝説の源となっており、様々なプロパガンダでその伝説を盛り上げようとした。その一環として、宣伝相ヨーゼフ・ゲッベルスから映画『西方における勝利』の撮影に協力してほしいと要請された。ロンメルは承諾して1940年8月中に数日を費やしてこの撮影に参加した。その際にロンメルは事実上の映画監督となり、部下やフランス植民地黒人兵たち（捕虜収容所から連れて来られた）に演技指導をしていた。ずいぶん楽しかったらしく、こだわりの演技指導をしていた。ロンメルの戦車部隊が敵陣に突入するシーンの撮影で、ロンメルは黒人たちに両手をあげて怯えた表情で戦車に向かってくるよう指示したが、黒人たちはオーバーな演技をして白目をむいて悲鳴をあげた。これに不満を感じたロンメルはカメラを止めさせ、通訳を通して黒人たちに「感情を表現するにはもっと微妙な表現方法を取らなければならない」などと説教していたという。
1941年1月1日には中将に昇進、2月には映画『西方における勝利』が公開され、この映画の公開によりロンメルは銀幕のスターになった。

### 北アフリカ戦線

#### イタリアが北アフリカに戦線を開いて惨敗
イタリアは19世紀末から地中海の覇者を目指していたが、その要所となる島や町、アフリカの領土などはすべて英仏に奪われた過去があった。イタリア統領ベニート・ムッソリーニはイギリスが本土防衛で手いっぱいな今こそ、エジプト王国（名目上独立国だったが、事実上イギリスの軍事支配下にあった）をイギリスから奪うチャンスと見た。
1940年9月12日にイタリア領リビアのキレナイカ地方からロドルフォ・グラツィアーニ元帥率いるイタリア軍がエジプトへ侵攻した。ヒトラーはドイツ軍一個機甲師団を応援に送ると申し出たが、ムッソリーニはこれを拒否した。ムッソリーニは「ドイツには頼らない。これはドイツのための戦いではない。ドイツと肩を並べるイタリアのための戦いだ」と豪語した。さらにムッソリーニは軍部の反対を押し切り、ドイツにも独断で10月28日にアルバニア（1939年にイタリアが占領しイタリア王がアルバニア王に即位して同君連合を結んでいた）からギリシャに侵攻を開始した。しかし侵攻に動員されたアルバニア駐留軍では兵力が不足していることから本国で召集して急編成された部隊の錬度は低く、また険しい山岳地帯の多いギリシャの地形を考慮した準備も十分になされていないなど、侵攻計画は杜撰なものであり、ゲリラ戦法を採るギリシャ軍の前に進軍は遅々として進まなかった。さらに、イタリア軍部隊の兵力不足から編成したアルバニア人部隊の質は劣悪であり、侵攻部隊は不足する兵力を割いてアルバニア軍の監督や不良部隊の武装解除にまで当たらなければならず、侵攻は頓挫することになる。こうして侵攻から半月後の11月15日にはギリシャ軍が全戦線で攻勢に転じ、12月4日には逆にギリシャ軍がアルバニア領へ侵攻を開始した。ムッソリーニは、セバスティアーノ・ヴィスコンティ・プラスカ将軍を罷免し、軍の増派を決定するが、その後数ヶ月に渡って泥沼の山岳戦を継続する結果を招き、その間に本来得られた増援戦力を得られなかったエジプト侵攻軍は壊滅することになる。
エジプトの英軍は、イタリアのギリシャ侵攻までは守勢に立っていたが、ギリシャに増援を送ってイタリア軍をギリシャ戦に釘付けにするとともに、12月9日には「コンパス作戦」を発動し、大英帝国植民地から集めた部隊を含む3個師団（9万人）でもってイタリア軍3個軍団（25万人）を壊滅に近い状態に追いやった。この結果、イタリア領であったリビアにまで英軍の侵攻を許すことになり、ついにはキレナイカ地方全域が英軍に占領されてしまった。ムッソリーニは地中海沿岸に独自の支配権を確立することに執着しており、北アフリカに加えて、バルカン半島にも侵攻していたが、どちらもダンケルクやバトル・オブ・ブリテンなどで余裕のなかったイギリス軍のわずかな部隊に手ひどく撃退されることになった。バルカン半島については、ヒトラーが支援を申し出ていたのに対して、ムッソリーニはそれを断っていた。ヒトラーを始めとして、ドイツの上層部はこの同盟国に対していかなる幻想も抱いていなかったが、ファシスト体制崩壊にも繋がりかねない威信の低下を見逃すことはできず、やむなく北アフリカとバルカン半島でのイタリア支援を決定した。

#### ドイツ・アフリカ軍団長に就任

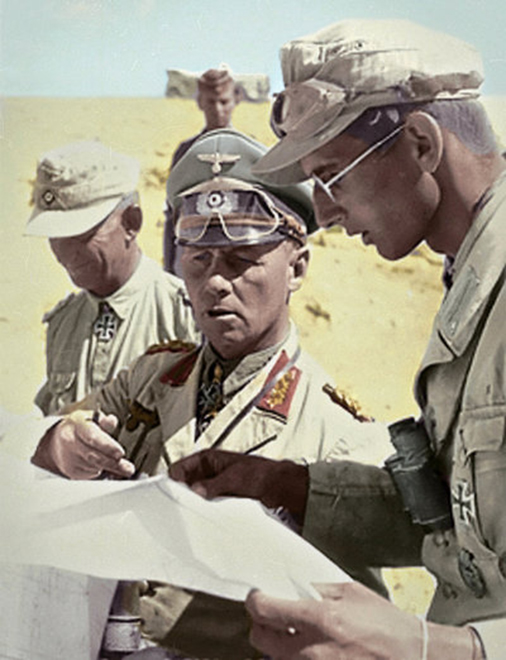
1942年春のロンメル上級大将

ヒトラーはイタリアの身勝手さや無能ぶりに呆れながらも、イタリアを支援することを決めた。ヒトラーは「北アフリカの喪失は軍事的には耐えられるが、イタリアに強い精神的影響を及ぼす。イギリスはイタリアに拳銃を突きつけて講和を結ばせることも、単に空爆することも可能となる。我々に不利なのはこの点である」と述べているが、ヒトラーは、イタリア軍の侵攻をわずかな戦力で撃退し、結果的に地中海沿岸を制圧しつつあるイギリス軍を見て、自分の世界帝国支配の足掛かりとしては、地中海を通ることがもっとも安上がりではないかという考えに惹かれていた。これは、ドイツ帝国海軍総司令官エーリヒ・レーダー元帥が提唱していた戦略でもあった。また、地中海沿岸のイギリス支配権を破壊することにより、イギリスに講和を検討させる間接アプローチになるという判断もあったとされる。1940年12月13日にヒトラーはギリシャのイタリア軍を救出するための「マリータ作戦」を発令し、ついで1941年1月11日には地中海のイタリア軍支援のための「ゾネンブルーメ作戦（ひまわり作戦）」を発動した。
イタリアの救援が決定したときには、リビアの重要拠点トリポリにイギリス軍が迫りつつあった。ドイツ軍は「阻止師団」（師団長ハンス・フォン・フンク少将、のちに「第5軽師団」に再編成される）を派遣した。1月25日フンクは送られた戦力ではリビアの事態を収拾することは困難という報告を行った。ヒトラーはこの報告に基づき装甲師団1個師団の増派を決めたが、同時にその指揮官としてはフンクは悲観的すぎで不適格と考えて更迭を決め、後任の人選を始めた。装甲部隊の経験が豊かな師団長や軍司令官は、バルバロッサ作戦に投入しようと計画しており、候補者は限られていた。その中で、この冒険的な任務に相応しい将官として当初はエーリッヒ・フォン・マンシュタイン歩兵大将の名前も挙がったが、過酷な気候条件の下でもっとも重要だとヒトラーが考えている兵士の士気を奮い立たせる能力に長けていたロンメルに白羽の矢が立った。
ロンメルは遅いクリスマス休暇の代休を消化しており、ヴィーナー・ノイシュタットの私邸で寛いでいたが、休暇の2日目の夜に総統大本営から連絡があり、休暇を中止し2月6日に総統大本営に出頭するよう命じられた。ロンメルはそこで陸軍総司令官ヴァルター・フォン・ブラウヒッチュ元帥から、同盟国イタリアが危険な状況にあり、その支援のためドイツ軍2個師団を率いて可及的速やかにリビアに赴くよう命じられた。午後からはヒトラーの謁見を受け、ヒトラーからは北アフリカ戦線の詳しい戦況の説明と、ロンメルを全く状況の異なるアフリカの戦場で最も迅速に適応できる人物だと評価し、軍司令官に抜擢したという説明もあった。このロンメルの部隊は、2月25日付けで「ドイツ・アフリカ軍団」（Deutsches Afrikakorps、略称:DAK）という戦史に名を残す名前に改名された
アフリカ軍団は第5軽師団（のちに第21装甲師団に改組）と第15装甲師団の2個師団から成る。両師団とも戦車の数は150台程度にすぎない。あとはイタリア軍から一部の部隊の指揮を任されているというだけだった。後の戦果が信じられぬほどアフリカ軍団は貧弱な戦力であった。
ロンメルはリビアに赴く前に妻女に対して、新しい任地に向かうことと「これは持病のリュウマチ治療法のひとつだ」と手紙で書き送っているが、これは妻女に自分が乾燥した砂漠に行くことをひそかに告げているものであった。ロンメルが赴く北アフリカの気候は温暖な気候に慣れているヨーロッパ人には極めて過酷で、日中は酷暑であり、夜は厳寒であった（真夏の日中には気温が60度近くになるが、逆に夜は零度近くにまで気温が下がった）。しかも夏だけ長く、他の季節は短い。長期に干ばつが続くかと思えば、突然に豪雨が来る。脱水症状、熱中症、赤痢、皮膚病などになる者が多く、また砂塵で眼病になる者も多い（防護眼鏡を付けていても小さい粒子が入り込んでくる）。この様な砂漠の過酷な環境に、敵味方全てが苦しめられていたが、ロンメルは青年期に登山とスキーで身体を鍛えていたうえ、缶詰の肉と黒パンだけの質素な食事にわずかの睡眠時間でも耐えることができ、砂漠への順応も速かった。またヒトラーの期待通り、戦闘の矢面に立つ若い兵士たちには深い思いやりを示し、兵士とともに困苦を分かち合ったので、若い兵士らの尊敬を勝ち取ることができた。

#### 北アフリカ到着

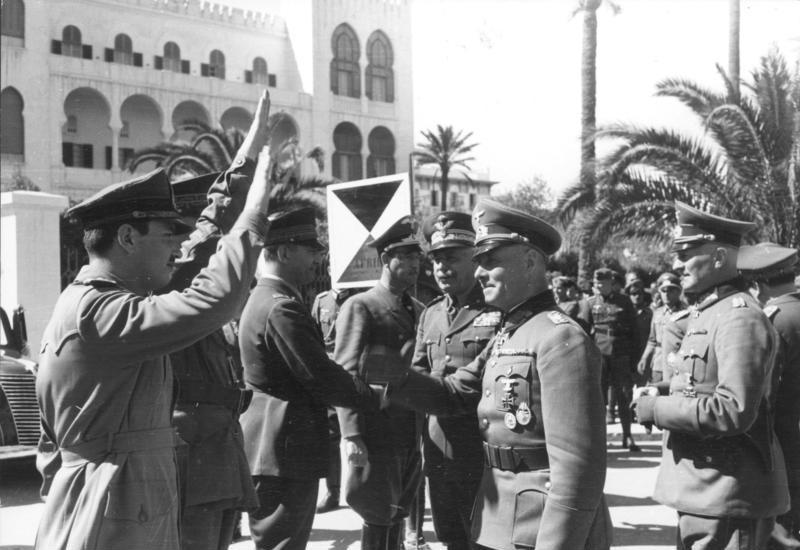
1941年2月、イタリア植民地リビア・トリポリ。イタリア軍将校に挨拶するドイツアフリカ軍団長ロンメル中将。ロンメルの左にいる同伴者はイタリア北アフリカ派遣軍司令官イータロ・ガリボルディ大将。

1941年2月12日昼にロンメルは北アフリカ・リビアのトリポリ空港に降り立った。しかし戦車の輸送は困難であり、アフリカ軍団の戦車部隊が最初に到着したのは3月11日、第15装甲師団は5月にならねば到着しなかった。
ロンメルはただちにイタリア北アフリカ派遣軍司令官イータロ・ガリボルディ大将（解任されたグラツィアーニ元帥の後任）と会談した。この時英軍はエル・アゲイラで停止していたが、更に西進してくると思われた。ガリボルディ将軍はトリポリ近くに防衛線を築く事を希望したが、ロンメルはエル・アゲイラ西方300キロのシルテに陣を置いて英軍に攻勢をかけることを希望した。ロンメルはベルリンとローマにシルテへの進軍を認めさせた。シルテにイタリア軍2個歩兵師団と戦車師団を派遣し、ここに陣地を作らせた。2月14日にドイツ軍の偵察大隊と戦車猟兵（対戦車砲）大隊がトリポリに到着し、ロンメルはトラック、装甲車、大砲など6000トンの揚げ降ろしを夜通しで行わせた。とはいえ戦車はまだ到着しなかったので、ロンメルはフォルクスワーゲンの車に細工して偽装戦車を作らせている。
北アフリカに上陸した初のドイツ軍部隊となる第3捜索大隊と戦車猟兵1個大隊は、翌日午前11時には総督府ビル前広場での閲兵式を行い、休む間もなくロンメル自らこの部隊を率いて先行するイタリア軍を追って進撃を開始した。2月24日には北アフリカ戦線で初のドイツ軍とイギリス軍の戦闘が行われた。この戦闘でドイツ軍はイギリス軍の装甲車2輌、軍用車両3台を撃破し将校を含む3人を捕虜としたが、ロンメルが感じたのはイギリス軍は予想より脆弱で前進の意思がないということだった。実はエル・アゲイラの英軍はウィンストン・チャーチルの要望でギリシャに兵力を割かれていたため、弱体化していた。加えてリチャード・オコーナー中将がエジプト司令官に栄転し、砂漠戦に不慣れなフィリップ・ニーム中将がキレナイカ駐留英軍の司令官に就任していた。またイギリス軍側の北アフリカ戦線責任者である英軍中東軍司令官アーチボルド・ウェーヴェル大将はドイツ軍の集中状況から見て5月以前にドイツ軍が攻勢に出てくることはなかろうと判断していた。
この後ロンメルは2年以上に渡って北アフリカでイギリス軍を散々苦しめることになるが、自分たちを散々に苦しめたロンメルを高く評価したイギリス首相ウィンストン・チャーチルは、このロンメルの登場を以下の様に振り返っている。
ところがこのとき、1人の新しい人物が世界の舞台に躍り出た。ドイツの武人で彼らの戦史に名を留めるべき人物であった。 —ウィンストン・チャーチル

#### 進軍を禁じられる
1941年3月11日から第5装甲連隊（第5軽師団隷下の唯一の機甲連隊）のトリポリへの揚陸作業が完了した。この連隊は、当時のドイツ軍のなかでも最新鋭の装備を与えられており、イタリア軍に強い印象を与えている。ロンメルはエル・アゲイラを攻撃する準備を命じてから3月19日にベルリンへ飛び、翌20日にヒトラーに報告を行った。ヒトラーはまずロンメルがかねてから欲しがっていた騎士鉄十字章の柏葉章を授与した。ロンメルはエル・アゲイラ攻略の許可や戦力増強も求めていたが、ブラウヒッチュからは、しばらくはアフリカのイギリス軍に対して決定的な打撃を与えるという企図はなく、予見しうる将来においては増援を得られることは期待しないでほしいと釘を刺されている。
ロンメルは知らされていなかったが、独ソ戦の準備を進めていたヒトラーや軍中央にアフリカに余分な戦力を割く余裕はなかった。ロンメルは、結局エル・アゲイラ攻撃は5月に第15装甲師団が到着するまで待てと命じられた。ロンメルには改めて「目的を限定した攻撃を実施しうる準備をせよ」とする正式な命令書が届き、落胆しながらドイツを後にしたが、心の中ではこの約束には従わないと決意していた。

#### 命令無視の進軍でキレナイカ地方奪還

1941年の北アフリカ戦線の地図。

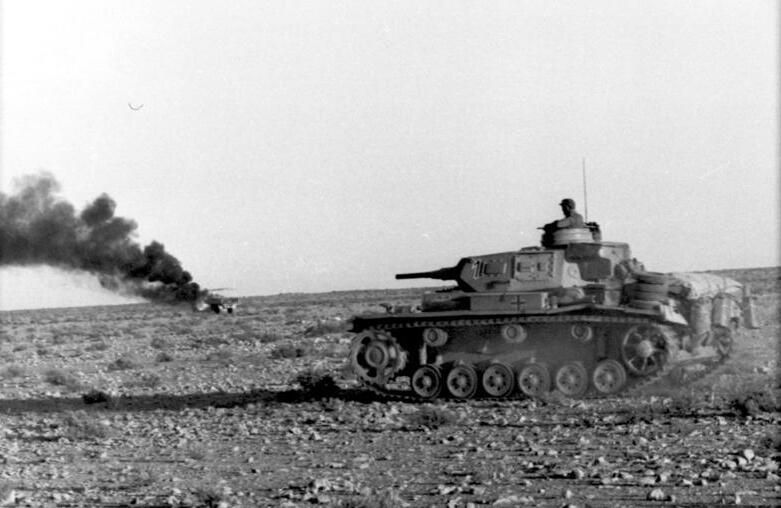
1941年4月、砂漠を前進するロンメル軍団のIII号戦車。

北アフリカに戻ったロンメルは、イギリス軍の戦力が分散して弱体化している今こそキレナイカ地方奪還の好機と考え、決意の通りに命令を無視して進撃することを決めた。1941年3月24日早朝にロンメルは「攻撃ではなく偵察」として戦車や装甲車を率いてエル・アゲイラに進軍した。驚いたエル・アゲイラの英軍は、ほとんど戦闘すること無く約50キロ後方のメルサ・エル・ブレガヘ撤退した。ロンメルはそのままエル・アゲイラを占領したが、総統命令もあり、さすがにこれ以上の進軍はためらった。ロンメルは1週間ほどエル・アゲイラに留まったが、その間、イギリス軍の無線を傍受し、イギリス軍が陣地の強化や兵力の増強を開始した事を知った。ロンメルはやはり5月まで待つことはできないと確信した。
3月31日にロンメルは独断で第5軽師団主力を率いてメルサ・エル・ブレガに攻撃を開始し、イギリス軍の第3機甲旅団と第2機械化旅団と交戦した。夕方まで続く激戦の末、イギリス軍はメルサ・エル・ブレガを放棄して撤退していった。ロンメルは更に進撃を続け、4月1日にはメルサ・エル・ブレガの東80キロにあるキレナイカの交通の要衝アジェダビア村をイギリス軍から奪取した。
4月2日、ロンメルの独断行動に激怒したガリボルディ将軍は進軍停止を命じたが、ロンメルはこれを無視して4月3日に兵力を3つに分けて3ルートからイギリス軍の追撃を開始させた。同日ガリボルディはアジェダビアの司令部にいるロンメルの下に怒鳴りこみに来たが、ロンメルはのらりくらりとかわした。その時、部下が国防軍最高司令部総長カイテル元帥からの電報の命令書をロンメルに届けた。そこには「ただちに進軍を停止しろ」と書いてあったが、ロンメルはガリボルディに向き直ると「総統が私に完全な行動の自由を認めた電報です」と大ぼらを吹いて話を打ち切った。しかし、ロンメルの後の回想ではこの日に「ドイツ最高司令部から一通の電報が天使の裁定のように私の手元に届けられた」「その内容は、私が要求していた完全な行動の自由を認めるというものであった」としており、この電文は正式なものであったとなっている。4月3日のうちに北ルートを向かった第3装甲偵察大隊が戦略的要衝である港町ベンガジを占領した。ロンメルも装甲車に乗って北ルート軍を追い、4月4日早朝にベンガジを通過した。
一方、4月3日にエジプト・カイロではキレナイカのイギリス軍の不甲斐なさに激昂したイギリス軍中東軍司令官ウェーヴェル大将がニーム中将を解任してオコーナー中将をキレナイカ英軍司令官に復帰させると命じていたが、オコーナーはこのような流動的戦況において司令官を挿げ替えるのは危険であるとして自分とニームの二人で当たるべきであると主張した。ウェーヴェルも了承して二人にキレナイカ防衛を任せた。しかしあまりに電撃的に侵攻してくるロンメルの軍団を前にキレナイカのイギリス軍司令官は次々と捕虜になっており、オコーナー中将とニーム中将を乗せた車も4月6日夜に道に迷っていたところをロンメル軍団のオートバイ部隊に発見されて捕虜になってしまった。
ロンメルはイギリス軍の補給拠点となっている「キレナイカの心臓」と呼ばれるメキリの占領を狙い、三手に分けて進軍させている三部隊をメキリに結集させることにした。4月7日にメキリは完全包囲された。ロンメルはメキリのイギリス軍に降伏を勧告したが、イギリス軍は降伏を拒否した。イギリス軍は暗くなったのを見計らって強引な包囲突破を図ろうとしたがドイツ軍に阻まれて失敗し、イギリス軍第2機甲師団長マイケル・ギャムビエ-ペリー准将以下、イギリス軍将兵2000人が捕虜となったが、このギャムビエ-ペリーから後のロンメルのトレードマークになる対ガス用ゴーグル（アイシールド）を受け取っている。（詳細は#逸話で後述）
メキリを失ったイギリス軍は総崩れになり、トブルクを除くキレナイカ地方からの撤退を余儀なくされた。イギリス軍中東軍司令官ウェーヴェルが二カ月かかって占領したキレナイカをロンメルは10日間で奪い返した。英軍が進軍ルートに立てていた「ウェーヴェルの道（ウェーヴェルズ・ウェイ）」の看板はドイツ兵によって「ロンメルの道（ロンメルス・ヴェーク）」と書き替えられた。

#### トブルク包囲戦

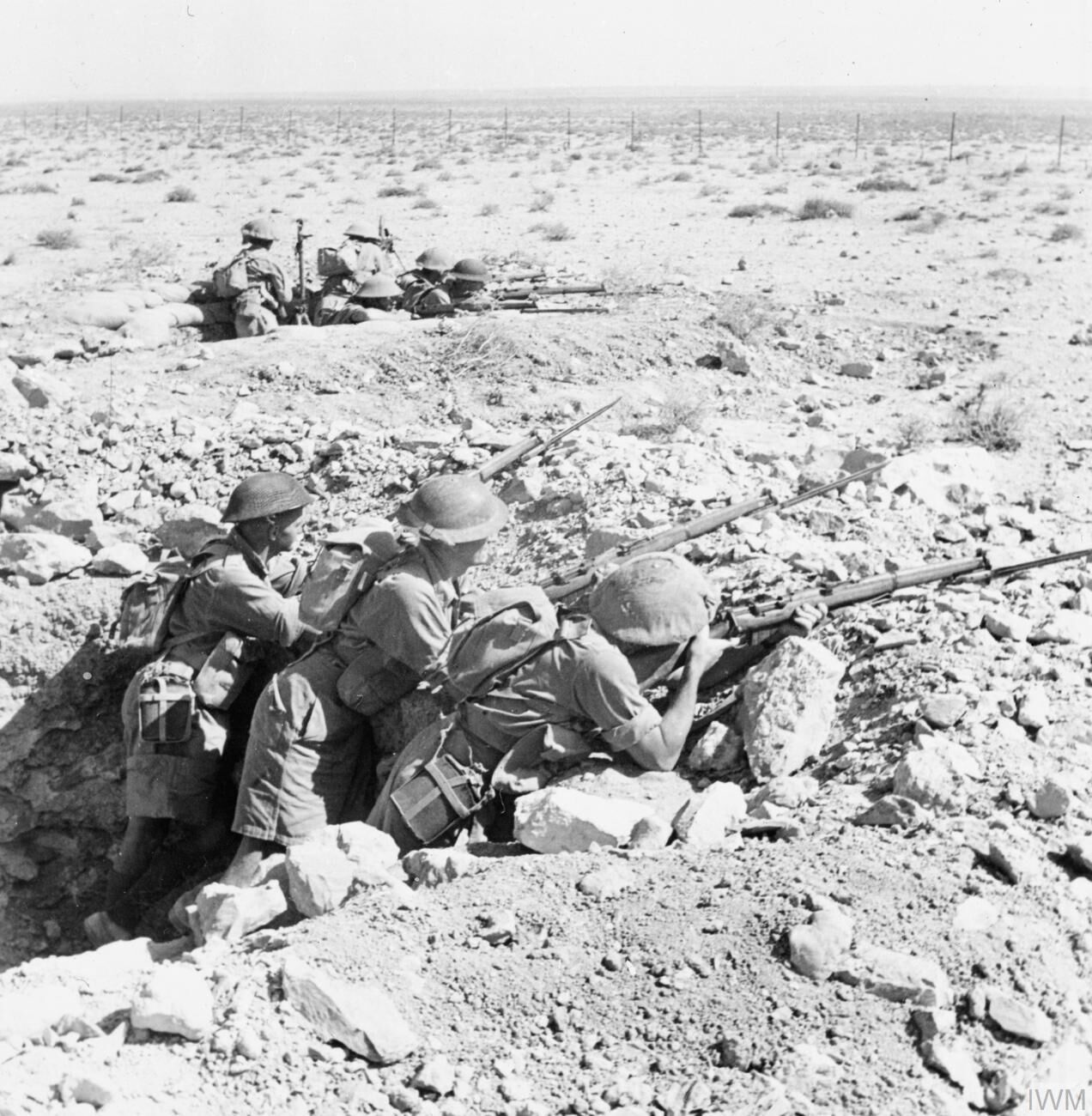
トブルク防衛にあたるイギリス軍オーストラリア兵たち。

トブルクはキレナイカ東部の港町であり、戦略的要衝だった。ロンメルももちろんトブルク陥落を狙ったが、チャーチルはトブルクからの撤退は認めないとして同市の英軍に死守命令を下していた。チャーチルの命令通り英軍は決死の覚悟で抵抗したため、ロンメル軍団の攻撃はことごとく失敗した。ロンメル軍団は多くの損害を出し、北アフリカに到着したばかりだった第15装甲師団長ハインリヒ・フォン・プリトヴィッツ・ウント・ガフロン少将もこの戦いで戦死した。
ロンメルは「イタリア軍が全く当てにならない。イタリア人はイギリス戦車を極度に恐れている。イギリス戦車をみると逃げだしてしまうのだ。まるで1917年の時を見ているようだ。」「私は師団長からも本当に共同作戦らしい協力を得ていないのだ。だから彼らのうち何人かを解任してほしいと要請しているところだ」と妻への手紙に書いている。
独断で進攻作戦を起こしておいてトブルク攻略に失敗して多くの損害を出したロンメルに参謀総長ハルダー上級大将は警戒を強めた。1941年4月25日に参謀次長フリードリヒ・パウルス中将を現地に派遣している。ロンメルはパウルスを説得してトブルク再攻撃の許可を得た。4月30日から5月1日にかけてパウルスの監視の下にトブルク攻撃が行われたが、この頃には英軍はトブルクを地雷原で固めきっており、ドイツ軍の進軍は阻止された。パウルスは5月早々にはベルリンへ戻った。彼は「ドイツアフリカ軍団は補給に問題があり、エジプトが占領できるかは極めて疑問だ」「トブルク攻撃は陸軍総司令部の許可なしにやってはならないと命じるべきだ」と報告している。その後もロンメルの軍団はトブルクに包囲だけを続け、その間ドイツ空軍が1000回にも及ぶという空爆を加えたが、1941年のうちには占領はできなかった。
ロンメルは険悪な関係になっていた第5軽師団師団長ヨハネス・シュトライヒ少将を更迭し、代わりに5月20日よりヨハン・フォン・ラーフェンシュタイン少将が師団長に着任した。

#### エジプトのハルファヤ峠占領と防衛
トブルク陥落は困難と判断したロンメルはトブルクを包囲させたまま、マクシミリアン・フォン・ヘルフ大佐を指揮官とするドイツ軍第5軽師団の先遣部隊「ヘルフ戦闘団」を東進させた。1941年4月末にヘルフ戦闘団はエジプト国境の戦略的要衝（戦車が通過できる場所だった）であるハルファヤ峠とサルームの英軍を撃退して占領し、英軍の防衛ラインをブク＝ブクとソファフィの線まで後退させた。これにより英軍がトブルク救援に向かおうと思えばまずハルファヤ峠とサルームを攻略せねばならなくなった。
この後ヘルフ戦闘団は英軍からハルファヤ峠を防衛するのに活躍した。5月15日に英軍中東軍司令官ウェーヴェルは「ブレヴィティ作戦（簡潔作戦）」を発動して攻勢をかけ、ハルファヤ峠を取り戻したが、ヘルフ戦闘団は英軍のそれ以上の進撃は阻止した。そして5月27日にヘルフ戦闘団が反撃に転じ、ハルファヤ峠の英軍を掃討して再占領している。

#### 「バトルアクス作戦」を撃退

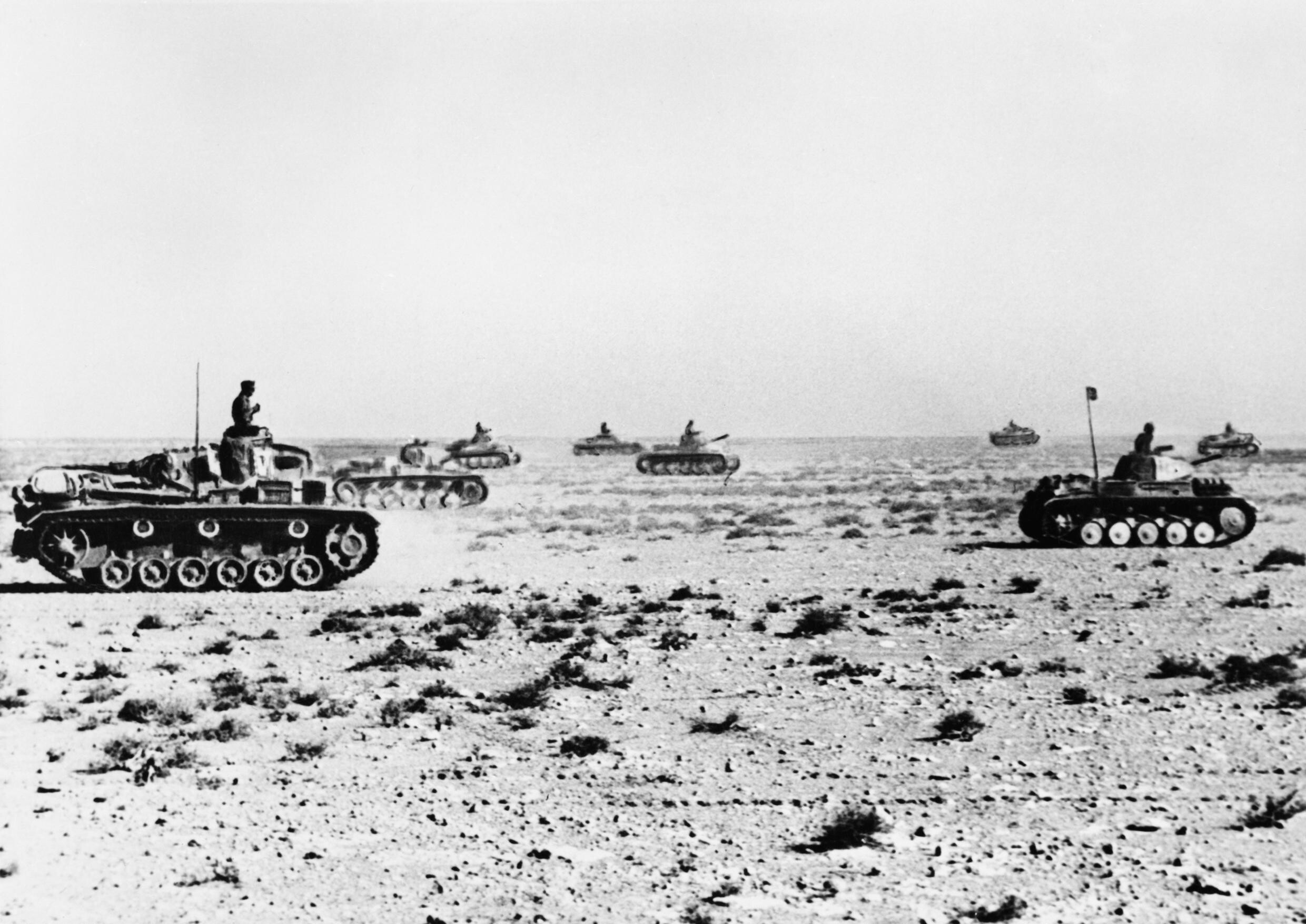
砂漠を進撃するドイツ軍戦車隊

その後、エジプトの英軍は英本土からマチルダ歩兵戦車やクルセーダー巡航戦車など238両の戦車の増援を受けて強化された。チャーチルはウェーヴェルにこの戦力を使ってトブルクの包囲を解くための反撃作戦「バトルアクス作戦（戦斧作戦）」を開始するよう命じた。イギリス側はパウルスの報告書を傍受してエジプト国境のドイツ軍部隊が軽装備であることを掴んでいた。しかしドイツ側も無線の傍受で英軍が攻勢をかけようとしている事を察知した。ロンメルはエジプト国境付近の防備を整えさせ。
英軍は第4機甲旅団と第7機甲旅団の南北二手に分かれて進軍し、1941年6月15日早朝からハルファヤ峠に攻撃を開始した。アラスの戦いでも悩まされた重装甲戦車マチルダII歩兵戦車も動員されていたが、アラスの戦いの時と同様に88ミリ高射砲を対戦車砲として使うことでこれに対抗した。88ミリ高射砲の存在を悟られぬように隠し、また指揮官ヴィルヘルム・バッハ少佐の88ミリ高射砲の適切な運用によりマチルダII歩兵戦車を午前中の戦闘で11両、午後の戦闘で17両も破壊することに成功した。その後もハルファヤ峠のドイツ軍は88ミリ高射砲を最大の武器として峠を死守した。88ミリ高射砲の恐るべき火力に英軍はハルファヤ峠を「ヘルファイヤ（地獄の業火）峠」と呼んで恐れた。
英軍は頑強なハルファヤ峠を迂回し、サルーム西方カプッツォ砦に40両のマチルダII歩兵戦車でもって襲撃をかけてきた。オートバイ部隊が早々に潰走させられたが、ヨハネス・キュンメル大尉(Johannes Kümmel)の指揮の下にIV号戦車2両と88ミリ高射砲1門だけでマチルダII歩兵戦車を9両も破壊し、英軍を敗走させている。キュンメル大尉はこの活躍で騎士鉄十字章柏葉章を受け、また「カプッツォの獅子」の異名を得た。
ロンメルは英軍の第4機甲旅団と第7機甲旅団がほとんど連携が取れていないことを見抜き、第5軽師団と第8装甲連隊を並行して進軍させ、英軍の二つの旅団の間隙を突破するよう命じた。第5軽師団と第8装甲連隊は10キロも離れていたため、まず両部隊は目前の敵と交戦を続けたが、徐々に移動を開始し、6月16日夕刻にはシジ・オマール東に到着した。そして6月17日の夕方にはハルファヤ峠に展開する英軍の背後に回り込むことに成功した。インド第4歩兵師団師団長のフランク・メサーヴィ少将は、ウェーヴェルとの連絡はつかなかったが、自分の責任でイギリス軍の撤退を命じ、イギリス軍はロンメルによる包囲殲滅を逃れることができた。メサーヴィはインド出身ながら初めてイギリス本国の師団を率いた優秀な軍人であり、その賢明な判断がイギリス軍の危機を救い、人的損失を最低限（1,000人弱）に抑えることに成功したが、越権行為の罰として更迭は覚悟していた。しかしウェーヴェルは「貴官が撤退したのは正しかったと思う」と擁護し、その越権行為は不問とされた。
物量的にはイギリス軍が圧倒していたはずであった。またこの戦域はイギリス空軍が制空権を握っており、英軍は航空支援をたくさん受けていた。にもかかわらず、3日間に及んだ英軍の反撃作戦「バトルアクス作戦」は完全なる失敗に終わった。この作戦で英軍戦車は100両以上大破した。対してドイツ軍戦車はわずか12両が大破しただけだった。敗れたイギリス軍は整然と撤退して行ったが、ロンメルはイギリス空軍からの空襲を警戒して深追いをすることはなかった。イギリス本国ではチャーチルが悪い予感を感じながら自宅に帰り、ひとりきりでいたかったので家を全部締め切って息をひそめていたが、やがて予感通りにウェーヴェル敗北の報告が入ってきたので、やるせない気分となって家を出ると、数時間もの間、谷間の辺りをうろついて感情を抑えなければならなかった。

#### ロンメルの評価高まる

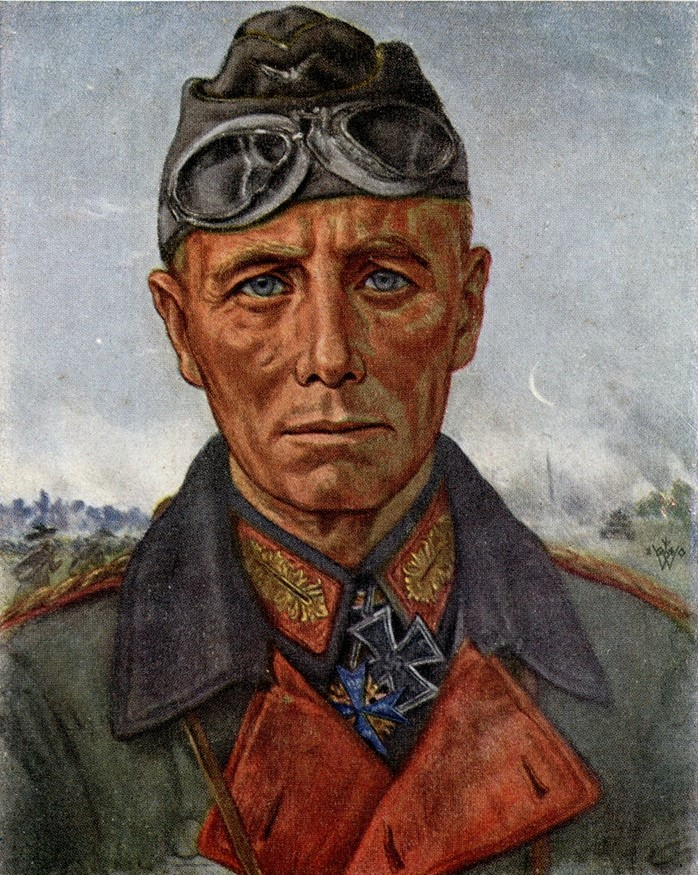
ドイツの画家ヴォルフガング・ウィルリッヒが描いた1941年当時のロンメルの肖像画

「バトルアクス作戦」への勝利は、すぐにプロパガンダに利用され、ドイツ支配圏下の新聞やニュース映画で大々的に取り上げられ、ロンメルの評価はさらに高まっていった。ヒトラーのロンメルに対する寵愛も増しており、1941年7月1日付けでロンメルを装甲大将に昇進させた。ロンメルのこれまでの勝利は、迂回戦術と一翼包囲戦術を駆使して優位に立つイギリス軍を撃破して成し遂げたものであり、いつしか「砂漠の狐」（ドイツ語：Wüstenfuchs、英語：Desert Fox）の異名で呼ばれるようになっていた。
砂漠には遮蔽物がほとんどないので見晴らしがよい。すなわち遠方からでもすぐに敵に発見されるので遠距離の戦闘になる事が多く、射程が極めて重要な要素である。したがって歩兵は力を発揮しにくく、戦車が砂漠戦の主兵器である。また自然障害物がほとんどないので大量の地雷と障害物資材が必要となる。また目印になる物が無いために部隊移動の際に方向維持が難しく、しばしば推測航法に頼らねばならなかった。これは陸上戦というより海戦に近いとロンメルは考えており、その海戦に似た砂漠戦で勝利を重ねたことを以下のように誇っている。
いかなる提督も、陸上の基地から海戦を指揮して勝ったためしはない。—エルヴィン・ロンメル
ヒトラーは昇進に加えて、ロンメルの権限拡大も検討するようになった。しかし、参謀総長フランツ・ハルダー陸軍上級大将はロンメルの“病的”なまでの野心を警戒しており、ロンメルの上に「北アフリカ駐留ドイツ軍司令官」を置いてその指揮下として独断専行を抑止するようにヒトラーに進言した。ロンメルはハルダーのそのような動きに警戒したが、同様に北アフリカ戦線を完全にドイツに支配されることを恐れたイタリア軍もハルダーの提案に難色を示した。イタリア軍は決してロンメルに指揮されることに納得はしていなかったが、ロンメルがドイツ軍の最高司令部と対立関係にあることは、結果的に北アフリカ戦線をドイツ軍中央に牛耳られることを防止しており、お互いの利益のためにロンメルと協調した。
ロンメルとイタリア軍の反発の前にハルダーは妥協案を提示することを余儀なくされ、最高司令部は実質的な軍の指揮権をロンメルに渡す代わりに「装甲集団」という軍の一段階下にあたる組織を作り、イタリア軍の指揮下とする案を出してきた。ハルダーとすれば「装甲集団」には、独立した指揮権を持つ軍とは異なり、最高司令部が任命する参謀が派遣されるため、その参謀が管理者としての職務を行うことにより、ロンメルに一定の歯止めをかけられると考えており、イタリア軍も「装甲集団」はリビア総督・軍総司令官エットーレ・バスティコ大将の指揮下とすることで、北アフリカ戦線をドイツ軍中央に牛耳られることを阻止できると考え了承した。しかし、この指揮体制でロンメルの「装甲集団」は、形式的にはドイツ軍最高司令部と駐リビアのイタリア軍最高司令部の両方から命令を受けることとなった。このことによってロンメルは、ドイツとイタリアどちらかの司令部の命令に従っていると主張することで、もう一方の命令を無視することができ、結果的に行動の自由を得ることができた。
ロンメルは8月6日にローマに赴き、ムッソリーニやイタリア軍参謀総長ウーゴ・カヴァッレーロ元帥と会談し、彼らの同意を得てイタリア軍の「アリエテ」戦車師団と「トリエステ」自動車化師団の指揮を認められた。このイタリア軍二個師団とドイツ・アフリカ軍団でもって「アフリカ装甲集団」が組織され、ロンメルはその司令官に就任した。ドイツ・アフリカ軍団の軍団長の座はルートヴィッヒ・クリューヴェル中将に譲った。

#### イギリス軍ロンメル対策に追われる

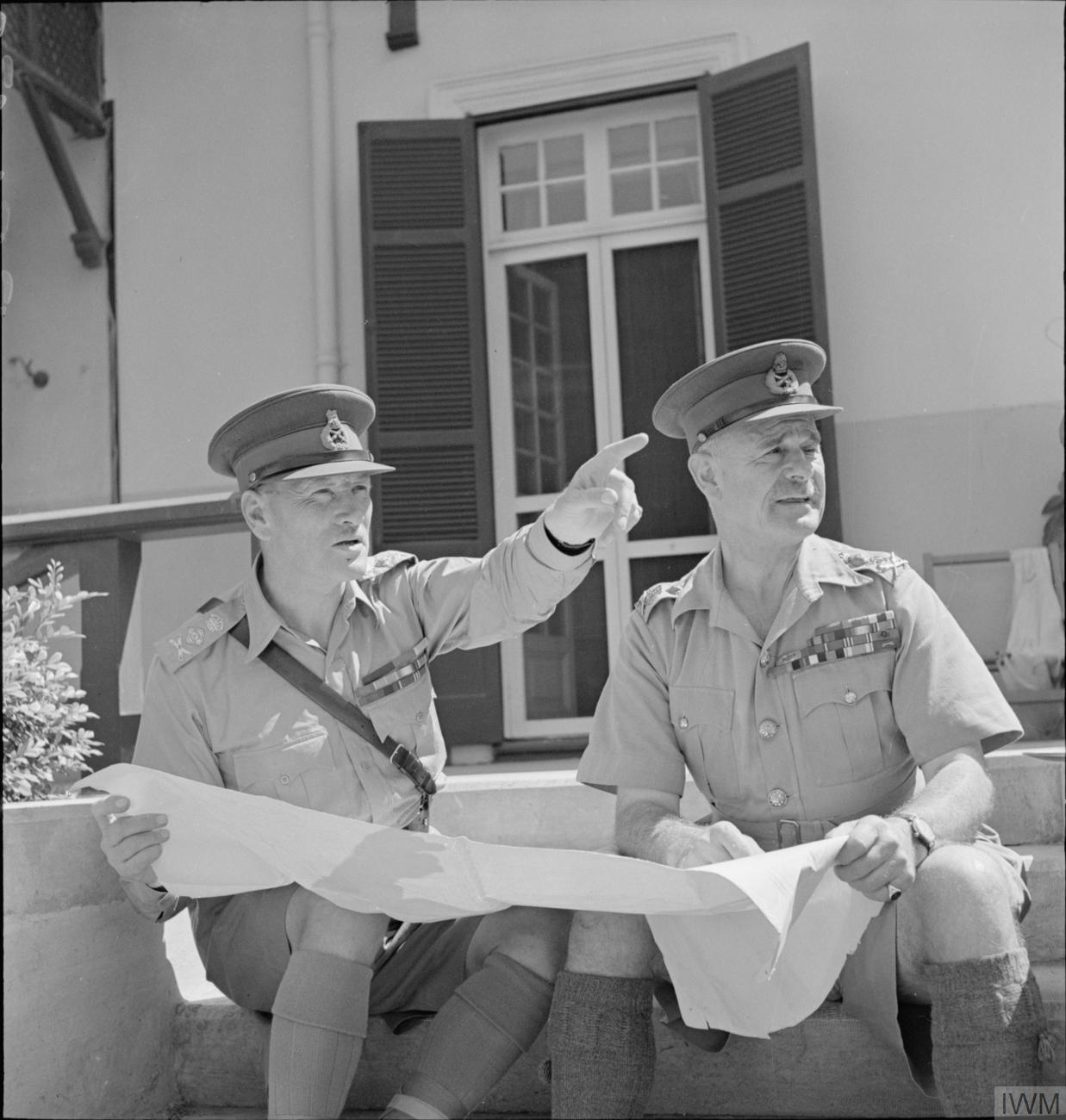
新旧中東方面軍司令官、左がオーキンレック、右がウェーヴェル。

その頃、イギリスでは「バトルアクス作戦」敗北の粛清人事が吹き荒れていた。ウェーヴェルの作戦指揮に対してロンメルは「素晴らしかった」としつつも「イギリス軍の重歩兵戦車の速度の遅さが軽快なドイツ軍戦車に対応することができず不利な立場に置かれた」と評価していた。ウェーヴェルも率直に敗北を認め、ロンドンに「バトルアクス作戦の失敗は申し訳ない」という簡潔な報告を送っていたが、この簡潔さが逆にイギリス中央の怒りに火をつけた。第二次世界大戦開戦前から戦後までイギリス外務・英連邦・開発省常任外務次官を務めたアレクサンダー・カドガン卿はこのウェーヴェルの敗北を知り、
ロンメルを敵とするには、ウェーヴェル程度の人物では駄目なのだ。36ホールのゴルフコースで、わたしをボビー・ジョーンズと戦わせるようなものだ。 —アレクサンダー・カドガン卿
と、ロンメルを「球聖」と呼ばれた伝説的ゴルファーボビー・ジョーンズに例えてウェーヴェルを批判している。イギリス首相ウィンストン・チャーチルはもっと辛辣で「ウェーヴェルがロンドンをうろつき、私のクラブに出入りすることを好まない」と断じ「エンジュの木の下で、楽し気に座っていることができるだろう」とインド軍最高司令官への更迭を決め、代わって7月5日付けで中東方面軍司令官にクロード・オーキンレック大将を就任させた。
オーキンレックは2度の世界大戦に従軍し順調に軍歴を重ねてきたが、その戦略的・戦術的な諸問題に対する敏速な把握力には定評があり、相手のロンメルの臨機応変で迅速な戦術に対抗できるものと期待された。また、自分に厳しく、戦時においては自己研鑽を怠らなかった。後には常に前線で指揮を執るロンメルに対抗して、自分や参謀も前線の厳しい環境に司令部を移転して将兵と苦楽を共にすることもあった。部下将兵はそのようなオーキンレックに親しみをこめて「オーク」や「ウミスズメ」と呼んで慕った。一方で断固たる意志を持ち、上に対しても歯に衣着せぬ意見進言をした。チャーチルがオーキンレックを軍司令官に任じたのも、かつてオーキンレックがチャーチルに対し全く臆することなく自分の意見を述べたことがあり、その意見に説得力があったことを強く印象付けられたからであった。勝利は失っても威厳だけは失わなかったウェーヴェルに代えてのオーキンレックの軍司令官就任は、苦しい時期にあったイギリス軍としては最適な人事と思われた。

#### 「クルセーダー作戦」で追い込まれる

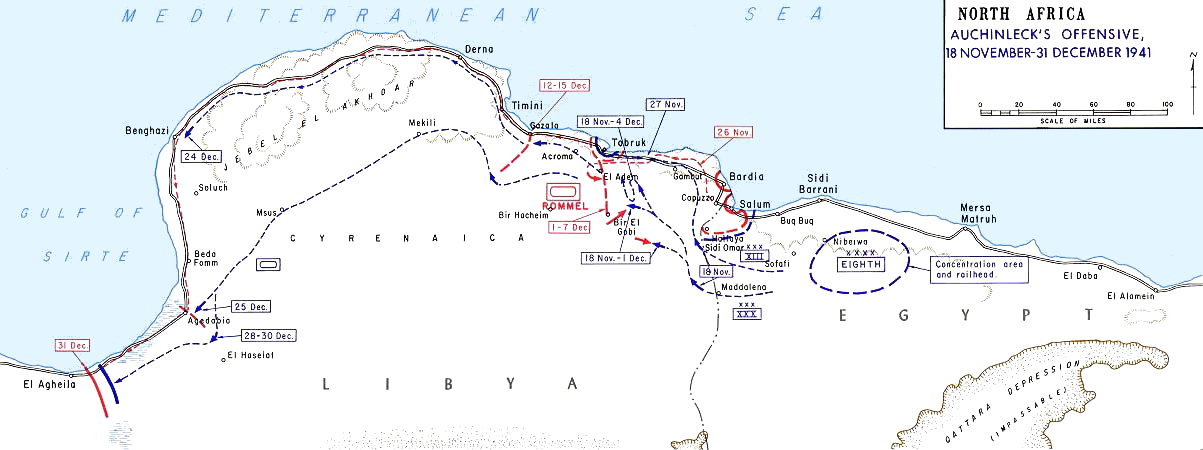
「クルセーダー作戦」の両軍の部隊配置と進軍ルート

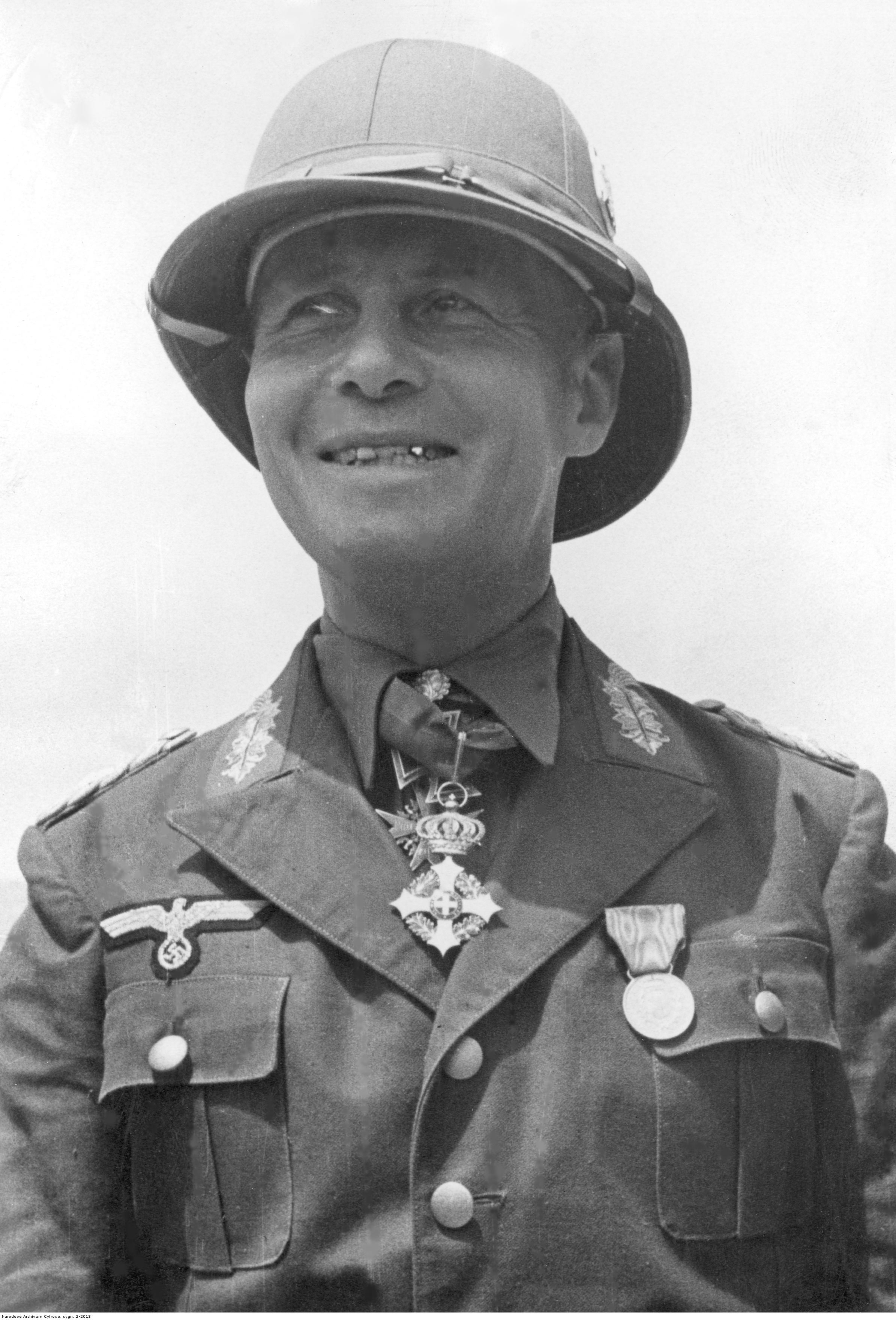
1941年11月、ロンメル50歳の誕生日記念写真

1941年6月のバルバロッサ作戦でついに独ソ戦が開戦した。オーキンレックは北アフリカに着任するなり、攻勢に転じるためイギリス軍西部砂漠部隊の強化を申し出ていたが、チャーチルはヒトラーがソ連打倒に忙殺されている間に北アフリカで勝利しようと目論んでおり、オーキンレックの申し出を許可して、軍を約3倍まで強化しイギリス第8軍と改称した。オーキンレックはこの強化された第8軍の司令官に、東アフリカ戦線でイタリア軍撃破の戦功を誇るアラン・カニンガム中将を人選して作戦指揮体制を整えた。オーキンレックはカニンガムに、これまでの砂漠におけるイギリス軍の攻勢のなかで最大規模となる「クルセーダー作戦」でのロンメル撃破を命じ、111,800人の兵士、700輌の戦車、600門の火砲を託した。しかし、カニンガムは戦車部隊をこれまで指揮したことがなく、また、オーキンレックが期待していたような革新性もなく、結果的にこの人選が裏目に出ることになった。
着々と攻撃準備を進めるイギリス軍に対して、ロンメルはトブルク攻略にのめり込むあまり、その明確な兆候を一切無視していた。その判断の一因として、9月に行った武力偵察及びイギリス軍物資の鹵獲作戦である真夏の夜の夢作戦によって、ロンメルはイギリス軍に攻勢準備が整っていないと判断したこともあった。ロンメルは11月の重要イベントとして「ローマに来ている妻女ルーシーと休暇を楽しむこと」「自分の50歳の誕生日をルーシーと祝うこと」「トブルクを攻略すること」を考えていたが、この11月にオーキンレックが「クルセーダー作戦」を計画していることには全く気が付いていなかった。ロンメルは11月21日のトブルク攻撃を決め、それまでにドイツ軍装甲師団にエジプト国境からの移動を命じると、予定通り、2週間もの長期休暇をとってイタリアで妻女と過ごすため北アフリカを後にした。
ロンメルの機先を制して、11月18日にはカニンガム率いるイギリス軍第8軍の第30軍団（第4機甲旅団、第7機甲旅団、第22機甲旅団）が内陸部砂漠からトブルク目指して進軍を開始した。イギリス第13軍団は囮としてエジプト国境のドイツ軍部隊と対峙した。イギリス第4機甲旅団とイギリス第22機甲旅団の進軍はイタリアアリエテ師団とドイツ第21装甲師団が阻止したが、イギリス第7機甲旅団は阻止する部隊が進路上に無く、19日までにトブルク包囲のためイタリア第21軍団やドイツ第90軽師団が展開するシディ・レゼグまで一気に進軍されてしまった。トブルク守備隊も前進を開始し、ドイツ、イタリア軍は挟み撃ちにあってしまった。11月18日に休暇から帰ってきていたロンメルは、ドイツ第15装甲師団とドイツ第21装甲師団をこの戦域に応援に駆け付けさせたが、イタリア第4機甲旅団とイタリア第22機甲旅団もこの戦域に増援に駆け付け、シディ・レゼグ南方で激しい戦車戦が展開された。しかしイギリス第7機甲旅団は戦力を二つに裂くという愚を犯し、ドイツ軍の対戦車砲の格好の餌食となり、141両の戦車のうち113両を撃破されるという壊滅的打撃をこうむった。
激戦は続いて翌11月23日となり、この日は毎年ドイツの第一次世界大戦の戦死者を弔う「死者の日曜日」と呼ばれる記念日に当たっていたが、まさにイギリス軍にとって「死者の日」となり、もっとも損害が大きかった第5南アフリカ旅団は5,700人の定員中、3,400人が死傷するという大損害を被っており、イギリス軍がこれまで砂漠で被った1日当たりの人的損失数の記録を大きく塗り替えてしまった。イギリス軍の攻勢時期を見誤るという失態を犯したロンメルであったが、それをシディ・レゼグの戦いで挽回し、この日の妻女への手紙には「戦闘は峠を越したように思われる。私は大変元気だ。気分もよく、自信満々だ」と自信にあふれた記述をしている。しかし13人の高級将校と250輌の戦車を失うという大損害を被っていた。
カニンガムは大損害に怯んで「クルセーダー作戦」は失敗で、エジプトまで撤退すべきではないかと弱気になり、オーキンレックに指示を仰いだ。オーキンレックはすぐさま前線指揮所に向かうとカニンガムに対して「ロンメルのおかれている状況も我々と同じぐらいひどいはずだ」「最後の戦車になるまで、もてる全ての兵力を投入して徹底的に敵と戦え」と叱咤激励した。
勢いに乗るロンメルは、大損害で怯むイギリス軍を撃滅し、一気にエジプト国境まで突進することを決意し、ドイツアフリカ軍団司令官ルートヴィッヒ・クリューヴェル上級大将に進撃を命じたが、このロンメルの「鉄線への突進」命令はロンメルの生涯でもっとも冒険的で後に議論を巻き起こした命令となった。クリューヴェルはドイツ軍も多大な損害を受けているので、命令遂行は困難と忠告したがロンメルは無視した。やむなくクリューヴェルは進撃を開始し、ロンメルも自らAEC装甲指揮車（ドイツ軍呼称「マンモス」）に乗って、ドイツアフリカ軍団とイタリア軍2個師団を率いて東方に向けて突進した。
強引な無理攻めではあったが、イギリス第8軍も多大な損害で混乱しており、突然のロンメルの突入で恐慌状態に陥って敗走を始めた。この夜はこれまでの北アフリカ戦線でもっとも混乱した夜となり、両軍が入り混じってしまった。ロンメルの「マンモス」もイギリス軍のど真ん中に迷い込んでいたが、イギリス製の車両であったことが幸いし、イギリス軍に気が付かれることはなかった。イギリス軍のカニンガムも戦況確認のため前線司令部を訪れていたが、その司令部近くまでドイツ軍戦車が進出してきており、カニンガムは慌てて全速力で逃亡し、その逃げ足の速さを競馬の競走馬に例えられ揶揄されている。ここでロンメルの目論みは成功しそうに見えたが、このような状況でもオーキンレックは冷静に戦況を見ており、意気消沈する第8軍将兵に対し「ロンメルは必死の努力を続けているが、しかしそう遠くには進めない。彼の戦車隊が、補給を受けられなくなる。これは確かだ」と言って聞かせて士気を煽った。実際にオーキンレックの見立ては正しく、ドイツアフリカ軍団とイタリア軍団は11月26日には燃料が尽きて補給のためバルディアまでの撤退を余儀なくされた。結局ロンメルの「鉄線への突進」命令は高くついた回り道という結果に終わった。
ロンメルの強引な攻撃が行き詰っていた頃、オーキンレックは冷静に問題を解決していった。まずは弱気になり作戦指揮に精彩を欠いていたカニンガムを、心身疲労状態としてカイロの病院に押し込むと後任の第8軍司令官にニール・リッチー中将を任じ、さらに作戦に直接介入すると、ロンメルの裏をかいて、イタリア軍に包囲されていたトブルクの救援に部隊を向かわせた。トブルクで包囲されていた守備隊も反撃に転じ、包囲していたイタリア軍はオーキンレックの救援隊とトブルク守備隊に挟撃される形になった。エットーレ・バスティコ大将とアフリカ装甲軍参謀ジークフリート・ヴェストファル少将は「ロンメルが本当の脅威に対処せず、正気を失って影を追っているのではないか」と危惧し、ヴェストファルは連絡が取れない上官ロンメルを飛び越えて自分の権限で第21装甲師団にトブルク方面に戻ってイタリア軍を救援するよう命じた。ロンメルはそのことを知って激怒したが、思い直してその命令を追認した。
もはやロンメルの目論見は消えてなくなり、圧力を増すイギリス軍の前にトブルクの包囲すら維持することが困難となりつつあった。この頃には戦車の数はイギリス軍は4倍にも達していたが、ドイツ軍には補充はなくその差は開く一方であった。オーキンレックは前線に留まり続けて直接指揮を行い、じりじりとロンメルを押し戻しつつあった。オーキンレックの圧力に抗しきれなくなったロンメルは、12月4日にトブルク包囲を解き、ガザラへ撤退した。ガザラには海岸から内陸にかけて64kmもの防衛線を構築していたが、オーキンレックから追撃を命じられたリッチーは、まるでロンメルのお株を奪うかのように、防衛線を正面から攻撃している間に、機械化旅団が砂漠を大きく迂回して防衛線南部を叩くという陽動作戦を行った。ロンメルは機動力のないイタリア歩兵師団の師団長が難色を示すのを無視して、12月16日にガザラ防衛線を放棄して撤退を命じた。この撤退にもっとも驚いたのがリッチーであり、ロンメルがただで撤退するわけはないと警戒して、放棄された陣地に恐る恐る進撃したため、この隙にイタリア軍の歩兵師団も大きな損害を被らずに撤退することができた。
さらにロンメルは、12月26日にはアジェダビアまで後退。12月31日にはエル・アゲイラまで後退した。再びキレナイカ地方は英軍の手に落ち、ほぼ攻撃開始点までの撤退を余儀なくされ、ロンメルはこれまでの成果を全て失った。また1月中旬までにはバルディアやハルファヤ峠の守備隊が降伏し、「クルセーダー作戦」はイギリス軍の圧勝に終わった。ロンメルは戦車340輌、兵員38,000人を失うという大損害を被った。死傷者のなかにはドイツ軍の第21装甲師団、第15装甲師団、第90軽師団の師団長も含まれており、ドイツアフリカ軍団はこの戦闘で全ての師団長を失うこととなった。イギリス軍の損失は戦車はほぼ同数ながら、人的損失はその半分以下であった。チャーチルはようやくイギリス軍がロンメルを打ち破ったとの報告を受けて「さて、我々が安心できるときがきた。砂漠の戦いについては喜びにたえない」と一息ついたうえで、これまでの苦戦については以下のような言及をしている。
我が軍は、きわめて果敢で才知に富んだ敵を相手にまわしている。我が軍が被った惨害のすぐそばには、この偉大な（ロンメル）将軍がいたということを言わせていただきたい。 —ウィンストン・チャーチル

#### キレナイカ地方東部を再奪還

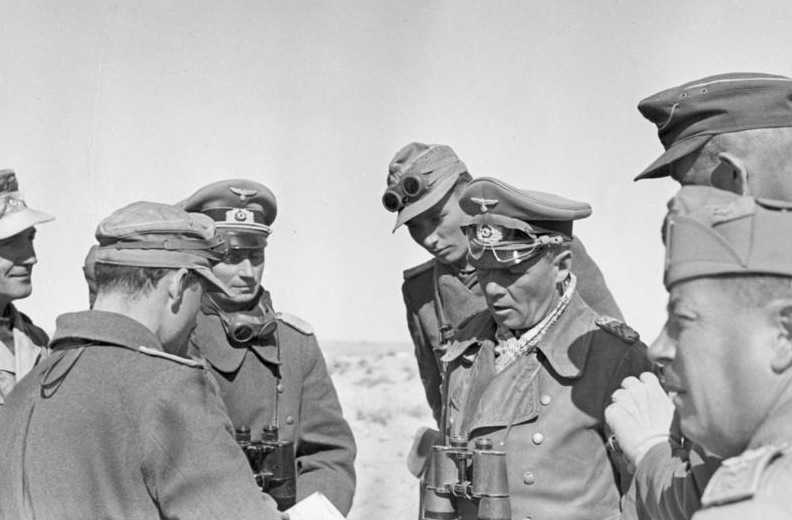
1942年1月12日、エル・アゲイラ。同地まで撤退を余儀なくされたロンメルと部下の将校たち。

追い詰められたロンメルを救ったのは、意外にも1941年12月8日に参戦した同盟国の大日本帝国となった。大日本帝国陸軍は開戦劈頭にイギリスの植民地マレー半島に上陸し、極東のイギリス最大の拠点シンガポールに向けて猛進しており、チャーチルは、北アフリカに送るため準備された部隊や戦略物資や航空機を極東に送らざるを得なくなった。また、ドイツ空軍がイギリス軍の拠点マルタ島を攻撃、Uボートも地中海に進入してイギリス軍の海上輸送路を脅かし、イタリア軍も、フロッグマンが人間魚雷マイアーレでアレクサンドリア港攻撃を成功させ、イギリス海軍戦艦2隻を大破させて、地中海の制海権争いに大きな影響を及ぼしており、一時的にイギリス軍の補給状態が悪化したのに対し、枢軸国軍の補給状況は改善していた。
ロンメルは将兵たちを激励して回り士気を高めつつ、部隊の再編成を進めた。1942年1月5日にはヒトラーから新年の贈り物として戦車55両と装甲車20両の増援を受けた。またロンメルのアフリカ装甲集団は国防軍南方戦域総司令官アルベルト・ケッセルリンク空軍元帥の指揮下に入ることとなった。
戦力をある程度回復したロンメルのアフリカ装甲集団は、1月20日夜から英軍に対する攻勢を開始した。当面はドイツ軍は反撃に出られないだろうと踏んでいたイギリス軍は不意を突かれ、次々と敗走した。ドイツ軍は1月22日にはアジェダビア、1月25日にムススを奪還した。さらにロンメルはそこからメキリに攻撃すると見せかけてイギリス軍を陽動しつつ、1月29日にベンガジを攻略した。イギリス第8軍司令官リッチー中将は1941年3月から4月にかけてのロンメルのキレナイカへの攻勢の時と同様にメキリに攻撃をかけてくると思い、ここにイギリス第1機甲師団の主力を置いていたので英軍はまんまと裏をかかれる形となった。1月30日にリッチーはキレナイカの英軍にガザラの防衛線まで撤退を命じた。ロンメルはただちにイギリス軍を追撃し、2月6日までにキレナイカの大半の地域を取り戻した。しかしムッソリーニやカヴァッレーロ元帥らイタリア軍上層部は追撃に不同意でイタリア軍は追撃に協力しないと通達してきたので追撃は不十分に終わった。イギリス軍はその合間にガザラに防衛線を固めてしまった。やむなくロンメルの装甲集団もトミミとメキリの線に防衛線を築き、機動防御の構えを取り、両軍はそこで睨み合って停止した。
ヒトラーはロンメルの功績に報い、1月20日付けでロンメルに騎士鉄十字章の柏葉・剣章を授与し（全軍で6番目）、ついで1月30日付けで上級大将に昇進させた。また2月21日付けでロンメルのアフリカ装甲集団はアフリカ装甲軍（ Panzerarmee "Afrika"）に昇格した。

#### ガザラの戦いに勝利、キレナイカもトブルクも奪還

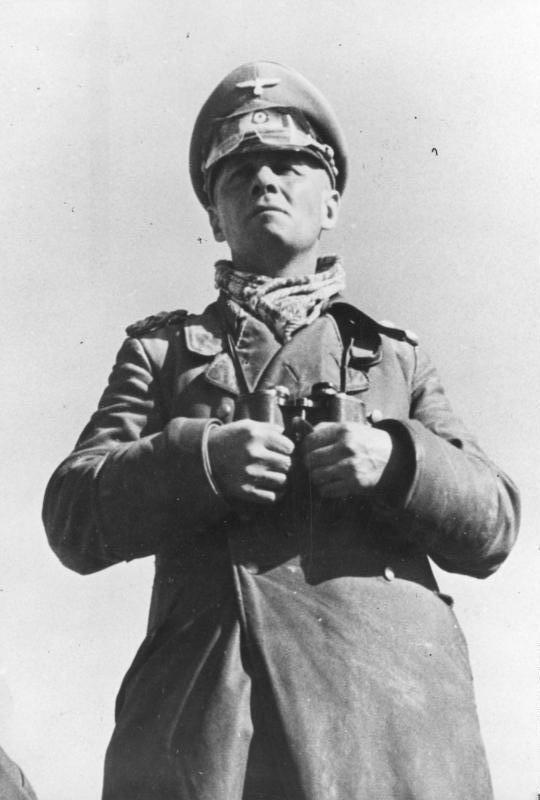
1942年6月のロンメル。

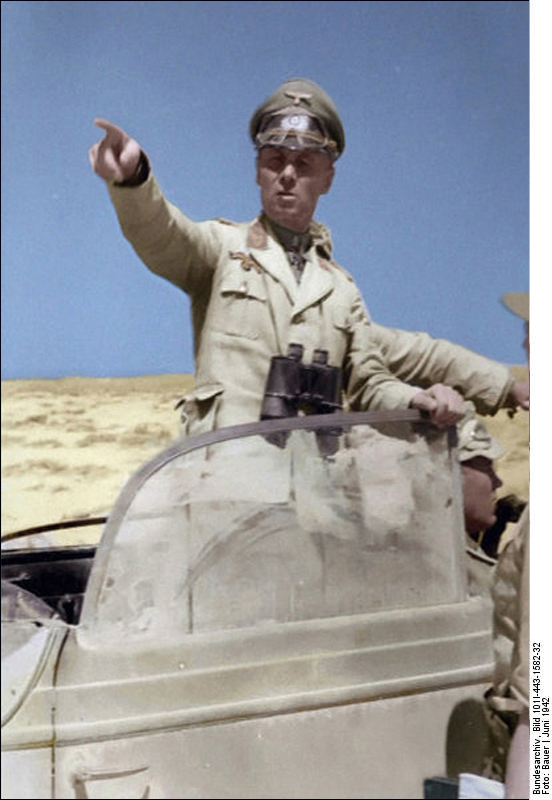
1942年6月、トブルク攻略戦の指揮を執るロンメル

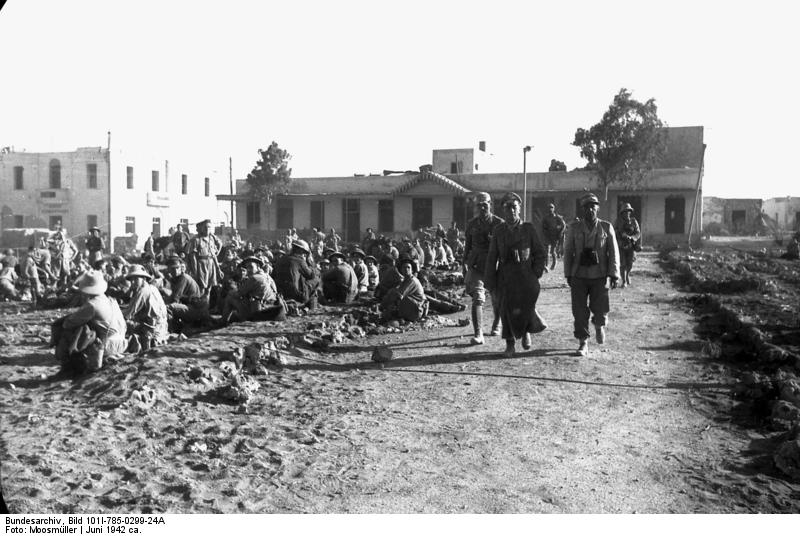
イギリス軍捕虜の様子を視察するロンメルと参謀長バイエルライン大佐（1942年6月、トブルク）

これまでイタリアから北アフリカの枢軸国軍への物資輸送はマルタ島のイギリス海軍・空軍によってかなり妨害されていた（1941年11月にはイタリアからの輸送船の44%が沈められている）。英軍がこれほどイタリアから北アフリカへの物資輸送を妨害できたのはドイツ軍のエニグマ暗号を解読していたからだった。イギリス軍は北アフリカへの物資輸送船の発着地、出港時刻、積載物まで正確に掴んでいた。それを知らなかったロンメルはイタリア軍上層部に裏切り者がいるのではと疑っていた。しかし、前述の通りドイツ空軍によるマルタ島への攻撃と、イタリア軍によるアレクサンドリア港攻撃によって補給状況は改善していた。
これによりアフリカ装甲軍の戦力が整い、ロンメルは再び攻勢に出られると判断した。一方イギリス軍はガザラから内陸部ビル・ハケイムにかけて「ボックス陣地」と呼ばれる地雷原と鉄条網の防衛線を作っていた。ロンメルはこの陣地を南から迂回して陣地の東側を北上して海まで突っ走り、ボックス陣地を陣取るイギリス軍戦力を後方の英軍機甲戦力と切り離して孤立させることを狙った。ロンメルのアフリカ装甲軍は1942年5月26日午後2時にクリューヴェル中将率いる囮の部隊にボックス陣地に攻撃を正面からかけさせつつ、午後9時から「ヴェネツィア作戦」と名付けた迂回部隊の本攻勢を開始した。結果ビル・ハケイム付近の戦闘で英軍第3インド自動車化旅団は早々にイタリア軍アリエテ戦車師団とドイツ軍第21装甲師団によって粉砕された。ついでイギリス軍第4機甲旅団も独軍第15装甲師団によって粉砕された。
しかし、正午になって、ロンメルは予期せぬ敵に遭遇してその進撃を止められることになった。イギリス軍はこの戦いまでにアメリカからM3中戦車をレンドリースしており、これが実戦配備されていたが、この新型戦車の主砲は強力な75mm 砲 M2-M6であり、ロンメルのいかなる戦車の装甲も貫くことができた。またイギリス軍は、他にも新対戦車砲6ポンド砲なども投入し、これらがドイツ軍戦車に大打撃を与えていた。またイギリス空軍がドイツ軍兵站線を的確に空爆した。
5月27日夕方にはドイツ軍にとって事態は深刻となった。迂回部隊の海岸へ向けた進軍は行き詰まり、東では独第90軽師団が包囲されていた（第90軽師団は囮のつもりで東部から向かわせたのだが、ロンメル自身も後に認めたようにこれは失敗であった）。ドイツ軍は補給が途絶えて水がなくなり全軍崩壊の危機にさらされた。
ロンメルはガザラからビル・ハケイムに伸びるボックス陣地の中間部分を西から突破して東側に広がる地雷原を掃討して補給路を作る事を決意した。5月29日にロンメルは迂回部隊の主力をシディ・ムフタ周辺に集め、円形陣地を形成させた。彼はこの陣地を「大釜（ケッセル）」と名付けた。その地域にはイギリス軍第150旅団が円形陣地を構えていたが、6月1日にはこの円形陣地を攻略に成功した。
この後の戦いの焦点は大釜陣地の南方にあるビル・ハケイムだった。ここから補給路を攻撃されないように抑える必要があった。同地を守備していた第1自由フランス旅団は激しく独伊軍に抵抗した。伊トリエステ師団や独第90装甲軽師団が猛攻を加え、またドイツ空軍はここに爆撃を集中した。しかし第1自由フランス旅団は簡単に屈せず、ここでの戦闘は6月10日まで続いた。
その間の6月5日にはイギリス軍第8軍司令官リッチー少将が大釜陣地への総攻撃を命じた。英軍は砲撃に続いて植民地インドから連れてきたインド人歩兵部隊を前進させたが、ロンメルは対峙するアリエテ師団を後退させて誘い込み、包囲攻撃をかけてこれを撃退した。またこの英軍の攻勢中にロンメルは大釜陣地の南部の地雷原に間隙があるとの報告を受け、ここから独第15装甲師団を出撃させ、大釜陣地に攻撃をかけてきているイギリス軍の左側面に回り込むことに成功した。この動きに連携して大釜陣地からもゲオルク・フォン・ビスマルク大佐率いるドイツ第21装甲師団が英軍を攻撃。これによって大釜陣地に攻撃をかけていたイギリス軍3個旅団は壊滅的な打撃を受けた。
さらにロンメルは南の地雷原の隙間から戦闘団を派遣し、6月10日にはビル・ハケイムの北方の防衛線を突破。勇敢に戦った第1自由フランス旅団もついにビル・ハケイムを放棄して撤退を余儀なくされた。しかしロンメルはビル・ハケイムにこだわり過ぎたという批判がある。陥落に近づくにつれてビル・ハケイムは戦略的重要性が下がってきていたのだが、そのような場所を陥落させるためにドイツ空軍の急降下爆撃機シュトゥーカに甚大な損害を出したためである。とはいえこれにより独伊軍の補給線が南側から襲われる恐れは完全になくなり、独伊軍が英軍の退路遮断のための海岸への北進に安心して邁進できるようになった事は間違いない。なお第1自由フランス旅団はナチスの迫害から逃れてきた人々で編成されており、ユダヤ人が多かった。そのためヒトラーは第1自由フランス旅団について「戦闘において仮借なき戦いを遂行して殲滅しろ。殲滅しきれず捕虜にしてしまった場合は秘密裏に射殺しろ」という非情の命令をロンメルに下していたが、ロンメルはこの命令を握りつぶして部下に伝達しなかった。
ロンメルはビル・ハケイムを陥落させると直ちに全軍にトブルクへの攻勢を命じて北進させた。ビスマルクの独第21装甲師団は6月11日に大釜陣地を出撃し、6月13日までに英第4機甲旅団と英第22機甲旅団をほぼ壊滅させた。壊滅的打撃をこうむった英軍はガザラ防衛線「ボックス陣地」を放棄して敗走を開始したが、そのほとんどはドイツ軍の捕虜となり、またイギリス軍戦車はほとんどが鹵獲されるか破壊された。
リッチーは壊滅状態となった第8軍に撤退を命じ、生存したわずかな部隊はエジプトに向けて撤退した。オーキンレックはトブルクからも撤退すべきと考えていたが、今までロンメルを幾度も撃退し、イギリスの北アフリカにおける象徴ともなっている拠点をチャーチルが放棄するはずもなく、オーキンレックはチャーチルに忖度して、トブルク守備隊の司令官ヘンドリック・クロッパーにトブルクの死守を命じた。しかし、トブルクは前年にロンメルを撃退した時から比較にならないほど弱体化しており、守備隊もわずか3,500人しかおらずしかもそのほとんどが戦闘経験のない新兵であった。
6月18日には独伊軍はトブルク包囲を完了。ロンメルは、ドイツ空軍第2航空艦隊司令官アルベルト・ケッセルリンク元帥に、一時的に航空攻撃をトブルクに集中するよう要請し、6月20日に、およそ150機の爆撃機の580ソーティにも及ぶ集中爆撃と、砲兵隊による砲撃支援のもと、ドイツアフリカ軍団とイタリア第20軍団がトブルクに向けて進撃を開始した。勝ち目がないことを悟ったクロッパーは、何百万ドルにも及ぶ戦略物資の爆破を始めたが捗らなかった。破壊の対象には電話線や電信線も含まれており、早々にトブルクと第8軍の通信は断絶し、リッチーはやむなくトブルクの降伏の権限をクロッパーに与えた。そしてトブルク要塞の2/3が占領された翌21日の朝にクロッパーはロンメルに降伏を申し出た。
結局、クロッパーによる戦略物資の破壊は殆ど進んでおらず、ロンメルはまんまと5000トンの物資と2000台の車両と、エジプトへの進攻に十分な燃料と食料を手に入れた。ガザラの戦いにより、イギリス軍は33,000人の兵士と膨大な戦略物資を奪われ、キレナイカ地方全域も喪失して、更にエジプト領へ侵攻されることとなる。特に英軍の「抵抗のシンボル」だったトブルクが陥落したことはイギリスとドイツ双方に精神的衝撃が大きかった。ドイツではロンメルのトブルク入城が盛んに報道され、ロンメルの国民的英雄という地位を確固たるものとした。
チャーチルは、第2回ワシントン会談でアメリカ大統領フランクリン・ルーズベルトとの会談中にトブルク陥落の報告を受け、太平洋戦線でのシンガポール陥落に匹敵する激しいショックを受けている。動揺するチャーチルを見ていたルーズベルトは「どうしたら助けてあげられますか」と救援を申し出てきたので、チャーチルは迷うことなく、「できるだけ多くのM4中戦車をください。それでできるだけ早く中東に送ってください」と要請している。M4中戦車はアメリカ軍の新型戦車で、現時点ではドイツ軍戦車を凌駕する性能があったが、生産が始まったばかりで完成した300輌はすでにアメリカ軍の戦車師団に配備されていた。しかし、イギリスの一大事にルーズベルトは異例の決断で、一旦配備されたM4中戦車を全てイギリスにレンドリースすることとした。のちにこのM4中戦車はその優れた性能でロンメルを苦しめることとなる。帰国したチャーチルは、トブルクやシンガポール失陥の責任を問われて、庶民院から問責決議案を突きつけられたが、これは反対多数で否決されている。

#### 世界的な英雄に

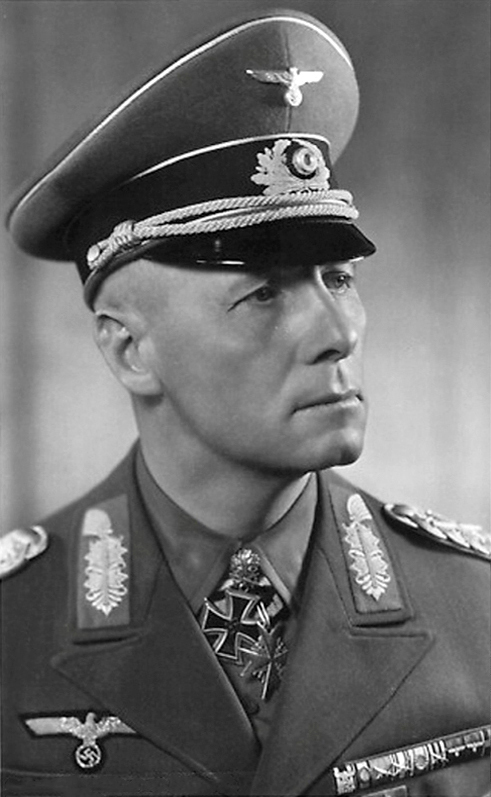
1942年のロンメル元帥

ヒトラーは、ロンメルの戦いに感動し、6月22日付けで彼を元帥に昇進させた。それにより、ロンメルは、史上最年少のドイツ陸軍元帥となった。ロンメルは、戦争が始まる前は少将に過ぎなかったが、戦争が始まって3年足らずで中将、大将、上級大将、元帥と4階級も昇進するという前例のない出世をしていた。元帥昇進について、ロンメルの副官であったW.アルムブラスター中尉によれば、ベルリン放送による総統大本営の特別発表を無線機のボリュームを上げて聞いていたロンメルは、壮大なファンファーレの後の自身の元帥昇格の発表を聞き子供の様に喜んでいたという。ロンメルはプロシャ陸軍で「不滅の階級」とも呼ばれていた元帥を職業軍人としてずっと憧れており、嬉しさと喜びを抑えきれず愛妻ルーシーに「私にとって、元帥になるのは夢であった。その夢が実現した」という手紙を書き送ったほどであった。
ロンメルが北アフリカで成し遂げた勝利は、前年の東部戦線の将軍たちの成果と比較すると、その規模においては明らかに1桁少ないものであった。しかし、東部戦線ではモスクワの戦いの敗北以降、華々しい大勝利の報告が減ってドイツ国内は沈滞しており、ロンメルの大勝利の報道はその沈滞ムードを吹き飛ばすようなインパクトがあった。勝利の規模は小さくとも、その手法は開戦時にヨーロッパを席巻したドイツ軍による電撃戦そのものであり、ドイツ国民はロンメル軍団をドイツ軍の蘇生の象徴として熱狂的に受け入れた。ロンメルの私邸には「ロンメルの名前は、古今を通じて最高の戦士として歴史に記録されるでありましょう」とする祝電や花束や贈り物が全国から祝いが殺到し、妻女ルーシーはその応対に終日おわれて夕方には疲れ果ててしまうほどであった。ロンメルフィーバーはさらに続き、記念切手が販売され、新しく完成した橋は「ロンメル橋」と名付けられた。
ロンメルは、今やドイツに留まらず、世界的な英雄になっていた。連合国は、畏敬の念を込めてロンメルを「砂漠の狐」と呼んでいた。アメリカの世論調査によると、当時のアメリカでロンメルは、ヒトラーに次いで有名なドイツ人だったという。また、エジプト人の間には、イギリスの長きに渡る冷酷非情な植民地支配から、ロンメルが解放してくれるという期待感が広がっていた。ロンメルに散々戦力を壊滅させられた英国からも高い評価を寄せていた。チャーチルは、「ロンメル！ロンメル！ロンメル！奴を倒すこと以上に重要なことなど存在しない！」と語り、また庶民院における演説では、ロンメルを「天才的な能力を持った男」と評した。英軍将兵の間にも、ロンメルへの尊敬の念が広まっていた。英軍中東方面軍司令官オーキンレックは「ドイツは勇猛で優れた将軍を数多く生み出してきた国だ。だが、ロンメルは別格だ。彼は、ずば抜けている」と評した。また、のちに語り継がれることとなる異例の公式な命令書を伝達した。
我が部隊の兵士たちがロンメルを過剰に話題にすることで、我らの友人であるロンメルが我らにとって魔術師か化け物のようになってしまっている。リビアにいる敵軍を呼ぶ時に『ロンメル』という言葉を使わないようにすることは精神的に極めて重要である。追伸、私はロンメルに嫉妬しているわけではない。—クロード・オーキンレック
しかし、ロンメルの栄光は長くは続かなかった。ロンメル自身も元帥昇格に浮かれたのはわずかの期間であり、この後は厳しくなる戦況で作戦指揮に没頭するあまり階級章を元帥のものにすることを失念し、しばらくは上級大将の階級章をつけたままであった。元帥であったケッセルリンクがそのことに気が付いて自分の階級章をロンメルに贈呈し、ようやくロンメルはケッセルリンクの元帥階級章を身に着けた。また、1942年9月にはロンメルは病気療養のため一時的にドイツに帰国し、その際にヒトラーから元帥杖を手渡されたが、戦局はさらに悪化しており、ロンメルは妻女ルーシー宛の手紙に「（元帥杖よりは）一個師団の増援を送ってくれる方がありがたかったのだが」と書いている（#ドイツに一時帰国で後述）。

#### エジプト進攻開始

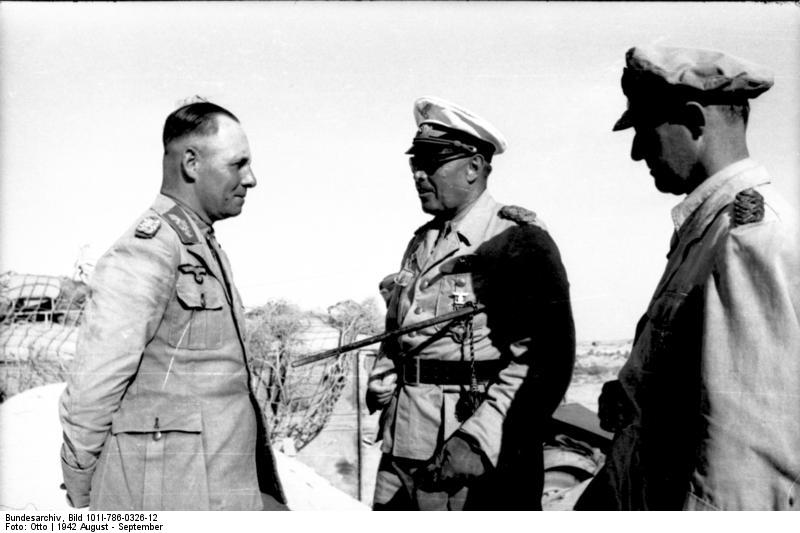
ドイツ空軍アルベルト・ケッセルリンク元帥（中央）とロンメル（左）

ロンメル率いる独伊軍はガザラの戦いで消耗していたが、トブルクでの4,000～5,000トンもの物資と食料、大量の車両を鹵獲したため、敗退したイギリス軍が立ち直る前に迅速にエジプトに進撃して、スエズ運河を抑えることを目論んだ。しかし、ドイツ国防軍南方軍総司令官兼ドイツ空軍第2航空艦隊司令官アルベルト・ケッセルリンク元帥から「エジプトへの進攻はドイツ空軍の全面的な支援が必要」「ドイツ空軍はマルタ島攻略の“ヘラクレス作戦”に投入される予定で、ロンメルを支援する余裕はない」と反対されたため、アドルフ・ヒトラーとベニート・ムッソリーニに直接使者を送ってエジプト進攻の許可を求めた。ヒトラーは戦勝続きで有頂天となっており、「大英帝国は崩壊過程にある」と断じて、ロンメルの上申通りエジプトへの進攻を許可した。ムッソリーニも許可し、6月23日、ついにロンメルはケッセルリンクの反対を押し切ってエジプト進攻を開始した。
ロンメルはヒトラーから厚遇され、同規模の軍と比較すると破格の数のトラックなどの車両を供与され、また物資も補給されていたが、リビアの港湾能力が低く運搬距離が非常に遠かったので、当初から大規模な進攻作戦は不可能であった。それにもかかわらずロンメルが再三にわたってヒトラーの命令に挑戦して基地から適当な距離を超えて進撃を試みたことは、戦略的に誤っていた。ロンメルはその補給問題を、敵軍から物資を奪うことで解決しようとしており、エジプトに進攻開始した時点で、ロンメル自らイギリス軍から鹵獲したAEC装甲指揮車（ドイツ軍呼称「マンモス」）に搭乗し、また続く車列も戦車以外の輸送車85％が鹵獲したイギリス製かアメリカ製であり、兵士が持っている小火器も食べている食料も、はたまた着ている軍服ですらイギリス軍からの鹵獲品であった。ドイツアフリカ軍団は戦争の初めから敵からの鹵獲品を頼りにしている寄生虫のような軍と言っても過言ではなかった。ロンメル自身も「我が軍の非常に多くの車両がイギリス軍からの鹵獲品である。すでに遠くからはイギリス軍と見分けがつかなくなってしまった」と嘆いている。
ニール・リッチー中将が指揮するイギリス第8軍はエジプト国境でロンメルを食い止めることをあきらめて、エジプト北西部のマルサ・マトルーフまで一気に160㎞も後退した。 リッチーはここを最後の防衛線とするつもりであったが、マルサ・マトルーフの防備は固められていても、市街地南方は断続的な地雷原以外には備えはなく、ロンメルが得意とする機械化部隊による機動的な攻撃に対抗できないと懸念されていた。イギリス中東軍司令官クロード・オーキンレック元帥は、6月25日にマルサ・マトルーフに乗り込むとリッチーを解任し、イギリス第8軍司令官を兼任して自ら指揮することとした。

#### マルサ・マトルーフで勝利

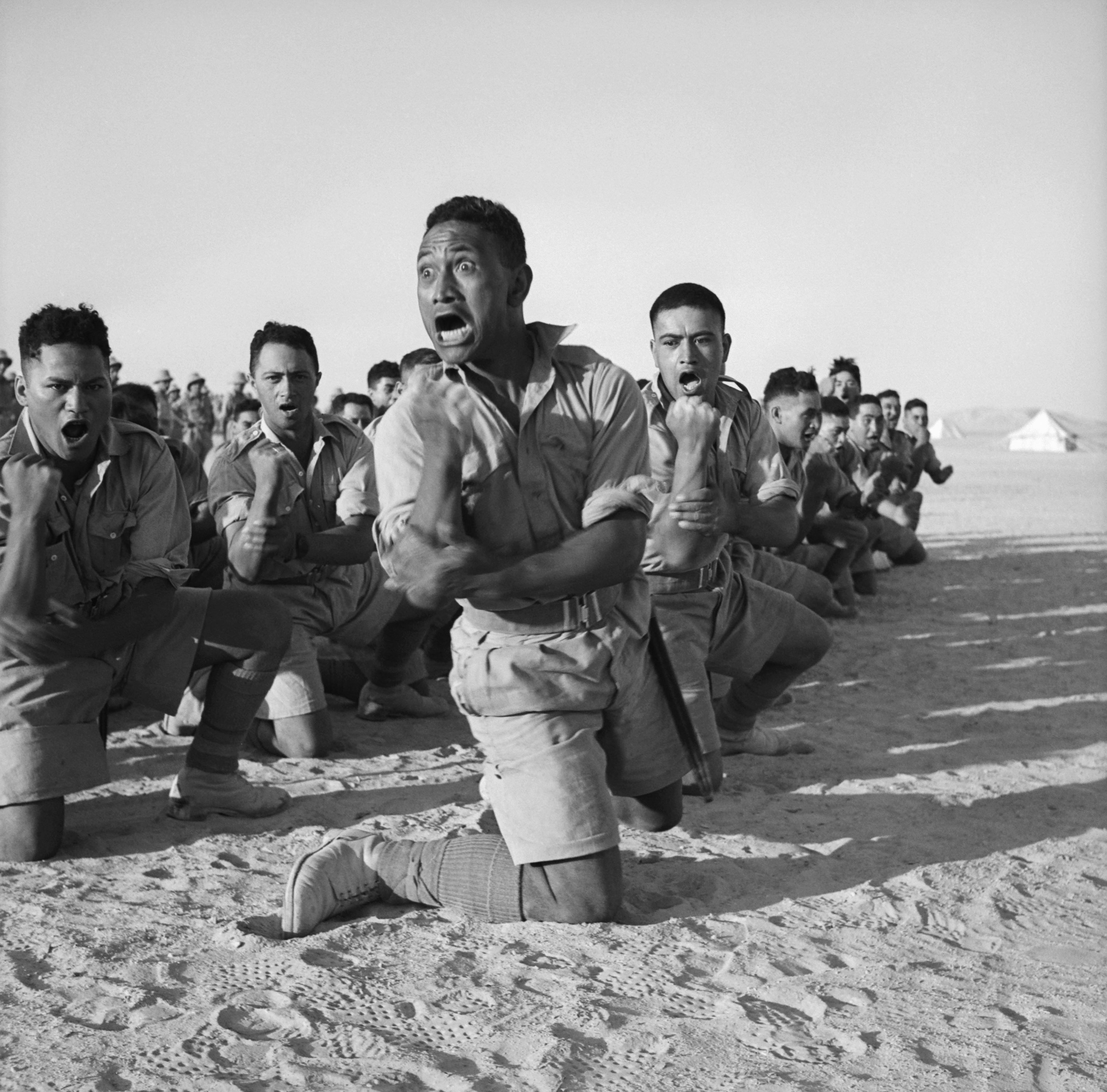
マオリ族の民族舞踊「ハカ」を披露する第2ニュージーランド師団のマオリ族兵士。

オーキンレックは地形的にマルサ・マトルーフでの防衛は困難と考え、さらに東方にある小さな鉄道駅の街エル・アラメインまで下がって防衛線を再構築することとした。エル・アラメインとその南方にあるカッターラ低地の間には塩性の湖沼と流砂が広がっており、ロンメルが得意とする「内陸部からの大胆な迂回戦術」が困難な地形であった。オーキンレックは軍主力がエル・アラメインに撤退する間、マルサ・マトルーフで遅滞作戦をとり、タイミングを見計らって撤退するように命じた。しかし、軍司令官交代によって前線に指示が行き届いておらず、マルサ・マトルーフ市街ではイギリス第10軍団の2個師団が、前任者リッチーの命令を守って死守態勢でいたのに加え、懸念されていた市街地南方を固めるために配置されていたイギリス第1機甲師団及びイギリス第13軍団は、市街地から離れた高台に展開しており、6月26日にはロンメルは市街地と高台の間に易々と進入した。
ロンメルはドイツ第21装甲師団とドイツ第90軽アフリカ師団にマルサ・マトルーフを包囲させ、ドイツ第15装甲師団に、高台のイギリス第1機甲師団を攻撃させたが、アメリカから供与されていたM3中戦車が多数配備されており、予想外の苦戦を強いられた。ロンメルは慌てて増援にドイツ第21装甲師団を向かわせたが、イギリス軍も第2ニュージーランド師団が増援として加わり激戦は続いた。戦況は、戦力に勝るイギリス軍が終始主導権を握っており、ドイツ第21装甲師団は戦車23輌と、まともに戦える兵士が600人になるまで戦力を消耗していた。しかし、ここでイギリス軍の連携不足により、イギリス第1機甲師団がオーキンレックの当初の命令に従って戦略的な撤退を開始したのにもかかわらず、第2ニュージーランド師団にはその連絡がいかず、第2ニュージーランド師団は戦場に孤立してしまった。師団長のバーナード・フレイバーグ (初代フレイバーグ男爵)中将も負傷したが、師団は統率が乱れることはなく、夜間に銃剣突撃でドイツ軍包囲網の突破をはかった。
ニュージーランド軍の先頭にはマオリ族の兵士が、大声を上げながらトラックにぶら下がってマチェテを振り回しドイツ兵に襲い掛かった、油断して寝静まっていたドイツ兵は次々と殺害され、マチェテや銃剣でズタズタに切り裂かれたり、銃弾を繰り返し撃ち込まれた異様な死体となっていった。虚を突かれたドイツ第21装甲師団はまともに抵抗することができず、真夜中の午前3時30分に第2ニュージーランド師団は包囲を突破した。さらにニュージーランド軍は、白兵突撃でロンメルの司令部を脅かし、さかんに銃撃してきたので、身の危険を感じたロンメルや参謀は応戦するため機関銃に飛びついたが、どうにか白兵戦には巻き込まれずに済み、ロンメルは九死に一生を得た。この取り逃がした第2ニュージーランド師団から、のちにロンメルは痛撃を浴びせられることになる。
市街地周辺を固めていたイギリス第13軍団は戦略的な撤退をしたが、マルサ・マトルーフ市街地を固守していたイギリス第10軍団は死守命令に縛られており、完全に包囲されてしまった。エル・アラメインに続く海岸道路も既に封鎖されていたが、イギリス第10軍団は機械化部隊であったので、28日の夜間に軍主力は自動車に乗って、ドイツ軍を振り切ってエル・アラメイン方面に退却することに成功した。ロンメルはイギリス第10軍団を殲滅するチャンスを逃したが、それでも7,000人の捕虜と、1個師団分の補給物資を獲得し、エジプト領内最初のイギリス軍拠点の攻略に成功した。ロンメルはこの勝利を誇ったが、実際にはロンメルによってイギリス軍が敗退したのではなく、軍内の連携不足で予想外の損害を被ったものの、当初から計画していた戦略的な撤退であり、この戦闘結果の誤認識がロンメルの判断を誤らせていく。

#### 第一次エル・アラメインの戦いで進撃を止められる

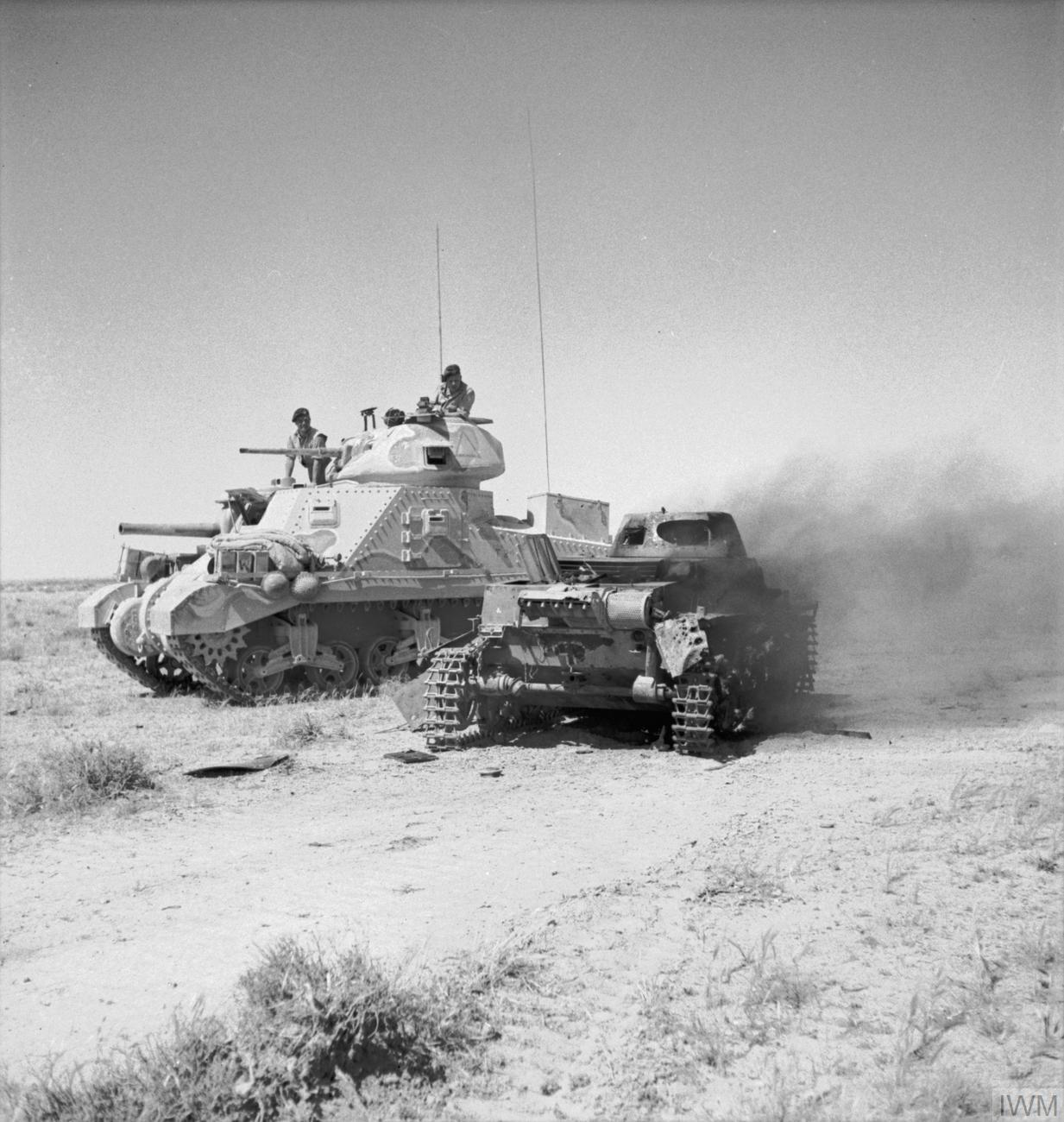
破壊されたI号戦車の横を通過する英軍グラント戦車。

マルサ・マトルーフを失ったオーキンレックであったが、エル・アラメインは補給拠点アレクサンドリアから90kmという近さであり、大量の物資が円滑に補給され、北は地中海から南はカッターラ低地まで60kmにも及ぶ、強力なエル・アラメイン防衛線を構築していた。敗北が続く中でも着々と防御を固めていたオーキンレックに対して、ロンメルは勝利に驕ってイギリス軍を完全に見下していた。ロンメルはエル・アラメインの地形的特性もあまり理解しておらず、マルサ・マトルーフの戦いと同様に、イギリス軍防衛線の側面と背後に回り込んで一撃を加えれば、戦線は崩壊するものと信じて疑っていなかった。軍内でも驕り高ぶるロンメルの姿を見て、既にロンメルがカイロにあるシェパーズ ホテルに宿泊予約を入れているという噂が流れたほどであった。ロンメルの驕りに呼応するかのように、ドイツのラジオ局はアレキサンドリアに向けて「パーティードレスを出しておきなさい、今からそっちに向かうから」というメッセージを流し、イタリアからはカイロで勝利パレードをするため、白馬を携えてムッソリーニが北アフリカに訪れていた。
6月30日にエル・アラメイン防衛線に達したロンメルはその攻略に着手したが、作戦計画はこれまでの砂漠戦で磨かれてきた戦術の踏襲であり、軍主力はエル・アラメイン防衛線南端のカッターラ低地に進撃して敵を戦線南部に誘導し、夜になって軍を北東方向に転進させ、一気にエル・アラメインまで20km突き進み、イギリス軍の背後に回り込み、ドイツ第90軽アフリカ師団はマルサ・マトルーフの戦いのときと同様に、その機動力を活かしてイギリス軍防衛線を迂回して、海岸道路まで進み、エル・アラメインへの連絡路を断って孤立させようというものであった。ロンメルは軍幕僚や前線指揮官に「アラメインを包囲し、我が軍の装甲師団が南方に展開する敵の背後に出れば、マルサ・マトルーフの場合同様、敵は壊滅するであろう」と作戦計画を説明したが、ロンメルはマルサ・マトルーフの戦いの勝因で致命的な判断ミスをしていたうえ、オーキンレックはウルトラ暗号解読によってロンメルの作戦の概要を既に掴んで準備を重ねていた。
ロンメルの作戦に基づき、イギリス軍防衛線を大きく迂回するため進撃を開始したドイツ第90軽アフリカ師団であったが、前日の激しい砂嵐で事前の偵察を殆どしておらず、イギリス軍の配置の情報がないままの進撃で、迂回するつもりが逆にイギリス軍陣地の真ん中に突入してしまった。また続いて進撃開始した軍主力もドイツ第90軽アフリカ師団と全く同様に、イギリス軍陣地に飛び込んでしまった。翌7月1日になって、軍主力のドイツ第21装甲師団は第18インド旅団が守る堅牢なボックス陣地を撃破して、デル・エル・シェインを占領したが、戦車18輌を失ってしまった。またドイツ第90軽アフリカ師団もどうにか前進を開始したが、すぐに南アフリカ第1、第3旅団に捕捉されて猛砲撃を浴び、大損害を被って撃退された。ロンメルの作戦は「損失の多い戦闘に巻き込まれず、敵の裏をかく」というものであったが、結果は全くの逆となり、ロンメルは開始早々に作戦の見直しに迫られた。
次にロンメルは、ドイツ軍装甲2個師団、ドイツ第90軽アフリカ師団、第132機甲師団「アリエテ」でエル・アラメインを包囲することを計画したが、第132機甲師団「アリエテ」はマルサ・マトルーフの戦いで活躍した第2ニュージーランド師団の先制攻撃で大損害を被り、ロンメルの作戦は早くも破綻した。ドイツ装甲師団の損害も蓄積し、既に可動戦車は26輌という有様であった。攻撃を開始してわずか3日後の7月3日には、ロンメルはこの戦力で攻勢を維持するのは不可能だと悟り、5月26日から華々しく始まった、エジプト攻略の夢想を一旦諦めて、現在位置で塹壕を掘って防衛戦に移行するよう命じた。オーキンレックはようやく訪れたチャンスをものにするため、イギリス第1機甲師団100輌の戦車に援護された、ニュージーランド第4旅団で第15装甲師団を攻撃した。師団には16輌の戦車しか残っておらず壊滅は時間の問題であったが、幸運なことにわずか数機のドイツ空軍のJu 87スツーカの急降下爆撃で、旅団長が戦死したため、攻撃は中止され第15装甲師団は壊滅を逃れた。
7月6日に後方から戦車の補充が到着し、44輌まで回復したので、ロンメルは再度の攻勢を決意したが、7月10日にオーキンレックは機先を制して大規模な攻撃を開始した。攻撃目標は後方からの補給路となっている、北の海岸道路を守っている第60歩兵師団「サブラタ」であったが、オーストラリア軍の攻撃に、もろくも敗走を始めて、補給路が脅かされた。ロンメルはもはや進撃している場合ではないと悟ると、第15機甲師団を率いて北上し、クレタ島から空輸で増援として到着したばかりの第164軽機械化師団と連携し、第60歩兵師団「サブラタ」を追撃していたオーストラリア軍を撃退して、辛くも補給路を確保した。
その後もロンメルはオーキンレックの攻勢を凌ぎ続け、両軍は一進一退の攻防を継続した。イタリア軍の不甲斐ない戦闘にロンメルは怒りを募らせ、感情的になることも多かった。7月21日に第23戦車旅団の増援を受けたオーキンレックは、同旅団を主力として、ニュージーランド軍歩兵旅団とインド歩兵旅団を加えて、ロンメルにとどめを刺すべく攻勢を開始した。しかし、ロンメルは万全の陣地を構築しており、厚い地雷源に加え、対戦車砲陣地も効率的に配置し、戦車もタイミングを見計らって反撃できるよう、陣地後方に配置していた。それに対して攻撃するイギリス軍は、ニュージーランド軍とイギリス軍戦車部隊が事前に作戦打ち合わせを殆ど行っていなかったうえ、主力の戦車もバレンタイン歩兵戦車で、装甲は厚いものの、火力が不足しており、特に陣地に対する破壊力に欠けていた。連携を欠いたまま攻撃してきたイギリス軍に対して、ドイツ軍は猛烈に反撃し、イギリス軍は大損害を被って撃退された。特に第23戦車旅団は100輌のバレンタイン歩兵戦車を撃破されて壊滅状態に陥った。
ロンメルは戦い終盤でイギリス軍に快勝したが、この勝利が引き続きロンメルにエル・アラメインを攻略できるという幻想を抱かせ、この後の悲劇につながっていくこととなった。ヒトラーもロンメルに期待し、カイロ侵攻を急かすこととなった。一方で、カイロでの戦勝パレードを夢見ていたムッソリーニは失望してイタリアに帰国した。戦いは7月26日まで続いたが、ロンメルの攻撃は失敗して進撃は完全に止められたうえ、マルサ・マトルーフの戦いからエル・アラメインまでにドイツ軍は12,500人が死傷もしくは捕虜となり、イタリア軍も16,000人を失った。

#### 宿敵バーナード・モントゴメリー登場

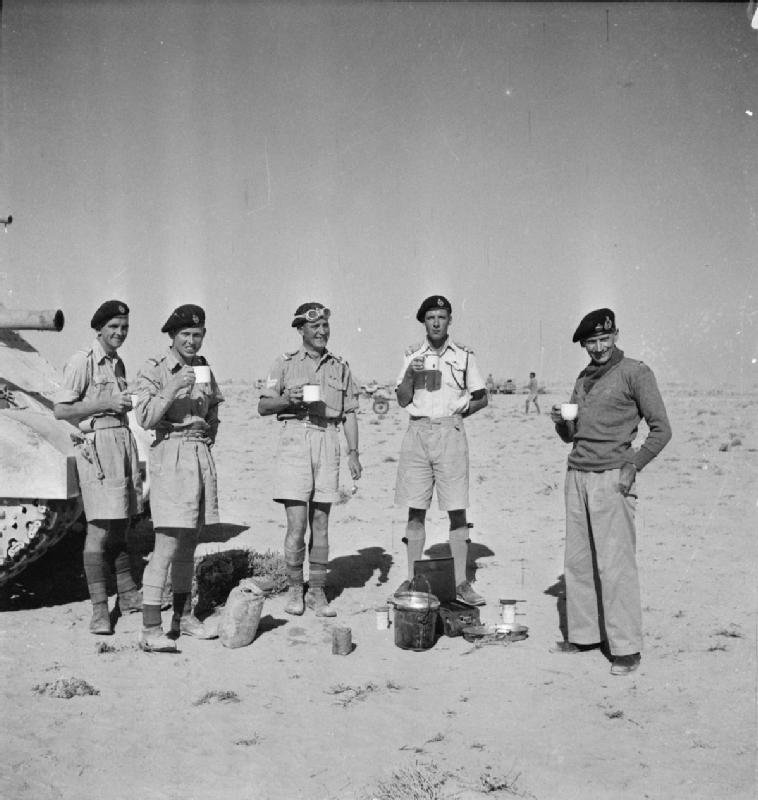
M3中戦車の前でティータイムを愉しむバーナード・モントゴメリー（右）

オーキンレックがロンメルの進撃を止めたものの、イギリス首相チャーチルはその功績より、オーキンレックの消極性によってロンメル撃破の好機が失われたと失望感を募らせていた。チャーチルは北アフリカでの反攻のためには、軍組織の改編と人事刷新が必要と考え、自分の肝いりでイギリス中東軍司令官に据えたはずのオーキンレックをあっさり見限ると、新たに編成するイギリスペルシャ・イラク軍司令官に転じさせ、後任にビルマの戦いで、破竹の勢いの大日本帝国陸軍相手に、絶望的な戦いを指揮し、見事な撤退戦を完遂して、チャーチルが厚い信頼を置いていたハロルド・アレグザンダー元帥を任じ、主力のイギリス第8軍司令官には第1機甲師団長であったウィリアム・ヘンリー・ゴット中将を任じて、人事の強化を図った。しかし、ゴットは着任前に搭乗していた輸送機がドイツ空軍戦闘機に撃墜されて戦死し、代わりにバーナード・モントゴメリー中将がイギリス第8軍司令官に任じられた。
モントゴメリーは保守的な戦術を好む軍人で、状況に応じて臨機応変に対処するロンメルとは対照的であった。またモントゴメリーは野心家で、部下には厳格で、また限度を超えて自尊心の強い人物で、自分の作戦に絶対の自信を持っていた。これは、敗戦続きで自信と上官への信頼を喪失していた第8軍の将兵にとっては、結果的にうってつけの人事となった。モントゴメリーは、前任者オーキンレックが口を出さないことをいいことに、正式な着任日の前の8月13日から第8軍の指揮を開始した。早速第8軍の幕僚を集めると、これまでの撤退に関する命令を全て取り消し「敵の攻撃に際しては、退却はあり得ず。わが部隊は現に確保しある陣地において戦え。生きてそこにとどまることあたわねば、死してそこにとどまるべし」と撤退は自分の命令によるものだけということを徹底した。イギリス軍はもはや泣き言を言ったり、指揮官の命令に疑いを抱いている余裕はなく、モントゴメリーの強力なリーダーシップによりイギリス軍は建て直されていった。
モントゴメリーは、オーキンレックら前任者がロンメルを意識しすぎるあまり、「ロンメルの手札を使ってロンメルのルールで戦って」敗北し続けていることを理解していた。オーキンレックは前述のとおり公式な軍命令書に「私はロンメルに嫉妬しているわけではない」などと書き、それがドイツ軍側に流出してロンメルが得意げに自分の収蔵文書に加えたということもあった。オーキンレックはロンメルが常に最前線で指揮を執り、汚れた軍靴や軍装で1日中砂漠の中で過ごし、食事もサンドイッチやイワシの缶詰といった携行食であることを知るとそれを意識して、わざわざ前線に近い厳しい環境に司令部を移して、自分自身や参謀たちにロンメルと同様な厳しい環境にいるようにしている。モントゴメリーはそのことを知ると「どんな大馬鹿野郎でも身体を壊す」と呆れ、すぐにロンメルの真似を止めさせている。モントゴメリーは、軍司令官たる者は勇敢さを演じて将兵に媚びを売るよりも、重要な決断で判断ミスをおかさないよう、常に心身ともに健康を維持するのが最重要と考えており、この点でもロンメルとは対照的であった。この後モントゴメリーの予想通り、ロンメルは過酷な環境で身体を壊して、判断能力が低下するようになり、長期の療養が必要な健康状態となっていく。
反攻態勢が着々と整うイギリス軍に対して、ロンメルは相変わらず補給に悩まされていた。ようやくトブルクを占領して、輸送路が短縮できると思われたが、ドイツ海軍はトブルクの港湾設備では大型船の陸揚げ港として使用できないと判断し、相変わらず主要な補給港は遠く離れたリビアのトリポリやベンガジであった。さらにこれまで比較的順調であったドイツ海軍の海上輸送であったが、地中海の制空権をイギリス空軍に奪われつつあり、輸送艦の損失が増えていた。しかし、もっと深刻であったのが海軍自身の燃料不足で、アフリカ行の輸送艦の数は全盛期の3割まで落ち込み、さらには航路を短縮するため、陸揚げ港はさらにトリポリとベンガジに集中した。かつてロンメルは1か月15万トンの物資を受け取っていたが、この頃には32,000トンに激減していた。
ここでロンメルを支えたのがイタリア海軍であった。ロンメルは1か月に必要な10万トンの補給を、トブルクやマルサ・マトルーフに送るようイタリア海軍に要求した。しかしイタリア海軍は艦船の損失を恐れて、トリポリとベンガジを陸揚げ港として選び、その結果、1942年7月にはロンメルの要求に近い91,000トンもの補給物資陸揚げに成功し、艦船の損失も5％に抑えた。それでもロンメルは納得せずにイタリア海軍にトブルクやマルサ・マトルーフを陸揚げ港とするよう矢の催促をした。そこでやむなくイタリア海軍はトブルクに輸送船団を送ったが、イギリス空軍の猛攻でトブルクへの海路はイタリア海軍の墓場と化し、8月の損失は4倍に跳ね上がり、陸揚げ量は約60％の51,000トンにまで落ち込んだ。この損失でイタリア海軍はトブルクへの陸揚げを諦めざるを得なくなった。ロンメルはこの場に留まればやがて干上がってしまうことを認識し、これまで成功してきたように全てをかけてカイロやアレクサンドリアに向かって進撃し、イギリス軍の物資を奪取することを決意したが、これは破滅的な決断となった。

#### アラム・ハルファの戦いで敗れる

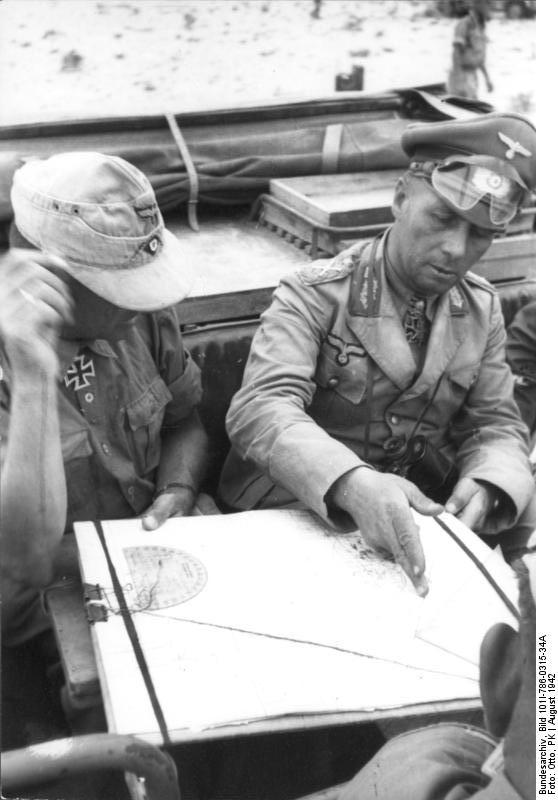
1942年8月のロンメル元帥

補給には苦しんでいたが、ロンメルはIII号戦車166輌、強力な長砲身7.5 cm KwK 40砲を積んだ新型のG型を含むIV号戦車37輌まで機甲戦力を回復させていた。ロンメルは補給問題に加え、常にヒトラーや国防軍最高司令部（OKW）から督戦され続けており、もう一度全力を結集して攻勢に転じることを決めた。この決断には、第一次エル・アラメインの戦い終盤でイギリス軍に快勝できたことも影響していた。作戦計画はこれまでのロンメルの砂漠戦の集大成のような雄大なもので、海岸沿いでイタリア軍歩兵師団がイギリス第8軍の注意を引いている間に、ドイツ第15装甲師団とドイツ第21装甲師団及びイタリア軍戦車師団、自動車化歩兵師団が前線から南東方向に大きく迂回、第8軍の後方に達したところで海岸線に向けて一気に北上して、足止めしているイタリア軍歩兵師団とイギリス第8軍を包囲して殲滅し、その後にアレクサンドリアやカイロを目指して進撃するというものであった。
対するモントゴメリーは、「イギリス軍の戦車をおびき寄せて、8.8 cm FlaK 18/36/37砲で浴びせて戦力を減じてから、その背後にイギリス軍戦車より性能が勝っているドイツ軍戦車を廻り込ませて、イギリス軍戦車隊を撃破する」というロンメルの常とう戦術を緻密に分析、その対抗策を編み出していた。ロンメルが頼っているドイツ軍戦車の性能については、ドイツ軍戦車を遥かに凌駕する性能のM4中戦車がアメリカよりレンドリースされる予定ではあったが、ロンメルの次の攻勢までには間に合いそうもなかったので、モントゴメリーはイギリス軍戦車隊がドイツ軍戦車隊に向けて突進することを禁止させ、防御に徹することを命じた。さらにロンメルの迂回戦術に対抗するため、戦場を自ら視察し、アラム・ハルファ高地が防衛拠点になると考えて、イギリス第44ホーム・カウンティ師団を配置し、その後方にイギリス第10機甲師団とイギリス第22機甲旅団の戦車を砂中に砲塔だけ出して埋めて待機させた。
モントゴメリーの作戦計画は、ロンメルがアラム・ハルファ高地に進撃してくるのを確認できたら、高地と防衛線南端を守る第2ニュージーランド師団の間隙にイギリス軍戦車部隊を向かわせて、ロンメルの進撃路を塞いだうえで、防御に徹してロンメルに消耗を強いて撃退するというものであった。モントゴメリーは作戦にあたって前線指揮官に下記の2つを徹底していた。
1. ロンメルの得意とする機動戦に巻き込まれず、どこまでも、こちらが準備した線で戦うこと。
2. 航空支援が受けられるように、敵味方が混戦状態とならないように距離をとって戦うこと。

ロンメルは8月31日に攻撃開始を命じ、まずは防衛線北端の海岸沿いでイタリア軍歩兵師団が攻撃を開始したが、モントゴメリーはこれをロンメルの陽動攻撃と見抜いており放置した。このときのことをのちにモントゴメリーは「そして待っていた、正しい場所で、正しい時刻に。」と振り返っている。そして、いつもと同じ時間に就寝したが、ロンメルはモントゴメリーが予想していた真夜中に進撃を開始した。副官は就寝中のモントゴメリーを起こして報告したが、報告を受けたモントゴメリーは「大へん結構、こんなにすごいことはない」と答えただけで再び就寝してしまった。
ロンメルはまるでモントゴメリーの罠にはまるように進撃を開始した。進撃を開始して間もなく、モントゴメリーが埋設させた厚い地雷原に掴まって進撃は停滞、夜明けまでに50km進む計画であったが、実際には15kmしか進めなかった。ロンメルはやむなくその地点から北上を命じたが、これもモントゴメリーの目論み通りであった。イギリス軍戦車隊は計画通り、砂の中から飛び出すと、予定の間隙部に向かってロンメルを待ち受けた。ロンメルは体調不良に悩まされ、この日は後方から作戦指揮を執っていたが、厳しい戦況になったため最前線に進出して陣頭指揮を行った。激しい砂嵐のなかで、目標のアラム・ハルファ高地10km手前までどうにかたどり着いたが、そこで待ち構えていたイギリス軍からの激しい対戦車砲の砲撃が浴びせられた。
進撃が停止したドイツ軍戦車隊に対し、制空権を握っていたイギリス空軍の戦闘爆撃機多数が飛来し銃爆撃を開始した。激しい爆撃で損害が続出しドイツアフリカ軍団司令官ヴァルター・ネーリング中将が負傷、ドイツ第21装甲師団長ゲオルク・フォン・ビスマルク中将は戦死してしまった。イギリス軍戦車隊も戦場に現れて、対戦車砲やその他火砲と見事な連携攻撃を行い、視界不良の中で不意にイギリス軍陣地から攻撃されたドイツ軍戦車隊を圧倒した。激しい戦車戦となり、両軍戦車や対戦車砲が次々と撃破されたが、ドイツ軍と、後から戦場に到着したイタリア軍は全く前進できなかった。日没で一旦戦闘は終わったが、燃料の備蓄が乏しくなっていたうえに、ロンメルに眼前のアラム・ハルファ高地の堅陣を突破する妙案はなく打つ手はなかった。ロンメルは完全に行き詰っていたが、冷静なモントゴメリーは、追い詰めたドイツ軍の反撃で無用な損害を避けるため、戦線の整理だけを命じて、追撃は厳禁した。
9月1日の夜が明けても、ロンメルは小規模な攻撃しかできなかった。動きの止まったロンメルにイギリス軍戦闘爆撃機が襲い掛かり、次々と戦車や車両が地上で撃破された。ロンメル自身も昨日のビスマルクのようにあわや爆死かという危機も味わった。戦況が完全に優勢になったことを確認したモントゴメリーは、防衛線南端を守っていた第2ニュージーランド師団にロンメルの後方に回り込んで退路を遮断するように命じた。包囲されることを恐れたロンメルは突破した地雷原まで後退していったが、モントゴメリーはここでも追撃をさせなかった。9月1日夜には、ロンメルはアラム・ハルファ高地の攻略をあきらめて、軍の撤退を命じた。しかし、突破した地雷原の一部や、占拠した見通しのよい展望点いくつかには部隊を残させた。その状況を報告してきたイギリス第13軍団司令官ブライアン・ホロックス中将に対しモントゴメリーは「君の軍団が新たな地雷原をどんどん作りたまえ」と答えている。
モントゴメリーがホロックスに余裕を見せたのも、ロンメルのこの行動が計算通りであったからだった。既にモントゴメリーの頭の中にはロンメルを撃破する作戦計画があり、それでは、防衛線南部で攻勢すると見せかけて、ロンメルを欺いた後、防衛線北部で大攻勢を行い、一気にロンメルを撃破するというものであった。従ってロンメルが戦力を南部に残しておくことはモントゴメリーの目論見通りであったし、展望点を残しておくことは、これから進めようと計画している大規模欺瞞作戦「バートラム作戦」でロンメルを謀るには好都合であり、モントゴメリーは敗走するロンメルを見逃すことにした（#悪魔の庭を構築するで後述）。追撃しなかったことでモントゴメリーは軍の一部から批判されたが、のちにモントゴメリーは追撃をしなかった理由を、第8軍の戦力や訓練度がまだ期待しているレベルにはなかったため、無理はさせなかったことと、ロンメルを再び立ち上がらせ、再攻勢させて、イギリス軍の補給拠点により近く、ドイツ軍には補給線が伸び切った有利な戦場までロンメルを誘い出してから確実に殲滅するためと述べている。実際にこのモントゴメリーの構想は、わずか2か月後にエル・アラメインで実現することとなった。

#### 悪魔の庭を構築する

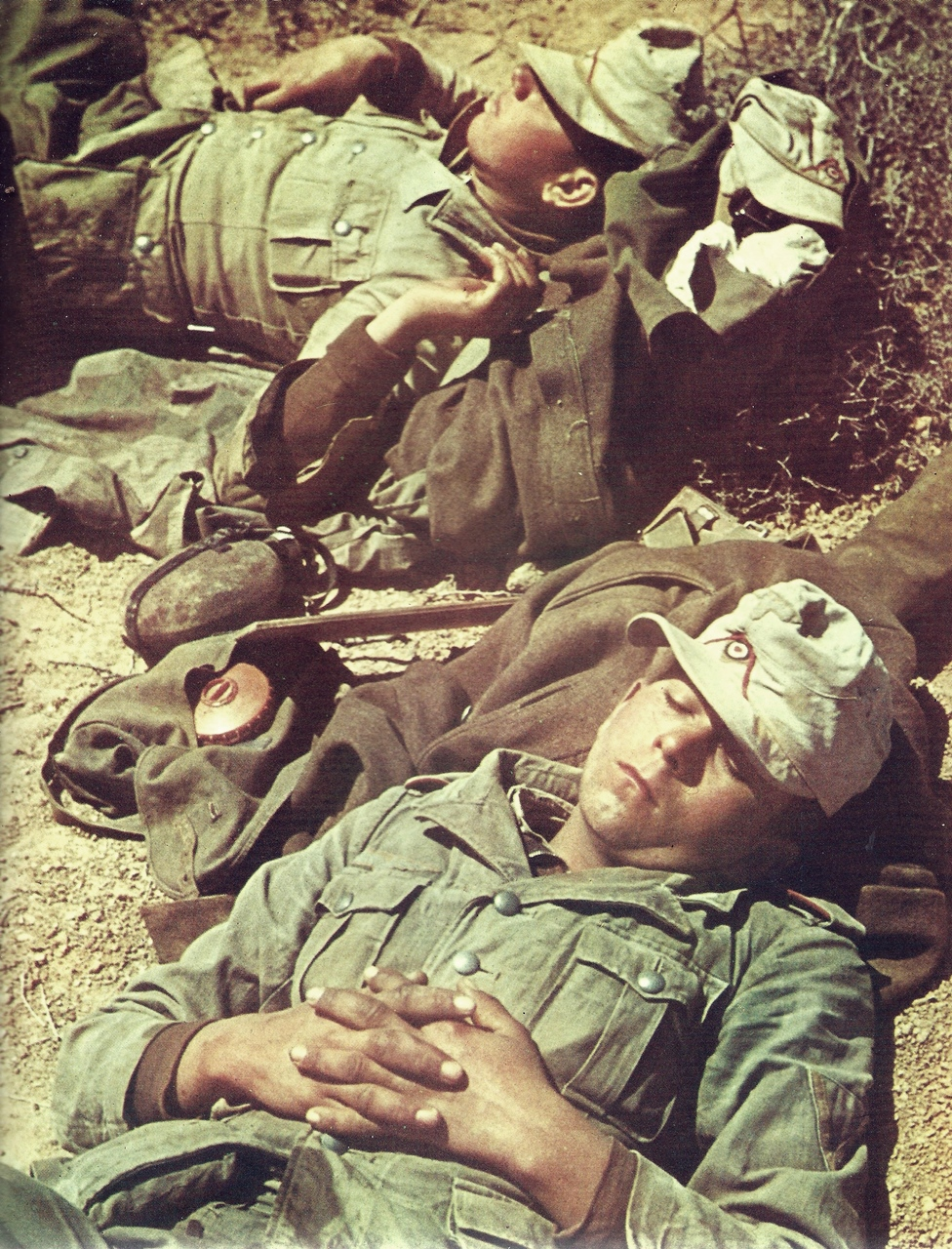
休息するドイツアフリカ軍団の兵士

ロンメルは大事な局面なのにもかかわらず、これまでの過酷な砂漠での生活によって肝臓病と高血圧に悩まされており、主治医からの報告もあって、ヒトラーの配慮でロンメルは一旦帰国して病気療養することとなった。イギリス軍を舐めてかかっていたロンメルも、アラム・ハルファの戦いの敗北で戦いの主導権を失ったことは認識しており、これまでの攻勢から徹底した防御体制への移行を命じていた。まずは歩兵6個師団（ドイツ軍1、イタリア軍5）とラムケ降下猟兵旅団に60kmに渡るエル・アラメイン戦線に渡って塹壕を掘らせ、戦線中央部の歩兵陣地後方に、防衛線を強化するため、ドイツ第15装甲師団の戦車を砂の中に埋めて待機させた。また、一部の戦車は岩地に配置し、周辺に石を積んで隠した。他の機械化部隊は機動的な防御を行うこととし、海岸道路にはドイツ第90軽アフリカ師団が置かれ、ドイツ第21装甲師団は戦線の南翼に配置された。さらに、イタリア軍の戦車師団と機械化師団もそれぞれ、ドイツ軍戦車師団、機械化師団の近くに配置され、北から、ドイツ第90軽アフリカ師団の近くには、第101自動車化師団「トリエステ」、ドイツ第15装甲師団の近くには第133機甲師団「リットリオ」、ドイツ第21装甲師団の近くには第132機甲師団「アリエテ」が配置された。これで、これまでリビアからエジプトまで前進に次ぐ前進を続けてきた、ロンメルはついに陣地での防衛戦を強いられることになった。
ロンメルはさらに陣地を強化するため、自身で考案した「悪魔の庭」の設営を命じた。50万個もの大量の対戦車地雷と対人地雷S-マイン、航空爆弾、鉄条網、鉄製の杭、針金を準備させると、まずは従来の主防衛線を後退させ、旧主防衛線まえに対戦車地雷を2列並べ、旧主防衛線を起点として凹型に鉄条網を設置、その鉄条網の内側10ｍに同じように凹型で対戦車地雷を埋設した。しかし「悪魔の庭」が恐ろしいのは、この対戦車地雷はあくまでも地下に設置した垣根のようなものに過ぎず、対戦車地雷に囲まれた凹の内部部分には、大量の100㎏と500㎏の航空爆弾に対人地雷に手榴弾がチェス盤状に並べて埋設されており、その爆発物はそれぞれ針金で連結していた。従って、イギリス兵がどこかの針金に触れれば、連鎖的な大爆発がおきる仕掛けとなっていた。また、地雷処理対策として、地雷は地下3層に渡って埋設されており、一気に第3層までの地雷を処理しないと爆発する仕組みとなっており、簡単に地雷処理ができなかった。そして「悪魔の庭」の後方には、新防衛線が構築されており、地雷処理で足止めされているイギリス軍を効果的に叩くことができた。
対するモントゴメリーは入念に戦力充実を進めており、いまやイギリス第8軍は可能な限りで強化されていた。中でもこれまで性能差で苦杯を舐めさせられていた戦車は、アメリカからレンドリースされた新鋭M4中戦車とM3中戦車500輌が次々と揚陸され、合計1,000輌に達した。兵員も195,000人、航空機は750機といずれもドイツ、イタリア軍を圧倒していた。圧倒的な戦力を持ったモントゴメリーは、ロンメルに引導を渡すための「ライトフット作戦」を策定した。作戦計画では、まずはイギリス第30軍団が、防衛線北部に2つの突破口を開き、その突破口を、2個機甲師団を擁する主力のイギリス第10軍団が突破して、ドイツ、イタリア装甲軍の背後に回り込んで、補給路を分断する計画であった。ここでドイツ軍の戦車隊が反撃してくる可能性が高いが、イギリス軍戦車部隊は大量のM4中戦車の供与で、性能も数もドイツ軍を圧倒しており、ドイツ軍戦車隊を返り討ちにする計画であった。
モントゴメリーはロンメルに防錆戦南部からイギリス軍が攻撃をしかけると誤認させるため、上述のとおり欺瞞作戦「バートラム作戦」を行った。この欺瞞作戦は極めて巧妙なもので、給水パイプに見せかけたフェイクのパイプをわざわざエル・アラメインの補給基地から戦線南部まで張り巡らしたり、張りぼての戦車や軍用車や火砲などが大量に作られて砂漠に並べられ、あたかも大部隊が南部地区に集結しているようにも見せかけた。さらに、モントゴメリーはロンメルに作戦開始時期を誤認させるような工作も行った。カイロで摘発していたドイツ軍スパイ団の暗号を利用して、ドイツ軍側に「イギリス軍の攻撃開始は11月中旬の予定」という偽情報を流し続けた。そしてこの偽情報をロンメルに信用させるため、南部へのフェイク給水パイプの工事を、ドイツ軍側が11月中旬に完成と思い込ませるような作業速度にわざと遅らせたり、フェイクの部隊行動を防衛線南部で行わせたりした。

#### ドイツに一時帰国

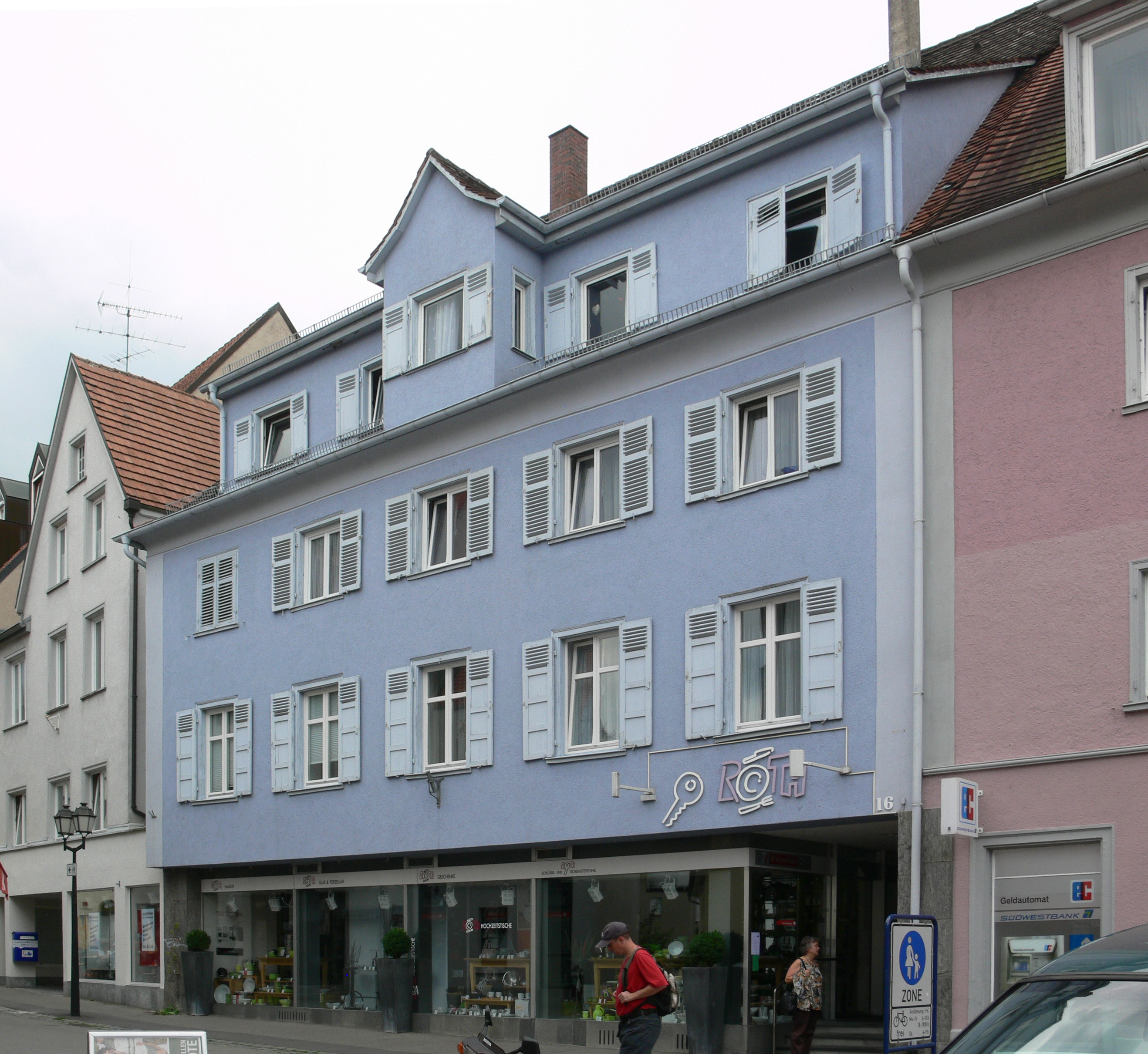
ドイツ、ヴュルテンベルクにあるロンメル私邸

ロンメルは「バートラム作戦」の欺瞞工作に騙され、イギリス軍の攻撃開始時期を11月と見誤っていたことと、モントゴメリーは絶対に悪魔の庭を突破できないとの確信で病気療養を決め、軍の指揮はヒトラーの配慮で東部戦線から転任してきたゲオルク・シュトゥンメ装甲兵大将に一時的に任せることとし、9月22日にエジプトを発ち、ローマでムッソリーニに面会した後、ドイツに向かった。9月25日には総統官邸でヒトラーから元帥杖を下賜され、その後にはヒトラー以下幹部が集まってお祝いのパーティが開催されて、ヒトラーは自らロンメルをもてなした。
しかし、厳しくなる一方の戦況にロンメルは元帥昇格の喜びも既に吹き飛んでしまっており、その後に行われた総統大本営での作戦会議においてロンメルは、第一次エル・アラメイン会戦で撃退された経緯と、そのもっとも大きな要因となったイギリス軍の圧倒的航空優勢について報告した。しかしヒトラーを始め総統大本営の空気は楽観的で、ロンメルがいかに悲観的な話をしても「とっくの昔に、貴官はやってのけたではないか」とあしらわれてしまい、ヒトラーやその重臣からの信頼がかえってロンメルを苦しめることとなってしまった。それでもロンメルは諦めることはなく、戦力増強の必要性を訴えてようやくヒトラーから戦力増強の約束を取り付けた。その約束というのは、500門もの新兵器ネーベルヴェルファーと40輌のティーガーI重戦車と多数の突撃砲を北アフリカに送るというもので、アシカ作戦用に開発したジーベルフェリーを大量に生産のうえで、地中海に集中配備してヨーロッパからピストン輸送するというものであった。ロンメルはようやく引き出した戦力増強の約束に満足し、オーストリアウィーナー・ノイシュタットの私邸で静養に入ったが、ジーベルフェリーの大量生産計画などは存在せず、そもそも小型船に過ぎないジーベルフェリーにティーガーIや突撃砲を大量に長距離を輸送する能力などはなく、この戦力増強は初めからヒトラーの空手形に過ぎなかった。

#### 運命の第二次エル・アラメインの戦い開戦

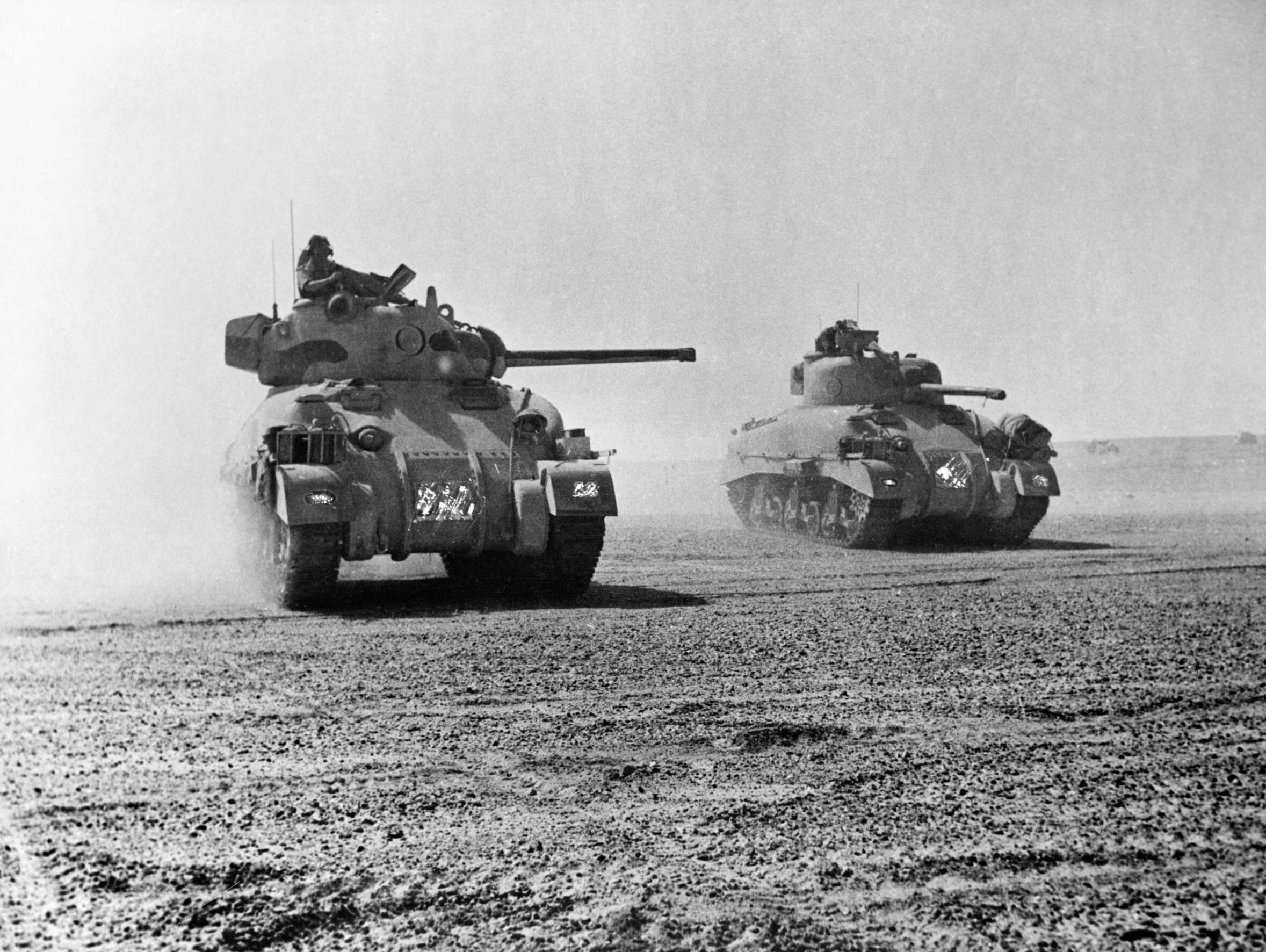
イギリス軍にレンドリースされたM4中戦車、ドイツ軍戦車を凌駕する性能でロンメルを悩ませた。

10月23日午後8時40分、イギリス軍がドイツ第164軽機械化師団とイタリア第102自動車化師団「トレント」が守る防衛線北部戦区約10kmの範囲に約1,000門もの火砲で5時間もの準備砲撃を浴びせた。これは防衛線10ｍごとに1門の火砲が砲撃した計算になり、ロンメルが絶対の自信を持っていた「悪魔の庭」も砲弾によってすっかりと鋤き返された。このような地雷処理はロンメルには想像もできなかったもので、ドイツ兵とイタリア兵はイギリス軍の砲弾に加え、誘爆する地雷や航空爆弾の爆発で、土砂に埋もれてしまった。その激しい砲撃後にイギリス軍歩兵師団が前進を開始し、残った地雷の処理を開始したが、激しい砲撃でも多くのドイツ兵、イタリア兵が生存しており、イギリス軍歩兵と激戦となった。モントゴメリーの作戦計画はまる1日遅れることとなり、苛立ったモントゴメリーはイギリス第10軍団司令官ハーバード・ラムズデン中将に更迭を匂わした督戦を行い、イギリス軍戦車隊は自らで地雷の処理をしながら進撃した。激戦の中で、ロンメルの代理の軍司令官であったシュトゥンメは、自ら戦況を把握するため、軍用車に乗って前線司令部に出かけたが、途中でイギリス軍歩兵の銃撃を浴びて戦死してしまった。
イギリス軍攻勢開始とシュトゥンメの戦死の件は、攻勢開始の翌日の24日午後に国防軍最高司令部（OKW）総長ヴィルヘルム・カイテル元帥から、ウィーンで療養中であったロンメルに報告があり、ロンメルは即アフリカに帰ることを決意した。その夕方にはヒトラーからも電話があり、「ゆっくり静養させてやりたいがすぐにでもアフリカに帰れるか？」との打診があった。ロンメルは25日にイタリアを経由して空路で前線に向かうよう手配したが、不安であったヒトラーは24日真夜中にも電話で「エル・アラメインの情勢は重大ですぐにでもアフリカに帰ってもらわなければならない」とロンメルに前線復帰を促している。ロンメルはローマを経由してクレタ島からDo 217でアフリカまで飛び、さらにFi 156 シュトルヒで25日中には前線司令部にたどり着いた。ロンメルが帰りつくまでは、2度の世界大戦に従軍して20回も負傷し、スペイン内戦でも東部戦線でも常に最前線で戦ってきた勇将ヴィルヘルム・フォン・トーマ装甲兵大将がどうにかモントゴメリーの攻勢を支え、防衛線の完全崩壊を防いでいた。
司令部についたロンメルはトーマから「情勢は我が軍にすごぶる不利に展開しております。敵の圧倒的砲火のためのに悪魔の庭は破壊され、我が軍は敵をくいとめはしたものの撃退はできませんでした」という報告を受けて戦況を把握すると、これまでの勝利体験の通りに、戦車で打って出て、広い砂漠で機動戦を行ってイギリス軍を撃破し、当初の防衛線を回復させようと考えた。しかし、このロンメルの作戦計画は、陣地に籠って激しく抵抗するドイツ軍装甲師団をおびき出して、イギリス軍の堅陣にぶつけて消耗させることを目論んでいたモントゴメリーの思い通りとなる破滅的なものであった。ロンメルがこのような決断に至った大きな理由が、ロンメルに燃料を届けるべくリビアに向かっていたタンカーが撃沈されたという衝撃的な報告を受けており、燃料が枯渇する前に短期決戦を挑む以外の選択肢がなくなっていたこともあった。ロンメルもこの反撃が困難であることを認識しており、愛妻ルーシーに「誰も私の肩の上の重荷を理解することはできない」と弱音を吐露する一方で「私にとって不利な条件がそろっている。それでも、私は何とか切り抜けたいと思っている」と自らを奮い立たせるような手紙を書いている。
そして10月27日、ロンメルはドイツ第21装甲師団を北上させると、どうにかイギリス軍戦車部隊の戦線突破を食い止めていたドイツ第15装甲師団とイタリア第133機甲師団「リットリオ」の両師団の残存兵力と共同で、イギリス軍に奪われていたキドニー高地を攻撃させた。イギリス軍はこの低い高地に砲兵観測所を置き、アフリカ装甲軍に猛砲撃を浴びせており、早急な奪還が必要であった。モントゴメリーはキドニー高地とその周辺を陣地化してロンメルを待ち構えており、ロンメルが言うところの「平時ならば極貧のアラブ人さえ一顧だにしないような、やせた一握りの土地」に過ぎない低い高地を巡って激戦が繰り広げられた。特に激戦となったのが、キドニー高地前面に構築されていたスナイプ前哨陣地であり、アフリカ装甲軍団の戦車は、ビクター・ターナー臨時中佐指揮の元でスナイプ前哨陣地を守るライフル旅団1個大隊と王立対戦車砲隊1個大隊19門に襲いかかった。ターナーはオードナンス QF 6ポンド砲を巧みに駆使して、ドイツ軍、イタリア軍の戦車を次々と撃破、終日続いたこの攻防戦でターナーの対戦車砲大隊は壊滅状態となったが、実に60輌ものドイツ・イタリア軍の戦車と自走砲を撃破してロンメルの反撃を完全に打ち砕き、ターナーはこの活躍でヴィクトリア十字章を受章した。一方ロンメルは、この反撃によって240輌あった戦車のうち160輌を失ない、このあと反撃に出ることが不可能となってしまった。

#### スーパーチャージ作戦に惨敗し敗走

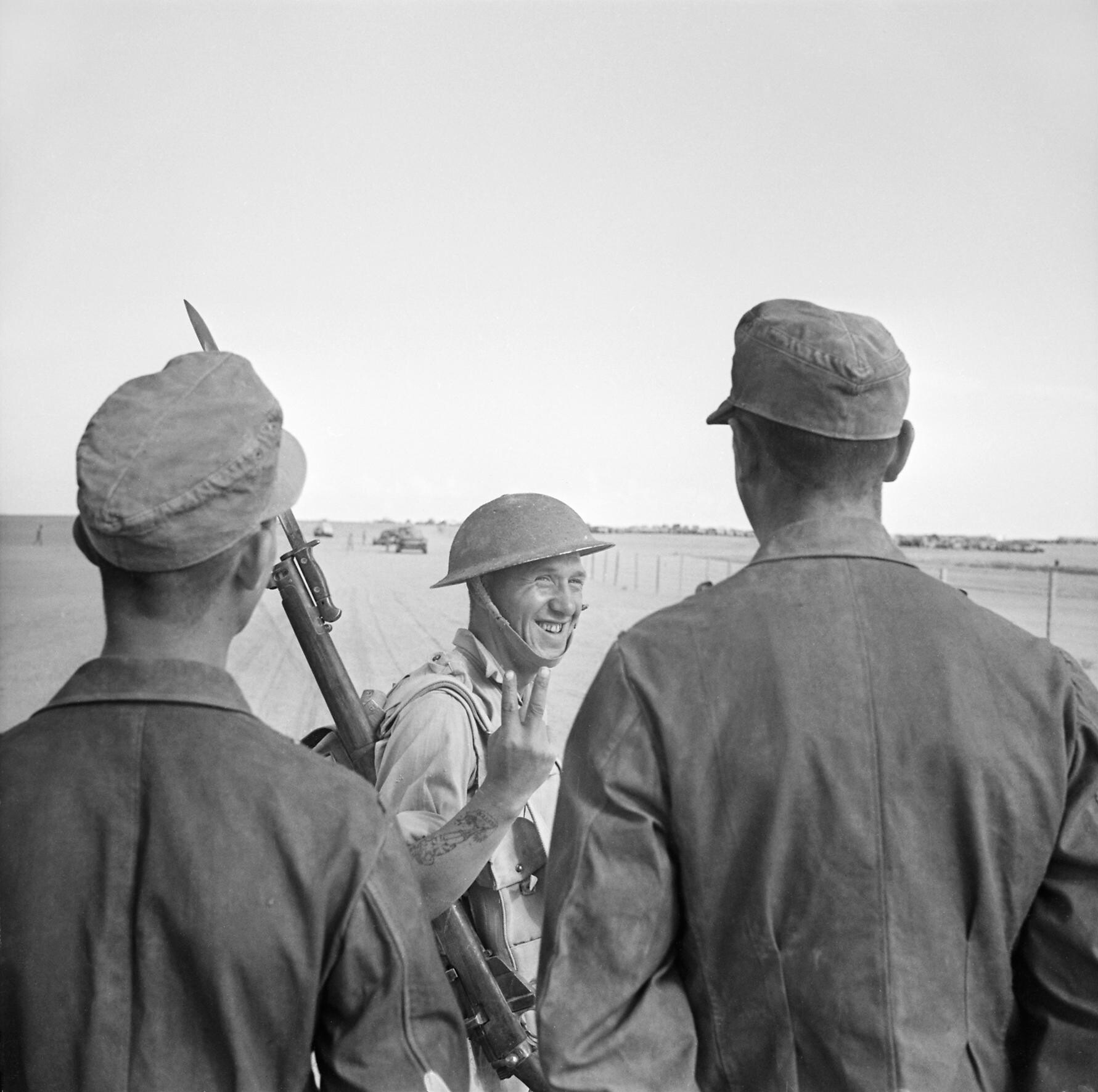
ドイツ兵捕虜に笑顔でVサインを見せつけるイギリス兵

ロンメルの反撃が失敗した後、北部の海岸道路沿いではオーストラリア第9師団が、歴戦の第2ニュージーランド師団と連携し、大損害を被っていたドイツ第164軽機械化師団とイタリア第102自動車化師団「トレント」を西方に押しやりながら、前進を続けていた。ロンメルはこれらの動きから、イギリス軍は海岸道路沿いに戦線突破を図っていると考えて、ドイツ軍師団を北方に集中させつつあった。しかし、これもモントゴメリーの巧妙な罠で、ドイツ軍が戦線北部、イタリア軍が戦線南部に集まっていることを確認すると、ドイツ軍とイタリア軍の間隙部から防衛線を突破する「スーパーチャージ作戦」を決定した。11月2日の午前1時、300門のイギリス軍火砲の支援のもと、イギリス軍2個旅団の増援と第9機甲旅団の支援を受けた第2ニュージーランド師団が進撃を開始した。ロンメルは強固なパックフロントを構築させており、モントゴメリーに防衛線の強行突破を命じられていた第9機甲旅団は翌3日までに94輌の戦車のうち70輌を撃破されるという大損害を被った。またこれまで痛い目にあわされ続けたニュージーランド軍に対しても、第21装甲師団と第15装甲師団の残存戦車隊を向かわせて必死の防衛を行って、その突貫をどうにか防いで、突破口の構築を遅らせることに成功した。これらささやかな勝利は、これまでロンメルの下で栄光を重ねてきたドイツアフリカ軍団の最期の栄光となった。
多少の足止めをしたところで、もはや防衛線の崩壊は時間の問題となっており、ロンメルは「スーパーチャージ作戦」が開始された11月2日には敗北を悟って総統大本営向けに撤退の許可を求める戦況報告の電報を打ち、翌3日にヒトラーから返信があったが、送られてきた命令にロンメル以下軍参謀らは目を疑った
ロンメル元帥宛
ドイツ国民は、私と共に、貴官の指揮官としての能力ならびに貴官の指揮下にあるドイツ・イタリア軍部隊の勇気に全幅の信頼を捧げ、エジプトにおける英雄的防衛戦を遂行せんとしている。
貴官の置かれた状況からすれば、固守以外のことは考えられない。一歩たりとも退却せず、使用できるすべての兵器と兵員を戦いに投入するのだ。
《中略》
いかに敵が優勢であろうと、いずれは戦力の限界が来る。強大な意志の力が、より優勢な敵の部隊に勝った例は、史上幾度となく存在した。貴官は、麾下部隊に対し、勝利か死か以外の選択肢はないと示すことができよう—アドルフ・ヒトラー
電文を読むロンメルの顔の筋肉は痙攣し「この命令は不可能事を要求している」「強い信念を持つ兵士であろうと、航空爆弾を受ければ、死んでしまう」と怒りを覚え、参謀らも「死刑の宣告」などと口々に不満をもらしたが、軍命令は絶対であり、特に厳格な軍人であったロンメルは「私は部下に絶対服従を求めてきた。部下がその命令に不満や疑問を持った場合でもだ。私がその原則を捨てるわけにはいかない」として、ヒトラーの死守命令を厳守する覚悟を決めた。
戦線北方でドイツ2個装甲師団、イタリア3個機甲師団の残存部隊を巧妙に再配置し、ラムズデンの第10軍団の200輌の戦車の進撃をどうにか防いでいたトーマは、軍参謀長のフリッツ・バイエルライン大佐からヒトラーの死守命令を聞くと「総統命令は狂気の沙汰だ。死刑執行命令だ。」と吐き捨てたが、覚悟を決めると、バイエルラインに後退を命じ、自分は前線に留まることを決意して、今まで受章した多くの勲章を軍服に着け最前線に飛び出して行った。トーマは野戦司令部にイギリス軍が到達するまで戦い続け、前進してきたM4中戦車に追い詰められると、最後まで死守命令を守りぬいたうえでようやく投降した。トーマが投降する頃には支えてきた防衛線も突破されかかっており、ロンメルはヒトラーに死守命令撤回を上申する覚悟を決めて、まずは全軍に「わが軍の前線は突破された。敵は背後に侵入してくる。総統命令は意味を失った。我々はフカ＝ラインに撤退して救えるものは救う」とヒトラーの死守命令に背く撤退命令を出した。このロンメルの決断には、ヒトラーの命令で督戦に来ていたケッセルリンクも同意し、連名で総統大本営に死守命令の撤回と撤退を上申した。ロンメルは命令違反による軍法会議も覚悟していたが、11月4日の夕刻になって、ヒトラーはようやく死守命令を撤回しロンメルに撤退を許可した。
撤退の許可は出たが、前線から逃走するにもトラックやその燃料はわずかしかなく、ドイツ兵やイタリア兵は我先にとトラックに群がったが、そのほとんどが砂漠に置き去りにされて、飢えと渇きで野垂れ死ぬか追撃してきたイギリス軍の捕虜となった。戦車も撃破を免れ敗退できたのはたった38輌であり、8.8 cm FlaK 18/36/37砲も、M4中戦車の榴弾で根こそぎ撃破されて、1門も残っていなかった。逃げるロンメルの方針は、救えるものだけを救うというものであり、車両がない部隊は容赦なく戦場に取り残し、途中で遭遇しても見捨てて先を急いだ。ロンメルに見捨てられた精鋭部隊ラムケ降下猟兵旅団が自らイギリス軍のトラックを奪取して、生き残っていた600人の降下猟兵がロンメルに合流できたという武勇伝もわずかにはあったが、この後もロンメルは惨めな敗走を続けた。ロンメルを破滅から救ったのは、皮肉にもあまりに急激な追撃でイギリス軍が燃料不足に陥ったからであり、11月7日にはモントゴメリーはやむなく追撃停止を命令し、ロンメルは辛くも包囲されることだけは避けたが、その隷下のドイツ軍4個師団、イタリア軍8個師団はすでに戦闘部隊として存在していなかった。
ロンメルはこの戦いで、兵士75,000人と、戦車のほぼ全てを失うという惨敗を喫した。終始ロンメルの戦術を読み切って圧勝したモントゴメリーは、撃ち破った好敵手ロンメルと枢軸国軍の運命を「これまで彼（ロンメル）は「燃料補給」と称して、しばしば後退行動をとることはあったが、その作戦は互角の勝負をしながらの退却で、敗北してはいなかった。だが、今や、彼は決定的に撃ち破られたのであった。枢軸国軍のアフリカにおける運命はもう決まってしまった。われわれが、大きな誤りをしない限り、もはやわが方の勝利である。」と断じた。

#### 米英軍西海岸上陸/ヒトラーからの叱責

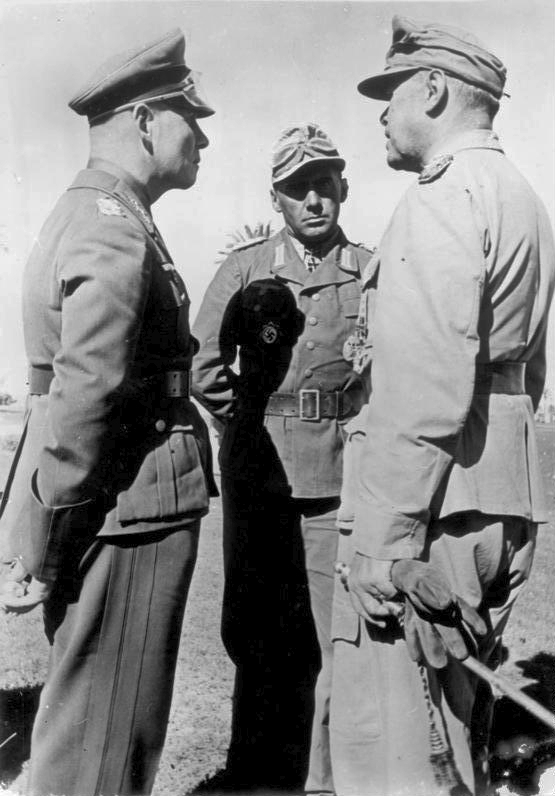
1943年1月、ロンメル元帥（左）、バイエルライン大佐（中央）、ケッセルリンク元帥（右）

11月8日には「トーチ作戦」によりドワイト・D・アイゼンハワー米中将が指揮する米英軍がモロッコ、アルジェリアなどの北アフリカの西海岸に上陸した。
モロッコやアルジェリアはドイツ衛星国ヴィシー・フランスの植民地であり、はじめ同地に駐留するフランス軍守備隊が上陸してきたアメリカ・イギリス軍と交戦していたが、ヒトラーが独仏休戦協定に違反してヴィシー・フランス政府領を占領したことで現地のフランス軍は反独姿勢を強め、米英側に寝返った。
北アフリカ戦線はドイツ軍にとって二正面作戦になってしまった。これに対処するためヒトラーは急遽ヨーロッパ本土から独伊軍1万5000人をチュニジア（ヴィシー・フランス植民地）に送りこみ、第5装甲軍司令部（司令官ハンス＝ユルゲン・フォン・アルニム上級大将）を創設させた。はじめはエジプト国境付近で防衛線を作ろうと考えていたロンメルだったが、アメリカ・イギリス軍の西海岸上陸によりもはやエジプト攻略どころではなくなった。ロンメルはこの時の状況を日記に「これはアフリカのドイツ軍の終末を示すものである」と書いている。ロンメルはエジプト、キレナイカ地方を放棄する大撤退を行い、11月23日には最初の攻撃地であったエル・アゲイラまで軍を後退させた。さらに、ロンメルはリビア西部トリポリタニア地方も放棄してチュニジア南部の要塞マレスラインまで後退することを決意していた。これに対してヒトラーはロンメルにエル・アゲイラを死守することを命じたが、アフリカ北岸は平坦地であり、撤退作戦で後退部隊を収容するには全く向かない地形であった。
ロンメルは既に北アフリカ戦線に見切りをつけており、軍をヨーロッパまで撤退させることをヒトラーに直談判しようと心に決めていた。11月27日に前線を離れて機上の人となると、翌11月28日朝にはウィーナー・ノイシュタットの空港に一旦着陸し、私邸に立ち寄って妻女と会い、再び機上の人となると、乗機は15時15分に東プロイセンの総統大本営「ヴォルフスシャンツェ」の専用飛行場に着陸した。まずは、国防軍最高司令部（OKW）総長ヴィルヘルム・カイテル元帥、国防軍最高司令部作戦部長アルフレート・ヨードル陸軍上級大将、ヒトラーの側近ルドルフ・シュムント少将に、北アフリカの戦況の報告と撤退の提案を行ったが、誰も反対はしなかったので、ロンメルはヒトラーも認めてくれるのではとの淡い期待を抱いて18時にその3人と一緒にヒトラーとの会見に臨んだ。
ヒトラーとの会見にはヘルマン・ゲーリングも同席していた。まずはロンメルからエル・アラメインでの敗北を報告、敗因のひとつとして、ロンメルがこれまで得意としていた軍の機動的運用が燃料不足によってできなかったとの弁明を行うと、ゲーリングが大声で「しかし貴官の車両は何百台も慌てふためいて海岸通りを逃走中だ。そのための燃料はあったのですな」と嘲ってきた。ロンメルはそれでもめげずに「弾薬もなかった」と続けると、ゲーリングはさらに「トブルクとベンガジに数十万発の砲弾を置き去りにしましたな」と嘲った。ヒトラーはゲーリングと示し合わせていたのか、ずっと無言でロンメルを見つめていた。その後にロンメルが「火器も十分ではなかった」と言い、ゲーリングが「退却の途中で捨てたのだ」と嘲ったところでようやくヒトラーが「武器を持たん者は死ぬがよい」と初めて口をはさんだ。ヒトラーとゲーリングから嘲り続けられたロンメルは顔を真っ赤にして足元の椅子を蹴飛ばしたが、ヒトラーはテーブルを強く叩き「武器を捨て、防ぐべき砲を持た者は死ぬがよい」とロンメルを罵倒した。
ヒトラーがロンメルにここまで感情的になったのは、スターリングラードの戦いで包囲されたフリードリヒ・パウルス大将率いる第6軍に死守を命じたばかりであったことが大きかった。パウルスには死ぬまで戦えと命令したのにロンメルの撤退を認めるわけにはいかなかったからである。ヒトラーは同席していたカイテルにナポリにある6,000門もの火砲をロンメルに送り出すように命令した。しかし、ロンメルはそれでも納得せず「来るべきアイゼンハワーの侵攻からヨーロッパ大陸を守るため、兵士だけでも戻してください」と激高しているヒトラーに臆さず意見したが、ヒトラーは「ロンメル、貴官の口からこうしたことを聞こうとは思わなかった」と失望しながらも「北アフリカはスターリングラードのように死守するのだ」「アイゼンハワーの侵攻軍はイタリアの玄関の前で撃破するのだ、シチリアに入ってからではもう遅い」とまくし立て、最後には「北アフリカは死守する、撤退はいかん。これは命令だ元帥」で締めた。厳格な軍人であったロンメルはいくら納得できなくてもこれに従うほかなかった。この後、実際にシチリアを奪われたことが、ムッソリーニの命取りになっており、ヒトラーの言っていることが正しいとロンメルも十分に認識していたが、いくら今後は増援を惜しまないとヒトラーが約束したところで、これまで20か月も戦ってイギリス1国にすら勝てなかったのに、今後アメリカも加わって勝てる見込みなど全くなく、ロンメルは暗澹とした気持ちでアフリカに戻っていった。そしてこの体験がこれまでヒトラーを高く評価し続けてきたロンメルのヒトラーへの評価を大きく変えたといわれる。

#### チュニジアまで大撤退
リビアに戻ったロンメルは総統命令を無視して部隊の撤退を続けさせた。それによる処分は特になかった。結局のちになって独伊上層部もトリポリタニア防衛は難しいとの結論に達したのであった。だがムッソリーニやイタリア軍部からは「ロンメルはろくに戦いもしないで独断でイタリア植民地を放棄した」と非難されていた。しかし、イタリア本国の意向がどうであっても前線のイタリア軍歩兵師団は、エル・アラメインでロンメルから見捨てられた苦い経験から、死守命令が出たところでそれを守る気は一切なく、ロンメルがドイツ軍機械化部隊だけを手元に置き、イタリア軍歩兵師団を先に撤退させる作戦には率先して協力していた。しかし追うモントゴメリーの速度も速く、しばしば防衛戦を強いられた。12月16日にはエル・アゲイラでロンメルはモントゴメリーを迎え撃った。このエル・アゲイラでロンメルは2度もイギリス軍を撃退しており、その後の反撃に繋げていた。
ロンメルはここでモントゴメリーを食い止め軍の士気を上げようと考えたが、モントゴメリーは逆に決定的な勝利でロンメルの軍を崩壊させようと考え、これまでのロンメルのお株を奪うような機動的な攻撃をしかけることとした。先頭でロンメルを追っていた第10軍団のうち、イギリス第7機甲師団と第51ハイランド師団が陣地正面から攻撃してロンメルの注意を引き付けておく間に、これまで散々ロンメルを悩ませてきた第2ニュージーランド師団が背後に回って攻撃を仕掛け一気に殲滅する作戦計画であったが、これは、エル・アラメインで惨敗する前はロンメルが得意とし幾度となくイギリス軍を破ってきた戦術であった。12月15日にイギリス軍は攻撃を開始したが、ドイツ軍は早くも潰走状態となり、背後に回り込んできた第2ニュージーランド師団から攻撃されると、大損害を被りながら小部隊となって一目散に撤退していった。モントゴメリーはロンメルを取り逃がしたが、これまで難攻不落を誇っていたエル・アゲイラをわずか1日で奪取し、敗走するロンメルの追撃戦に移った。
ロンメルの撤退は加速しており、イタリアの海外最後の拠点トリポリすら素通りして行った。モントゴメリーも急激な追撃を行っており、エル・アラメインの勝利から2か月も経たない間に1,200マイルも前進していたが、大軍によるあまりの急激な追撃で輸送と補給問題に悩まされており、ロンメルに追いつくことはできなかった。年が明けて1943年1月26日にトリポリを無血占領した。さすがに戦わず撤退を続けるロンメルをドイツ本国もかばいきれなくなり、モントゴメリーがトリポリを占領した同日に、「ドイツ＝アフリカ装甲軍はやがてイタリア第1軍に改組され、イタリア軍のジョヴァンニ・メッセ大将が司令官に就任する」旨が内定したが、任命は名ばかりで引き続き実権はロンメルが掌握していた。

#### 上陸してきたアメリカ軍に敗北

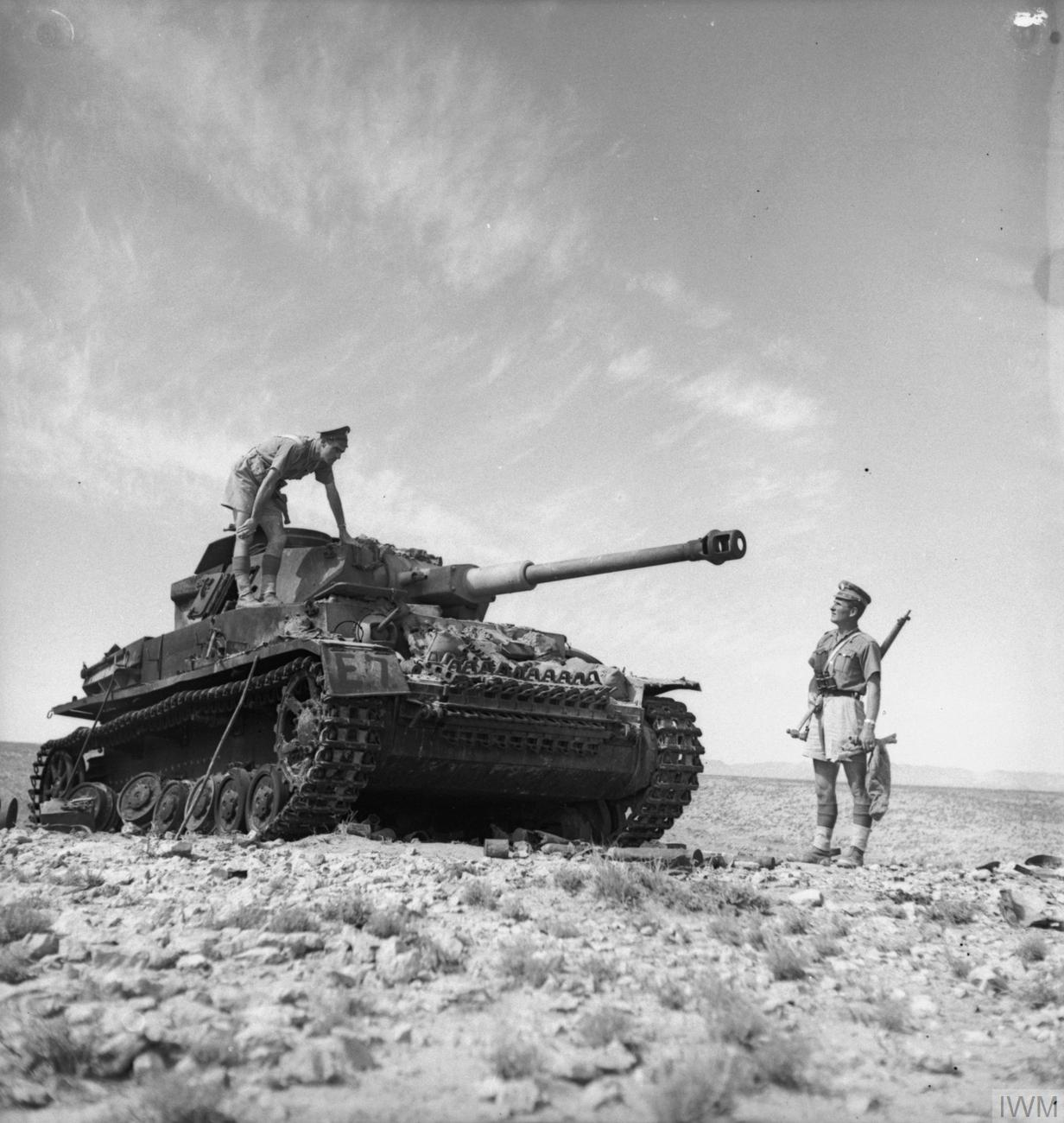
メデニンの戦いで撃破されたドイツ軍4号戦車

チュニジア北西部を陣取る米英軍への反攻作戦にあたってロンメルは米英軍の補給拠点であるアルジェリアの要衝テベサ(fr)を陥落させてそこから地中海へ北上し、米英軍と後方のアルジェリア諸港を遮断して壊滅させることを提案した。一方アルニムはそのような野心的な作戦を実行できる戦力は無いとして反対し、チュニジア・ファイド峠西方の米軍を強襲して北進しチュニス前方まで進出することを提案した。両者の上官である南方総軍司令官ケッセルリンクは作戦を統一しようとせず、両者にそれぞれの作戦を実行させることとした。
1943年2月14日から第5装甲軍が「フリューリングスヴィント作戦（春風作戦）」、ついで2月17日からロンメルのドイツ＝イタリア装甲軍が「モルゲンルフト作戦（朝風作戦）」をそれぞれ発動した。ロンメルの作戦は初戦はうまく運んだ。まずスベイトラを占領し、ついでテベサへの入り口であるカセリーヌ峠に進軍し、同地の米軍を潰走させた（カセリーヌ峠の戦い）。そこからドイツアフリカ軍団をテベサへ、第10装甲師団をターラへ北進させたが、テベサへ向かった部隊は航空支援を受けた米軍B戦闘団によって進撃を阻止され、ターラへ向かった第10装甲師団は一時的にターラを占領したものの英第6機甲師団と近衛旅団によってターラを追われてしまった。ロンメルは2月22日にはテベサ占領が不可能であることを悟らされた。
この頃のロンメルは明らかに病状が悪化していた。カセリーヌでロンメルを見たケッセルリンクは体力的にも精神的にも疲労困憊していることに驚かされた。ロンメルの変化を感じていたのは部下の前線指揮官も同様で、かつては最前線で部下の尻を叩いていたロンメルが前線に出てくることは殆ど無くなり、かつては鋭かった眼光も重度の黄疸で曇っているように見えた。しかし、ロンメルは気力を振り絞って仇敵モントゴメリーに一撃を加えることを計画していた。ロンメルはかつてフランス軍がチュニジア南部に構築した要塞マレスラインまで撤退していたが、この時代遅れの要塞ではモントゴメリーには対抗できないと考えて、かつてロンメルがそうであったように勝利に驕っているはずのモントゴメリーに対して、手持ちの装甲師団の全力で打って出て、勝利に慣れた第8軍に奇襲攻撃を加えて大損害を与え、その進撃を長期にわたって足止めし、できればその大半を撃滅しようと構想した。
しかし、エル・アラメインのときと同様に、モントゴメリーはロンメルの計画を完全に看破していた。これまで散々ロンメルを苦しめてきた第2ニュージーランド師団を休暇中のトリポリから、ロンメルが必ず進撃してくると予想したメデニンに移動させて陣地を構築させた。第2ニュージーランド師団の配下にはイギリス第8機甲旅団と多数の対戦車砲も置かれたが、ロンメルの進撃路を予想して堅牢な陣地を構築して迎え撃つという作戦は、アラム・ハルファの戦いを再現するようなものであった。しかし、ロンメルの作戦指揮はアラム・ハルファの戦いより酷いものとなり、3月6日にドイツ軍装甲3師団が進撃を開始したが、他の戦闘に一部の戦力を転用していたので、戦力は戦車160輌、火砲200門、兵員10,000人と1個師団にも満たず、また作戦開始が遅延したため、得意の迂回戦術ができずイギリス軍陣地への正面攻撃となり、また偵察も杜撰であったので地雷原や対戦車砲陣地の位置の情報すらなかった。
一方でイギリス軍は歴戦の第2ニュージーランド師団を主力に、400輌の戦車、火砲350門、対戦車砲470門が待ち構えていた。ロンメルの進撃方向も全くモントゴメリーの予想通りであり、その予想に基づいて効果的に陣地を構築していた。やがてドイツ軍装甲師団が接近すると、対戦車砲、戦車砲などがドイツ軍戦車隊に向けてつるべ撃ちされた。モントゴメリーからはまったくのアラム・ハルファの戦いの再現となり、部隊に無用な移動はさせず防御に徹させて、前進してくるドイツ軍に猛射を浴びせた。ドイツ軍戦車はイギリス軍の猛射に殆ど前進することができず撃たれるがままとなり、一方的に55輌が撃破されたが、イギリス軍の戦車の損害は皆無であった。また兵士の死傷も130人に過ぎず、モントゴメリーの完勝となった。戦闘の間、ロンメルは要塞内から一歩も外に出ることはなく、3月6日16時にドイツアフリカ軍団指揮官ハンス・クラーマー中将からの戦闘打ち切りの提案を了承して、軍に撤退を命じた。このメデニンの戦いでの惨敗がロンメルの北アフリカでの最後の作戦となった。

#### 北アフリカから撤退

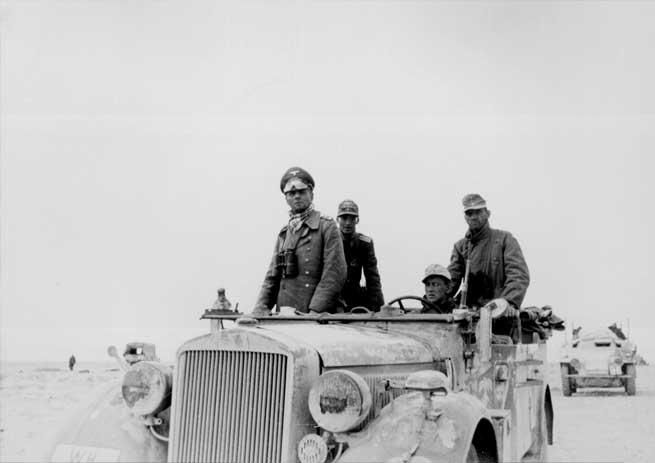
敗色濃厚の北アフリカ戦線 (1943年 中央がロンメル)

1943年3月9日にヒトラーはロンメルをアフリカ軍集団司令官から解任してベルリンに呼び戻した。ヒトラーがロンメルを解任した理由についてはよく分かっていない。ロンメルが病気で衰弱していたという説、敗北に対する処分だったという説、どう考えても北アフリカの戦況は好転しないのでロンメルの名声を守るために彼をこの戦域から外したという説、この数週間前にソ連軍の捕虜となったパウルス元帥に続いてまた一人ドイツ軍元帥が捕虜になるのを恐れたという説などがある。ただしロンメルの遺族は遺された資料等を参照にして「ロンメルはヒトラーにドイツ軍を救い出すことを懇願するためにドイツに戻ったが、この願いは拒絶されたうえ敗北主義者、卑怯者と罵られた。やむなくロンメルは前線復帰を申し出たがヒトラーはそれも許さなかった」と述べている。ロンメルに関する著書もあるイギリスを代表する軍事評論家、軍事史研究者ベイジル・リデル＝ハートも、この遺族の説と同じ見解であり「ロンメルはメデニンの戦い後、これ以上ドイツ軍をアフリカに置いておくのは自殺行為に等しいと考え、病気療養を理由に休暇をとってヒトラーに直談判しその状況を知らしめようと考えた」「しかしロンメルの努力は功を奏さず、ヒトラーから病気を治してから反撃作戦の指揮を執れと命じられそのまま解任された」としている。一方で連合国側では、連合国遠征軍最高司令官ドワイト・アイゼンハワー元帥が「命が惜しくて逃げたのだ」とこき下ろしている。
ロンメルが解任されたあとは、ハンス＝ユルゲン・フォン・アルニム上級大将が引継ぎ、隷下のドイツアフリカ軍団指揮官ハンス・クラーマー中将の巧みな指揮もあって連合軍をどうにか足止めしていたが、ドイツ・イタリア両軍はチュニジアのボン岬方向に追い込まれていた。ロンメルはベルリンへ戻ると、ヒトラーからこれまでのアフリカでの戦いの労を労われて、1943年3月11日付けで騎士鉄十字章のダイヤモンド章を授与された。
その後、ロンメルは療養生活を送っていたが、北アフリカ戦線はいよいよ末期的になっており、アルニムによる最後の反撃を撃破した連合軍は、5月6日にはドイツアフリカ軍集団が籠るチュニスへの総攻撃を開始、ドイツアフリカ軍集団は脆くも24時間で街からたたき出された。その夜にロンメルの元に、最後を悟ったクラーマーから「サヨナラ」の電報が届いている。既に戦局は悪化して、ドイツ本土の運命もわからないなか、ロンメルは、せめて愛するドイツアフリカ軍集団の指揮官や将兵が、これから始まるであろうヨーロッパの大殺戮に巻き込まれなかったのは幸いであったと自分自身を慰めていた。クラーマーはドイツ陸軍統帥部にも「弾丸はすべて撃ち尽くし、武器、資材は破壊せり。命令に従いアフリカ軍団は、全力をふるい可能な限りの戦闘をなせり。ドイツ・アフリカ軍団は、再起せざるべからず」という最終電文を打電し、5月13日に連合軍に降伏した。ここで捕虜となったのはドイツ軍約10万、イタリア軍約15万人という莫大な人数であったが、ドイツ軍とイタリア軍が北アフリカ戦線で失った戦力は兵員約57万人、戦車2,550輌、車輛70,000台、航空機8,000機、艦船240万トンと甚大なものとなり、後の戦局に大きな影響を及ぼした。結局、ロンメルは嫌がるヒトラーをアフリカ大陸に引きずり込み、戦争を政治的目的化したに過ぎなかった。
ドイツ本国に送還されてからしばらくロンメルは療養生活を送っていたが健康が回復したせいもあり、6月にはギリシャの防衛を担当していたE軍集団の指揮官に任命された。これは連合軍によるギリシャ上陸を警戒しての人事であったが結局ギリシャに連合軍が上陸を仕掛けることは無かった。

### 西部戦線

#### イタリアへの転属

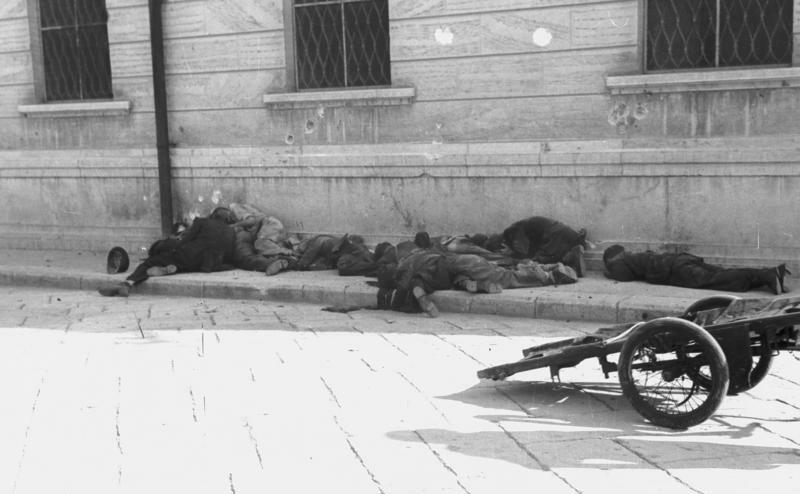
1943年9月12日、アクセ作戦中にドイツ軍に殺害されたイタリア人パルチザン

次にロンメルは、シチリア島上陸作戦（ハスキー作戦）によって、ベニート・ムッソリーニが失脚し、その後のピエトロ・バドリオ政権によって戦争からの脱落が懸念されていたイタリアの抑えのため、新設されたB軍集団の司令官に転属した。ヒトラーの懸念通り、バドリオは水面下で連合軍との交渉を行っており、1943年9月8日にイタリアは連合国に無条件降伏した。ヒトラーは8日の午後8時に、イタリア軍を武装解除しイタリアを制圧するアクセ作戦を命じ、ロンメルが北イタリア、アルベルト・ケッセルリンク元帥が南イタリアの制圧を担当した。ロンメルは迅速に行動開始し、速やかにイタリア兵の武装解除を行っていたが、作戦途中の9月14日に盲腸炎となって入院を余儀なくされた。ロンメルが入院したあともB軍集団は迅速に行動し、10日間で北イタリアの制圧を完了、ヒトラーからはイタリア軍が抵抗した場合射殺しても構わないと命じられていたが、ロンメルがイタリア兵を処刑することはなかった。
やがて、一部のイタリア兵や住民が地下に潜ってパルチザンとしてドイツ軍に抵抗を開始した。そこで、今まで住民虐殺などの戦争犯罪に全く無縁であったロンメルも、パルチザン討伐のため苛烈な命令を発することとなった。
ドイツ軍人が、かつての戦友の軍服を着たバドリオ一派のパルチザンに対し、いかなるものであれ、情緒的なためらいを示すことは、全く適当ではない。そうしてドイツ軍人に敵対する者は、容赦を乞う権利を失ったものであり、突如として友人に武器を向けた無類の徒にふさわしい苛酷な取り扱いを受ける。—エルヴィン・ロンメル
その間、シチリア島に上陸していた連合軍は1943年8月17日にはシチリア全島を解放、続く9月3日にイタリア半島の先端部に上陸（ベイタウン作戦）し、9月9日にサレルノ（アヴァランチ作戦）、ターラント（スラップスティック作戦）へ上陸を行ない、イタリア半島を北上していた。9月27日に退院したロンメルはケッセルリンクと総統大本営に呼び出されて、ヒトラーからローマの南で連合軍を押しとどめよと命じられたが、ロンメルはローマの北方のアペニン山脈に防衛線を構築すべきと主張して譲らなかった。ヒトラーはロンメルをイタリア方面の総司令官にしたいと考えており、10月17日に再度ロンメルを呼び出すとその旨を伝え、イタリア南部で連合軍を押しとどめるよう命じたが、ロンメルはヒトラーに「イタリアですと、（ドイツの）崩壊は目の前に迫っているのです」と言い放ち、自分が南イタリアを防衛できるという確信を持てない限りは、司令官を引き受けることはできないと答えた。ロンメルの答えに失望したヒトラーは、ケッセルリンクにイタリアを任せることとした。その決定を聞いたロンメルは落胆し「仕事は決まらなかった。誰に聞いても、総統は心変わりしたということだ。」という手紙を妻に送っている。

#### 大西洋の壁

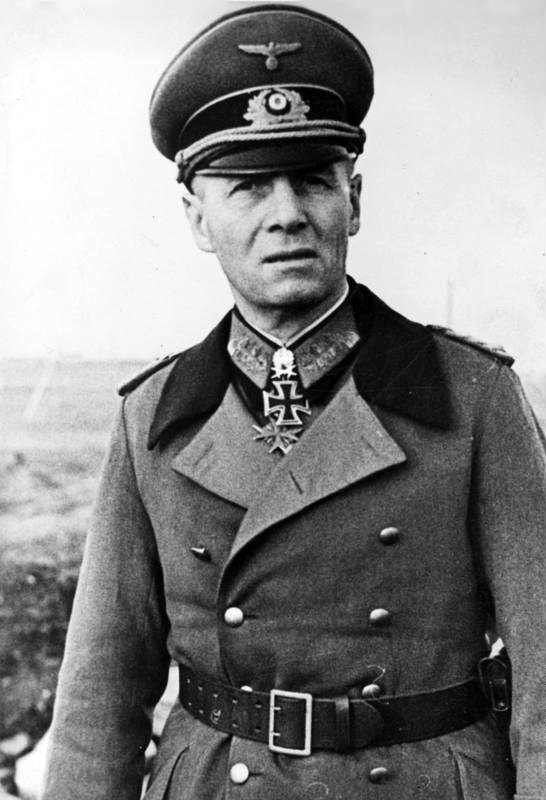
1943年12月当時のロンメル

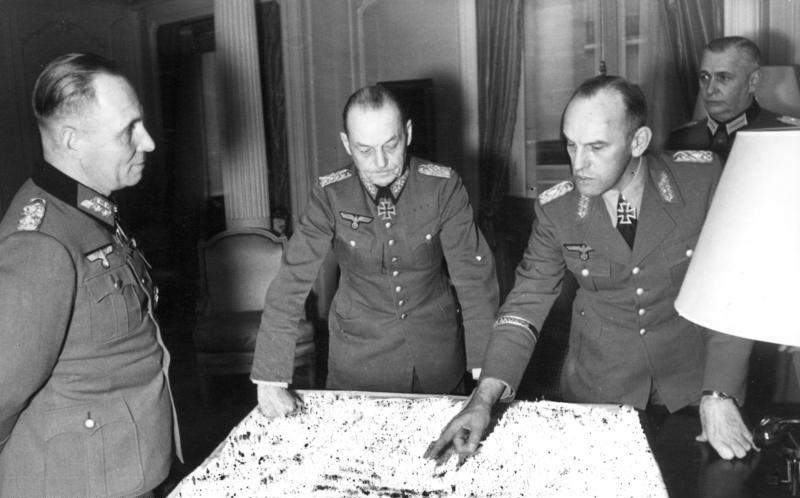
ルントシュテット元帥（中）、ガウス大将（右）との作戦会議（1943年12月19日、パリ）

ヒトラーはロンメルを見限ってはおらず、B軍集団の担当地区を北イタリアから北フランスに変更し、1943年11月にロンメルはB軍集団とともに北フランスに移動を命じられ、ゲルト・フォン・ルントシュテット元帥率いるドイツ西方総軍の指揮下に入った。ドイツ軍は連合軍の次の侵攻地を突き止めるのに躍起となっていたが、ヒトラーは北フランスへの連合軍の上陸を恐れており、信頼していたロンメルをかの地に置いたのであった。さらにヒトラーは「要塞をつくることにかけては、古今を通じ、私ほど偉大なものはない」と自信満々であった「大西洋の壁」の整備を監督させるため、「進攻正面防備特務査察監」という新たな役職まで作ってロンメルをその役職に任じた。イタリアで落胆したロンメルであったが、任務の重要性とヒトラーからの信頼を痛感して、着任するなりデンマークからフランスまで精力的に視察して回った。
1944年の1月になって、ドイツ軍は連合軍が西ヨーロッパで「第2戦線」を構築するため大規模な上陸作戦を展開するという情報を掴んでおり、2月にはその場所がヒトラーの懸念通り、北フランスになるという情報を掴んでいた。連合軍の上陸地点としては、ドイツ軍はイギリスからもっとも至近距離となるパ・ド・カレーと予想していた。ロンメルはドイツ軍の殆どの予想とは異なって、上陸地点はノルマンディになると唯一正しい予想をしていたという意見もあるが、ロンメルは1943年12月23日付の報告書において「敵はまず第一にパ・ド・カレーを目指す」と書いていたり、連合軍上陸直前の1944年5月半ばには、指揮下の機甲師団の2個師団をパ・ド・カレーにより近いセーヌ川の北部に配置するなど、他のドイツ軍司令官らと同様に、連合軍の上陸地点をパ・ド・カレーと予想して作戦準備を進めていた。
一方で、連合軍の上陸に対抗する「大西洋の壁」の整備状況としては、上陸が予想されていたカレー方面ですら工事の進捗具合は80％、ノルマンディー地方に至っては20％と言う悲惨な状況でありとても難攻不落とは言い難かった。ロンメルは準備の遅れに危機感を抱きつつも、精力的に活動し、未完成の「大西洋の壁」を少しでも完成に近づけるために全力を傾注した。ロンメルは「大西洋の壁」の整備と並行して、防衛計画の策定も進めていた。ロンメルは連合軍の侵攻を防ぐ方法はただ一つ「敵がまだ海の中にいて、泥の中でもがきながら、陸に達しようとしているとき」「上陸作戦の最初の24時間は決定的なものになるだろう、この日のいかんによってドイツの運命は決する。この日こそは、連合軍にとっても、我々にとっても最も長い一日（Der längste Tag）になる」、として「水際配置・水際撃滅」を主張した。これはロンメルが北アフリカで連合軍の圧倒的な航空戦力で叩かれた苦い経験に基づくもので、連合軍空軍の制空権下では、装甲部隊が戦線にたどり着くためには、小部隊に分散且つ時間をかけて移動する必要があり、反撃の機を逸してしまうため、海岸付近に歩兵、砲兵、装甲部隊全ての兵力を配置し、上陸部隊を速やかに撃滅するべきと考えたからである。しかし、連合軍の大規模上陸作戦においては、必ず戦艦や重巡洋艦などの大口径の艦砲による艦砲射撃が行われており、その射程内に配置されている陣地や部隊は大きな損害を被っていた。ロンメルは連合軍の大規模な艦砲射撃を経験しておらず、明らかにその威力を軽視していたと思われるが、実際には連合軍の上陸を撃破することは困難と認識しており、一縷のむなしい望みにかけたという意見もある。
1943年3月に西方総軍司令官に任命されたルントシュテットも、「大西洋の壁」などと喧伝されている陣地の構築状況が遅々として進んでおらず、これに頼らない作戦を検討する必要に迫られていた。そこで機甲部隊の運用の専門家でもあったルントシュテットは陣地に頼るのではなく、装甲部隊に重点を置くこととした。しかし、最前線地区に配備してしまえば、上陸前の連合軍の圧倒的な航空攻撃と艦砲射撃で連合軍部隊が上陸前に大損害を被る懸念が大きかったため、ルントシュテットは装甲部隊をその射程の外に配置し、海岸陣地の歩兵が上陸部隊が押しとどめている間に、装甲部隊が海岸付近に駆けつけて、艦砲の射程外でまだ体制が整わない上陸部隊を一気に叩く作戦を考えた。これは、ルントシュテットがハスキー作戦やアヴァランチ作戦で、連合軍の圧倒的な艦砲射撃に大損害を被った戦訓に基づくものであり、ドイツ国防軍きってのアメリカ・イギリス通と言われたレオ・ガイヤー・フォン・シュヴェッペンブルク大将も賛同した。
ロンメルはルントシュテットを尊敬し立ててはいたが、一方のルントシュテットは、ロンメルの勇気と忠節ぶりには敬意を払っていたものの、戦略家としての評価は決して高くはなく「良き師団長になるための特性は全て備えているがそれ以上ではない」と評していた。またヒトラーの信頼でのし上がってきたナチの成り上がりものという見方もしており、作戦の全てを握られることに警戒を強めていた。
ロンメルとルントシュテットの意見の相違は、やがてドイツ軍を二分するような「装甲部隊論争」に拡大したが、最終的にヒトラーが問題解決に介入し、機甲4個師団を予備部隊とし国防軍最高司令部の指揮下におくこととした。この4個師団は国防軍最高司令部の許可なしでは動けないこととなり、結局のところ、ロンメルとルントシュテットは自分たちの対立によって余計な手枷足枷を付けることとなってしまった。
こうした将軍同士の対立の中で準備が進められたが、ロンメルは準備を進めていく中で次第に連合軍はノルマンディに上陸する公算が大きいと考えるようになった。そのため、ノルマンディへの視察の頻度を上げたロンメルは、のちに「オマハ・ビーチ」と呼ばれる海岸の防備の強化を命じ、鹵獲したフランス軍の戦車砲をトーチカに設置し海岸砲台とするなど徹底した強化が図られたため、ロンメルが北アフリカで苦戦させられたイギリス軍の拠点に因んで「トブルク」と名付けられた。またロンメルは、自分でデザインしたロンメルのアスパラガスを空挺部隊の落下が予想される地域に設置したり、大量の地雷の埋設も命じ、一説にはその数600万個にも達したと言われるが、実際には地雷の数も足りておらず、ロンメルを満足させるためやむなくダミーの地雷が埋設された。ロンメルを誤魔化す目的で作られたダミー地雷原は、皮肉にも上陸してきた連合軍を混乱させるという予想外の効果もあげている。ロンメルの軍の実情を考慮しない命令によって、ドイツ軍将兵は防備を固めることに多くの時間を取られることとなり、訓練をする時間が殆どなかった。また、演習用の弾薬も不足しており、訓練度が少ないまま連合軍を迎え撃つこととなってしまったので、火器の命中率の低さに悩まされることとなった。

#### ノルマンディーでの敗北

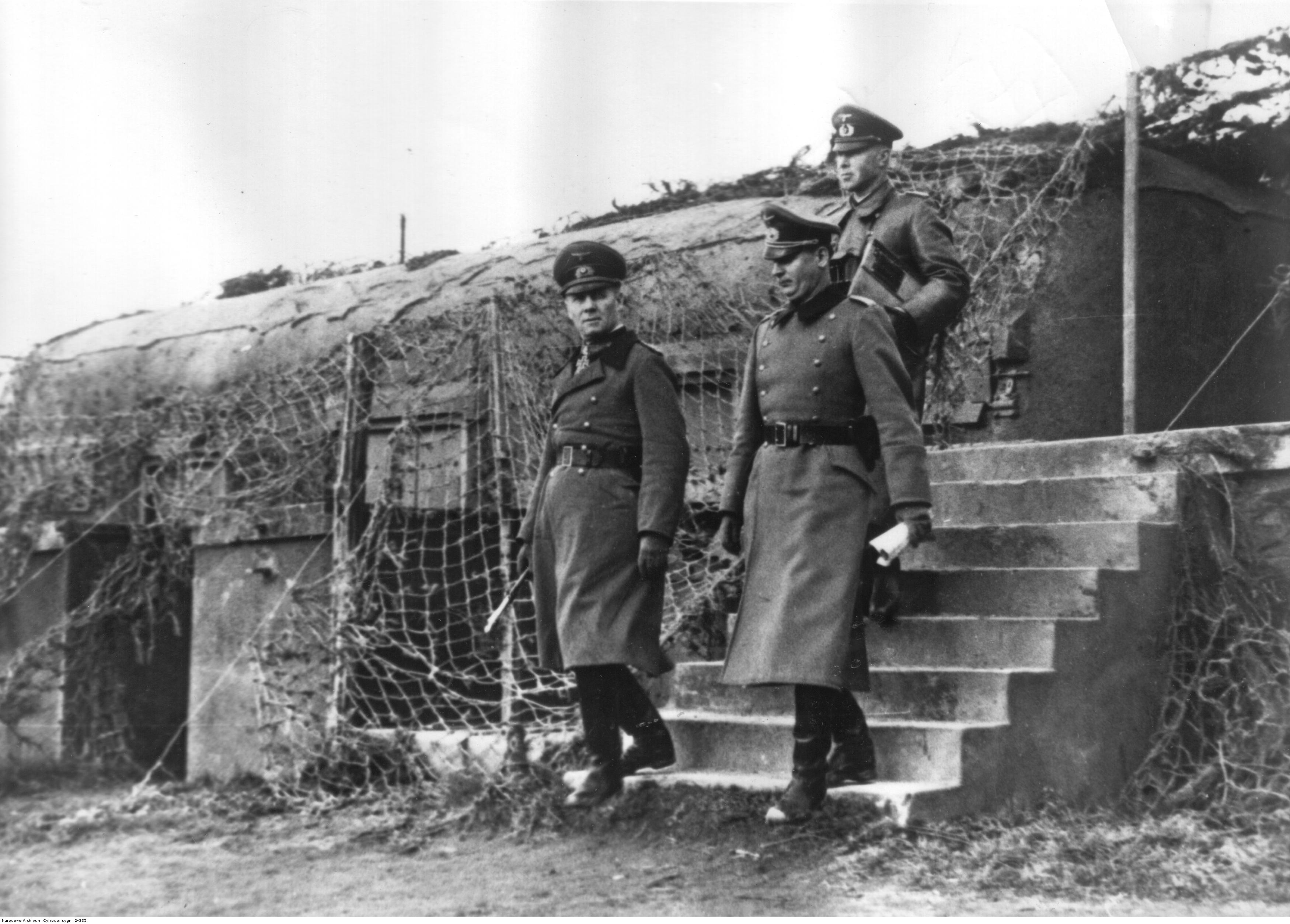
海岸のトーチカを視察するロンメル（左）

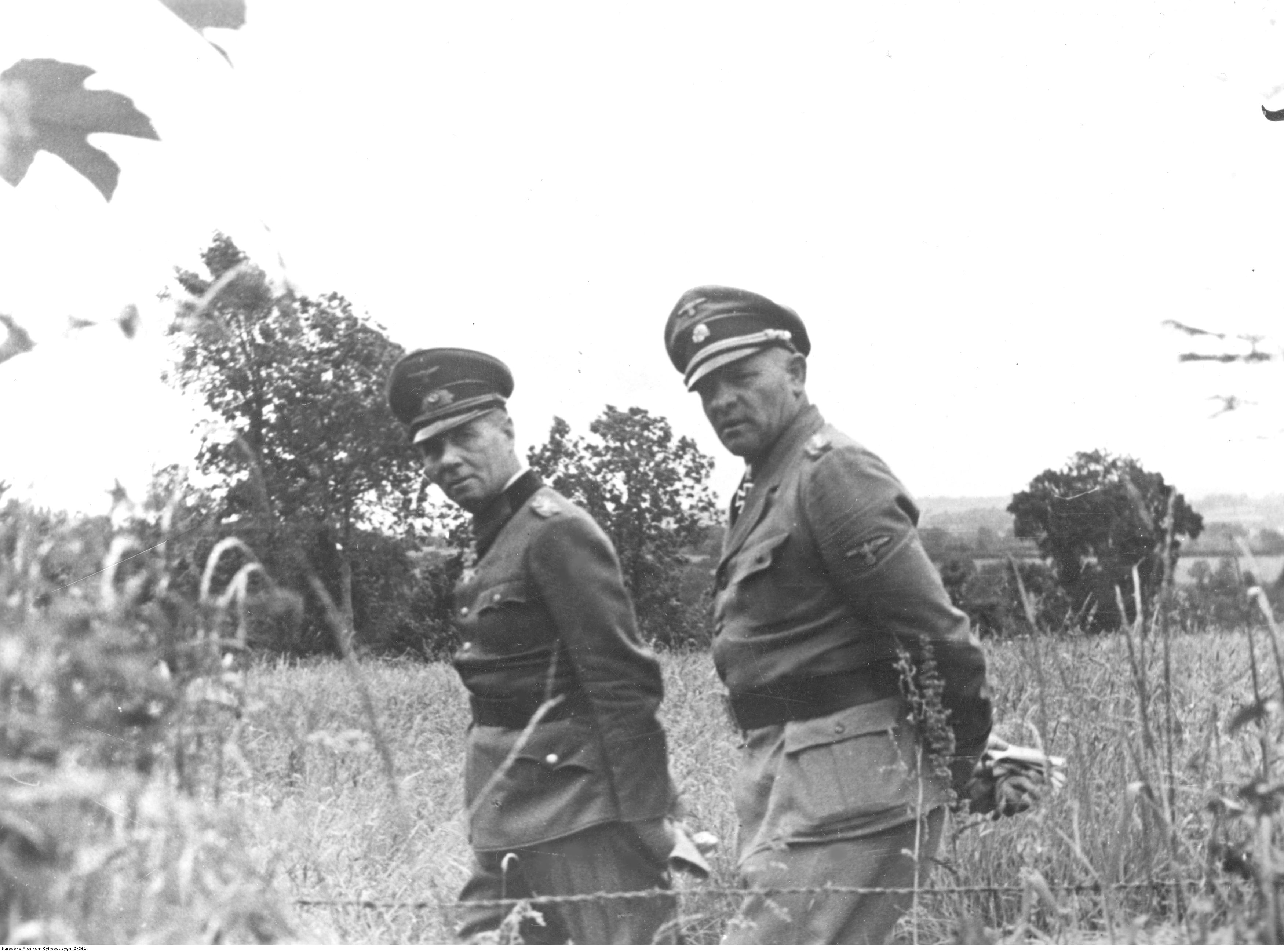
前線を視察する視察するロンメル（左）とヨーゼフ・ディートリヒ親衛隊上級大将（右）、1944年7月の写真でロンメルが負傷する直前

ロンメルの精力的な準備にも拘らず1944年6月時点ではまだ防備は不十分であった。しかし、ドイツ軍の気象班は6月上旬は天候が悪化するため、6月10日までは連合軍の侵攻はないと判断していた。気象班の報告を信じたロンメルは、不覚にも妻の誕生日を祝うためにドイツ本国に帰国することとした。しかしロンメルらが信じたドイツの気象予報は、グリーンランドの観測所が連合軍に破壊されていたため精度に欠けていた。気象班の報告を信じたドイツ空軍は、6月に入ってから1回も空中哨戒を行っておらず、盲目も同然であったが、そのドイツ軍の油断をついて、D-Dayこと6月6日、連合軍のノルマンディー上陸作戦が敢行された。
これらロンメルを始めとするドイツ軍の失策によって、連合軍の作戦は完全な奇襲になってしまい、易々と上陸を許すこととなった。そして、海岸線の防備については、ロンメルとルントシュテットの対立もあって結果的にどっちつかずとなり、オマハ・ビーチを除いて殆ど満足な抗戦すらできなかった。また、数少なかったドイツ軍機甲部隊による反撃のチャンスも、連合軍空挺部隊による欺瞞作戦にはまってその機会を失ってしまったため、満足な反撃ができなかった。ロンメルは、午前10時15分に連合軍上陸の一報を妻の誕生日を祝うため帰宅していたドイツのヘルリンゲンの自宅で受け取ったが、そのとき「私はどうかしていた。大馬鹿者だ」と嘆いたという。
ロンメルは慌ててヒトラーとの会見をキャンセルし、ラ・ロシュ＝ギヨンにある司令部に向かった。前線では第21装甲師団が反撃のために集結し増援を待っていたが、午後5時前にロンメルから軍参謀長ハンス・シュパイデル中将に連絡が入り、シュパイデルが連合軍の主作戦地がノルマンディとはまだ確定できないこと、第21装甲師団は増援を待って反撃に転じるとの報告を行うと、ロンメルはそれを一喝し、直ちに第21装甲師団単独で反撃を行うよう命じた。ロンメルの命令に従って、同師団の第22戦車連隊は、第192装甲擲弾兵連隊第1大隊と協同で連合軍が上陸した海岸に向け突進したが、途中でイギリス軍第27機甲旅団と激突し、一方的にIV号戦車19輌を撃破されて撃退された。
司令部に到着したロンメルは、戦況報告を聞き、上陸したイギリス軍を率いているのが仇敵モントゴメリーであることを知ると、副官のランク大尉に「親愛なる敵モントゴメリーか・・・」と苦々し気につぶやいた。その後も旺盛な攻撃意欲で指揮下の装甲師団に反撃を命じ続けたが、制空権もなく激しい艦砲射撃の中で兵力の集結もままならず、損害を出し続けた。戦略予備として留め置かれていた装甲教導師団もようやく前線に到着したが、空襲下の移動で装甲車輌85輌、戦車5輌、トラック123台（うち燃料車80台）が撃破される大損害を被っており、ロンメルは北アフリカで味わった制空権を失った装甲部隊の悲劇を、再びノルマンディで味わうこととなった。ドイツ軍は連合軍の攻撃機をヤーボ（Jabo）と呼んで恐れたが、ロンメルも幾度となくヤーボに襲われ、6月10日に西部方面戦車軍司令部に車で向かったロンメルは到着までに30回もヤーボに襲われ、そのたびに車を捨てて腹ばいになってヤーボをやり過ごしたので、司令部に到着したときには泥まみれであった。圧倒的物量で押し寄せる連合軍を見て、ロンメルは敗北を悟って副官ランクに以下のようにつぶやいた。
もしわたしが連合国軍を指揮していれば、2週間で戦争を終わらしてしまえるところだな。—エルヴィン・ロンメル
ノルマンディの戦況悪化に居ても立っても居られなくなったヒトラーは、“敗北主義者”の将軍らを叱咤するため、6月16日にフランスのヴォルフスシュルフトIIにやってきた。特に信頼していたロンメルの戦いぶりに幻滅しており、論破すると意気込んでいた。しかし、この頃には重要拠点シェルブールも陥落寸前で、もはや戦線を持ち堪えられないことは明らかとなっていた。そこでロンメルはルントシュテットと戦線を後退することをすり合わせると、フランス北西部を放棄して軍を撤退させ、ロワール川とセーヌ川を今後の防衛線として各装甲師団を再配置し大規模反攻に備えるべきとヒトラーに上申した。しかしヒトラーはロンメルの上申を拒否すると、「V1飛行爆弾が対イギリス戦の帰趨に決定的効果をもたらす」「ジェット機の大群が連合軍の航空優勢に引導を渡すはず」などと現実離れした長広舌をふるったのち、「退却も作戦もあるか。立ち止まって保持するか、死ぬかだよ」と死守を命じた。
現実離れしているヒトラーに腹を立てたロンメルは「既にドイツは孤立し、西部戦線は崩壊の瀬戸際にあり、国防軍は東部戦線だけでなくイタリアでも敗北しつつある」と現状を分析し「できるだけ早い時期に、この戦争を終わらせるべきだ」とヒトラーに促した。ヒトラーは同席していた他の将軍や副官らが恐れるほどにロンメルに対して激怒し「あいつら（連合国）が交渉に応じるはずがない」と拒絶した。これほどまでにヒトラーが激怒したのは、これまで信頼し愛顧してきたロンメルの口から、ヒトラーはこのような言葉を聞きたくはなかったからであったと同席していたヒトラーの副官は回顧している。
ヴォルフスシュルフトIIを去るにあたりロンメルはヒトラーに「我が総統、そもそも、今後の戦争の経緯について、どのようにお考えなのでしょう」と尋ねると、ヒトラーは不快そうにしながら「その問題は、貴官の職掌ではない。私に任せておかなければならないことだ」と突き放している。ロンメルが帰った直後、ヒトラーが期待していたV1飛行爆弾がジャイロスコープの不具合でヴォルフスシュルフトIIに着弾した。これに驚いたヒトラーはその夜のうちにベルヒテスガーデンのベルクホーフに戻ってしまい、この後二度とドイツ第三帝国から離れることはなかった。
6月29日にロンメルとルントシュテットは、戦況報告のためベルヒテスガーデンのベルクホーフに呼び出された。そこでロンメルとルントシュテットは西部戦線の戦況は絶望的であり、再度、西側連合国との和平交渉を求めた。しかし、ヒトラーは前回と同様に2人の申し出を拒否し、軍事的なことのみ報告せよと言い放った。なおもロンメルが食い下がって政治的要求を口にしようとしたが、ヒトラーはそれを遮るとロンメルに退去を命じた。ロンメルはヒトラーの命令通りベルクホーフを後にしたが、これがロンメルとヒトラーの最後のやり取りとなり、この時点でロンメルのヒトラーに対する信頼は消え失せた。
その後の7月2日には、ルントシュテットがヒトラーの死守命令を破って装甲部隊の退却を許したため、ヒトラーから西方総軍総司令官を解任されると、7月17日、ノルマンディーの前線近くを走行中のロンメルの乗用車がカナダ空軍第602飛行隊のスピットファイアによって機銃掃射され、ロンメルは重傷を負って入院した。負傷は軍用車のガラスの破片による顔の傷のほか、機銃弾の破片で左のこめかみと顎を砕かれ、さらには車両から20ｍも投げ出されて意識不明の重態であったが、どうにか命だけはとりとめた。

### ヒトラー暗殺未遂事件とロンメルの最期

#### ヒトラー暗殺計画に関与

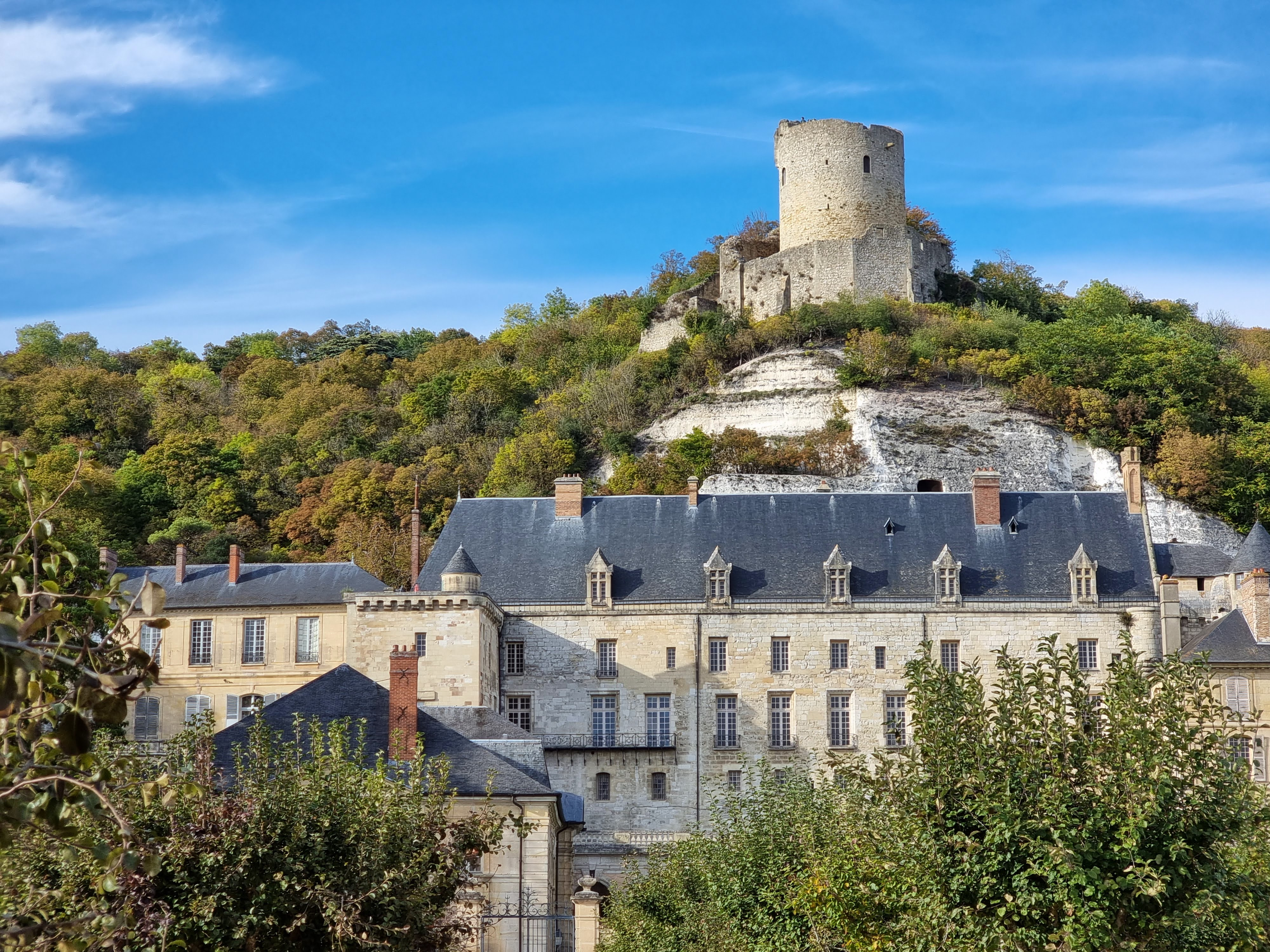
B軍集団司令部が置かれ、反ヒトラー派の拠点となったラ・ロシュ=ギヨン城

ロンメルのヒトラーに対する信頼はかなり早い時点で失われており、北フランスに着任し、精力的に「大西洋の壁」の整備を監督していた1944年の2月に、ロンメルはシュトゥットガルト市の市長であったカール・シュトローリン と面談した。シュトローリンは熱心なナチ党員であったが、戦局が悪化するとカール・ゲルデラーと共に、ユダヤ人の虐殺やナチス党の法支配の中止を訴える上申書を提出しており、反体制派として有名となっていた。シュトローリンはロンメルに対して戦況が絶望的であることを指摘すると、現状を打開する唯一の策として「ヒトラー総統を捕えてマイクの前に立たせ、辞職を発表させることです」「既に一部の高級将校の同意も得ており、閣下の決起を期待します」と訴えた。シュトローリンらがロンメルを仲間に引き入れようとしたのは、ドイツ国民の間で抜群の知名度と信頼を得ている存在だったからであるが、ロンメルはしばし黙考したのち「戦争は負けた。彼（ヒトラー）は幻想の中に生きている。彼は、自分が国家だといったルイ14世の再来だ、自身と国民との区別を知らぬ」とのヒトラー評を述べると「承知した。我々軍人の使命は国民を守ることにある」とシュトローリンの手を握った。
こうした反ヒトラー派はドイツ軍内にいくつも存在しており、ロンメルらはヒトラーの殺害までは考えておらず、ヒトラーに西側連合国との講和を迫り、ヒトラーが拒否すれば逮捕して裁判にかけるといったいわば穏健派であった。それに対してヘニング・フォン・トレスコウ少将やクラウス・フォン・シュタウフェンベルク大佐などヒトラーの暗殺も辞さない強硬派もおり、ハンス・シュパイデル中将もその一員であった。シュパイデルは第一次世界大戦のときからロンメルとは旧知の仲であり、1944年4月にB軍集団参謀長に転属になると真っ先にロンメルと会談した。ロンメルは旧知のシュパイデルに対しては胸襟を開いて、北アフリカでの体験談でヒトラーを批判し、「この戦争は可及的速やかに終わらせるべきである」と自説を述べた。シュパイデルは、ロンメルのヒトラー批判を聞くと自らも秘密を打ち明けて、自分が反ヒトラー活動の指導者ルートヴィヒ・ベック上級大将と連絡を取り合っていること、ベックが現政権に引導を渡す準備をしていることを伝えた。その後もロンメルとシュパイデルは何度も密談を行ったが、ロンメルはヒトラー打倒には賛成ながらも殺害については同意しなかった。
ロンメルがヒトラーの殺害に同意しなかった理由としては、ヒトラーに失望はしていても、軍人としての忠節義務には逆らえず、上官の殺害までには踏み切れなかったというものと、ロンメルが、第一次世界大戦でのドイツ帝国の敗戦は、ドイツ軍が負けたわけではなく、ドイツ本国内における戦争妨害・裏切りによるものというデマゴギーである、いわゆる「背後の一突き（匕首伝説）」を信じており、ヒトラーの殺害は「匕首伝説」の再来となるから逮捕にとどめておくべきと考えていたなど諸説ある。
5月15日にロンメルは旧友でフランス軍政長官カール＝ハインリヒ・フォン・シュテュルプナーゲル大将との秘密会合に出席した。その席では戦争の早期終結とヒトラー政権打倒を一気に進める方策について話し合われたが、抵抗運動のリーダーとしてドイツ国民、ドイツ軍のみならず、敵の連合軍側にも議論の余地がないほどの尊敬をかちとっているのはロンメルただ一人であるということが確認された。この頃にはラ・ロシュ=ギヨンのB軍集団司令部は反ヒトラー活動の拠点のようになっており、多くの反ヒトラー派の人物が訪れた。ロンメルたちはヒトラー打倒後についても具体的な計画を話し合い、西側連合国と講和を急ぎ、講和成立後に西側の兵力を全て東部戦線に回して、戦線を縮小したうえでその維持に努めることや、新政権を樹立しその首班をゲルデラーとして、ロンメルが全軍をまとめるといった骨子ができあがったが、しかしこれはドイツ側に一方的に都合のいい現実離れした案であって、連合国側が受け入れる見込みがまったくないものであった。
6月29日にベルクホーフでの会談でヒトラーと物別れに終わったロンメルはもはや行動を起こすしかないと覚悟を決めて、ヨーゼフ・ディートリヒ親衛隊上級大将や後任の西部方面軍司令官ギュンター・フォン・クルーゲ元帥にも協力を要請した。そしてロンメルは、7月13日にヒトラーに最後通牒を送りつけた。西部戦線の評価報告書という形式であったが、最後は「あなたに求めざるを得ません。マイン・フューラー。この状況から、遅滞なく、しかるべき結論を導かれんことを」で締められた。ロンメルはこれを至急電で打電させた後、シュパイデルに「私はヒトラーに最後のチャンスを与えた。もし彼がしかるべき結論を導きだせないのであれば、我々は行動を起こすしかない」と決意を述べている。ロンメルは、自分の説得に応じないヒトラーの頑迷さに、次第に態度が強硬になっており、7月17日、ロンメルが西方装甲集団司令官ハインリッヒ・エーバーバッハ大将と作戦協議をした際に、「総統は殺されなければならない。他に手段がない。あの男こそが全てを推進している源なのだ」とヒトラー殺害もやむなしと述べている。しかし、その日にロンメルはヤーボによって重傷を負ってしまい行動を起こすことはできなかった。

#### 最期

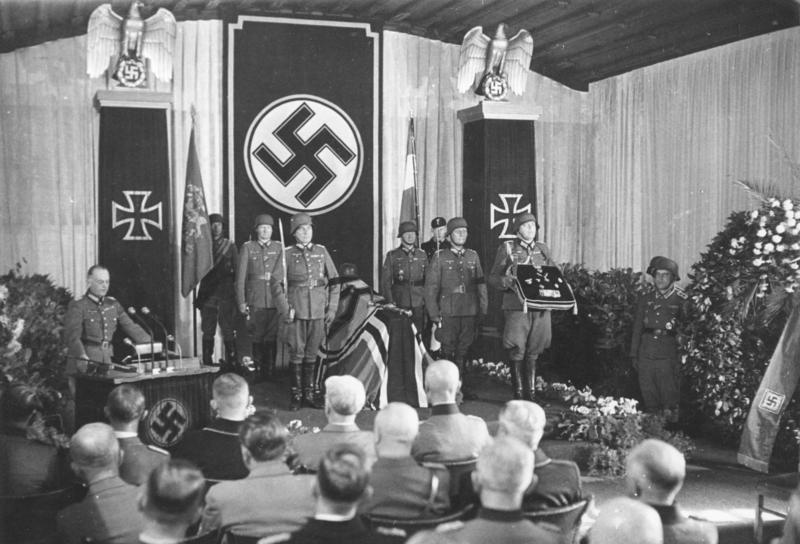
ウルムの市庁舎で行われたロンメルの葬儀。ルントシュテット元帥が弔辞を捧げた（1944年10月18日）

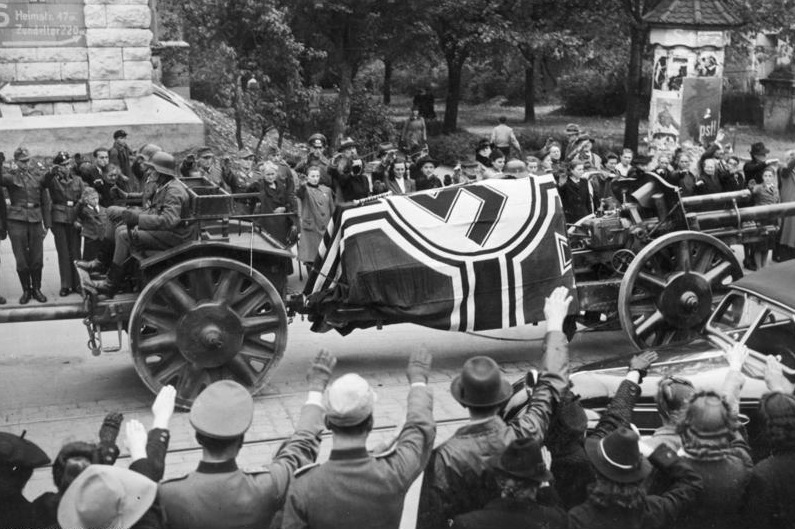
ロンメルの棺を載せた10.5cm leFH 18軽榴弾砲（1944年10月18日）

同年7月20日、シュタウフェンベルク参謀大佐主導のヒトラー暗殺未遂事件が発生。暗殺は偶然が重なって失敗に終わるも、ロンメルと懇意にしていたシュパイデルが計画の関与を疑われたこと、また、逮捕直前にシュテュルプナーゲルが自決を図って失敗した際にうわ言のようにロンメルの名を口にしたこと、シュテュルプナーゲルの副官ツェーザー・フォン・ホーファッカー空軍中佐がゲシュタポによる拷問でロンメルが「私を当てにしてよろしい」と語っていたと供述したことからロンメルも計画への関与を疑われた。
ロンメルが暗殺計画に何らかの関与をしているとの疑いは濃かったが、確実な証拠は得られなかった。これらの情報はヒトラーに伝えられたが、ヒトラーはロンメルの関与を確信し、もっともお気に入りであった将軍を葬る決心を固めた。ただし、最後の慈悲として、裁判にかけられて惨めな思いをしたあげくに処刑されるか、英雄の名を保ったままで自決するかロンメル自身に選ばせてやることとした。
ロンメルが実際にシュタウフェンベルクらの計画に関与していたかについては、1970年代まで根強かったロンメル名将論の影響もあって、ロンメルの心底には軍人の忠誠精神があり、上官であるヒトラー暗殺には最後まで賛同することはなかったとして、暗殺計画には関与していないとする見方が有力であった。また、ロンメルを「名誉欲にかられた無謀な作戦」を行った将軍と否定的な評価をした歴史作家デイヴィッド・アーヴィングも、本格的なロンメルの伝記となる「狐の足跡」で、ロンメルは最後までヒトラーに忠実な軍人であって、ヒトラーの暗殺計画には関与しなかったと主張した。しかし、その後にロンメルの計画への関与を示す資料も発見されており、2013年にはドイツの歴史家ペーター・リープが「エルヴィン・ロンメル　抵抗の闘士か、それともナチか」という論文を発表し「ロンメルは、7月20日のクーデターを知っていたのみならず、これを支持し、暗殺計画者たちの陣営に身を投じた」と指摘している。
8月8日にロンメルはパリからヘルリンゲンの私邸に帰った。まだ完治には程遠い状況で歩くだけで激しい頭痛に襲われた。ヒトラー暗殺未遂事件後の関係者に対する裁判について、ロンメルは新聞報道以上のことは知らなかったが、9月7日にはロンメルの副官シュパイデルがついに逮捕された。ロンメル自身には未だ召喚命令などはなかったが、ヒトラーの徹底した捜査が身辺に及ぶとこれまでロンメルと親しくしてきた友人たちも急に目立った発言をしなくなり、ロンメルはその様子をみて息子マンフレートに微笑みながら「ネズミたちが沈んで行く船を離れ始めたようだな」と語っている。それでも逮捕されたシュパイデルの助命嘆願のため、10月1日にはこれで最後となるヒトラーへの親書を書いた。
親愛なる総統閣下、1940年の西方進攻作戦、1941年から43年にわたるアフリカ作戦及び1943年イタリアにおける行動、そしてまた1944年の西方防衛の作戦において、小官がいかに全能力を尽くしたか総統閣下はよくご存じのはずです。
常時小官の念頭にあるものは、あなたが新ドイツのために戦い、そして勝利をうることだけであります。
ハイル・ヒトラー！—エルヴィン・ロンメル
しかしこの親書も空しく、ついに10月7日にカイテルからロンメルにベルリンへの出頭命令の電文が届いた。出頭の理由は「重要な会議に出席のため」となっていたが、ロンメルは息子マンフレートに「私はそれほど馬鹿ではないよ。連中が何をしようとしているかは知っている。私は生きてベルリンに着くことはできないだろう」と語っている。この出頭命令に対してはロンメルを治療していた脳専門家の教授が、ロンメルはまだ旅行に耐えられない状態であるとの診断書を書いてくれたので出頭せずに済んだが、これでヒトラーが諦めることはなかった。

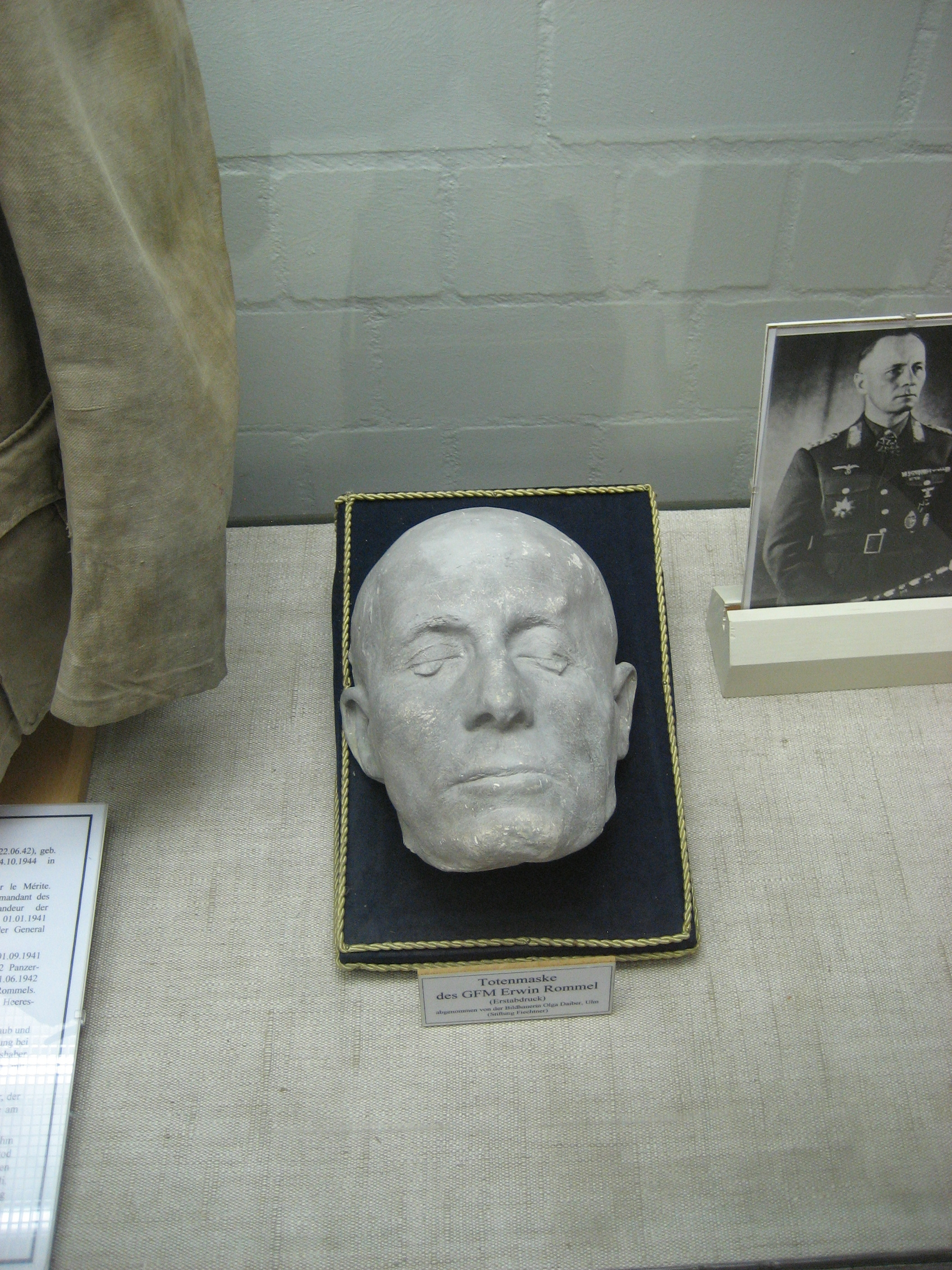
ロンメルのデスマスク

10月14日、ヒトラーの使者としてヴィルヘルム・ブルクドルフ中将とエルンスト・マイゼル少将がヘルリンゲンを訪れるという連絡があった。連絡を受けた時点でロンメルは「彼らが私をどうしようとしているか、今日わかるだろう。人民裁判にかけられるか、東部戦線の軍司令官だ」と息子マンフレートに話し、ロンメルの予想通りの選択肢であれば軍司令官を引き受けるつもりであるとも話している。しかし、ロンメルの予想通りの選択とはならず、使者の将官2人は到着するなり、ロンメルと3人きりになりたいと家族を退出させると、ロンメルに「自決すれば反逆を不問にして国葬で弔い、家族には年金を支給する」もしくは「人民法廷で裁く」の選択をヒトラーが迫っていることを伝えた。思いがけないことでロンメルは驚き「しばらく考えさせてほしい」と申し出て、熟考のうえで「私は自分がピストルで死ねるかどうか、あまり自信がない」と答えたところ、ブルクドルフが「それは3秒で効果があらわれます」と毒薬を持参していることを穏やかに伝えた。
ロンメルは15分だけ猶予をもらうと、家族と副官ヘルマン・アルディンガー大尉に別れを告げた。息子マンフレートには「味方の手で死ぬのは情けない。だが、家は包囲されているし、ヒトラーは私を大逆罪で告発しているのだ」「私はお前に厳重に沈黙を守らせることを請け負っているしね。もし、この事が一言でも漏れたら、彼らは黙っていないだろう」と秘密を守る代わりに家族の身の安全を保障させたことを伝え、アルディンガーは使者を射殺して前線に脱出することをすすめたが、「私は軍人であり、最高司令官の命令に従う」と抵抗はしないと話した。ロンメルは家族の安全を確約させた上で、ブルクドルフが乗ってきた軍用車に同乗すると、車のなかでブルクドルフから渡されたシアン化物の錠剤を飲んで自決した。ロンメルの自宅周囲には抵抗に備えて、親衛隊の部隊が配置されていた。圧倒的な戦功で知られたロンメルの死は「戦傷によるもの」として発表され、祖国の英雄としてウルムで盛大な国葬が営まれた。ヒトラーがあえてロンメルを処刑せずに自決に追い込んだのは、国民の圧倒的人気を誇るロンメルを処刑すれば、国民や軍の反感をかきたてると判断したからであった。ヒトラーは自ら会葬はせず、事情を知らなかったルントシュテットを代理として会葬させた。
ロンメルの死後、妻女ルーシーや息子マンフレートは、これまでロンメルが遺した戦記や各種記録、1,000通以上にもなる手紙を押収されないため隠すこととし、ドイツ西南部の数か所の街や村落に分割して秘匿した。その秘匿方法は入念であり、信頼できる知人に預けるほかにも、病院の中に隠したり、地下室や空襲で破壊され放棄された廃屋の壁に塗り込んで秘匿したこともあってヒトラーからの押収は免れた。しかし、ロンメルの遺体からは元帥杖と軍帽が押収され、総統大本営に運び込まれると、ヒトラーの副官ユリウス・シャウブ親衛隊大将が自分の机の中に放置していたが、ルーシーとロンメルの副官ヘルマン・アルディンガー大尉の厳重な抗議で返却されている。ロンメルの記録は終戦まで殆どが無事であったが、アメリカ軍が進駐してくると色々な理由をつけて押収されて、家族の手元に帰ってこなかったり、盗難にあったりした。アメリカ軍に押収されたものについては、後日、ロンメルの戦記を執筆するために、イギリスの軍事評論家、軍事史研究者ベイジル・リデル＝ハートやデズモンド・ヤング准将がドワイト・アイゼンハワーに掛け合って、アメリカ政府歴史部から返却されている。

## 評価

### 人物評

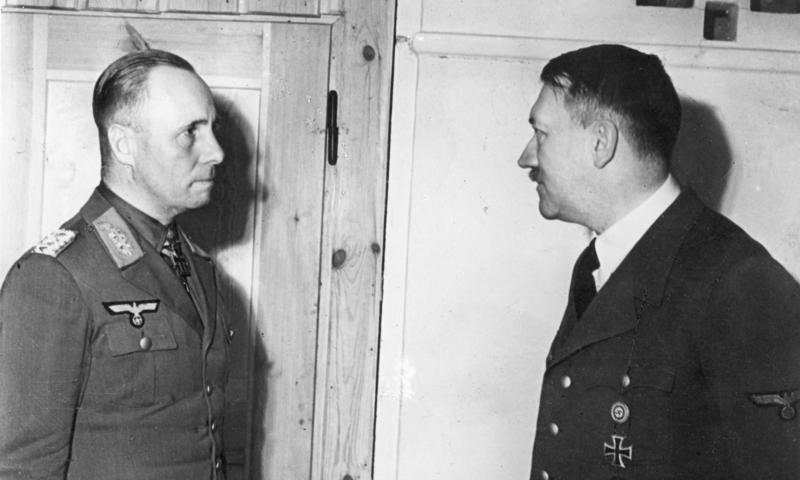
ロンメル（左）とヒトラー（右）

ロンメルを愛顧し続けて元帥まで引き上げた恩人ともいえるヒトラーであったが、北フランスで敗戦を続けるロンメルの姿を見て「ロンメル元帥は、勝利のさなかにあっては、偉大にして、人々に霊感を与えるようなリーダーだが、ごくわずかでも困難が生じると、完全な悲観主義者に豹変してしまう。」と評している。
ロンメルの上官の評価も厳しくゲルト・フォン・ルントシュテットは「良き師団長になるための特性は全て備えているがそれ以上ではない」と評し、ヘルマン・ホトも同様な評価であった。
ロンメルに対する上官や同僚からの評価は、その圧倒的名声へのやっかみもあって厳しいものも多いが、戦場では指揮官率先を標榜し、部下将兵と苦楽を共にしたので尊敬の念と厚い信頼を寄せられ、高い評価を受けている。ノルマンディーでロンメルを補佐し、共にヒトラー失脚工作に関与した参謀長ハンス・シュパイデル中将は、ルネサンス期の政治思想家ニッコロ・マキャヴェッリの言葉を引用して下記の様に評している。
しかし、部下がすべて手放しで礼賛しているということではなく、第1SS装甲軍団司令官ヨーゼフ・ディートリヒは、ニュルンベルク裁判に証人として出廷した際に、レオン・ゴールデンソーンのインタビューの中で、ロンメルについて「別種の部隊からの移動は、簡単なことではない。本来、ロンメルは、歩兵科の将校だった。ロンメルは、衝動的に行動する男で、何でもすぐにやりたがっては、早々に興味を失った。私は、ノルマンディーでロンメルの指揮下にあった。ロンメルが優れた将軍ではなかったとは私には言えない。戦況が有利なとき、彼は立派だった。しかし、逆の場合は意気消沈していた」と評し、トブルクの攻略失敗で第5軽師団師団長を解任されたヨハネス・シュトライヒ少将は「中隊長として勇敢であり、放胆であることと、非常に天才的な野戦軍司令官であることは、全く別なのです」と酷評している。

### 名将論
戦中の行為、また敗戦国であることからナチス指導者や他の多くのドイツ軍人が非難される中、ロンメルだけは、ドイツのみならず敵国だったイギリスやフランスでも智将(彼は捕虜を丁寧に扱っていたため）として、あるいは人格者として、肯定的に評価されることが多かった。例えば、イギリスのチャーチル首相は、第二次世界大戦中の1942年1月の庶民院における演説でロンメルを「偉大な将軍と申してよいかと思われます」と敵の将軍に対して異例の賞賛を行うなど、高く評価し続けたが、その高い評価には最後にロンメルがヒトラーに対して反旗を翻したということも大きく影響している。
1970年代まで欧米では「名将ロンメル」論がほぼ定着していたといわれている。ロンメルの遺族と親交があり、膨大な資料提供を受けてロンメルの伝記を出版したイギリスの軍事評論家、軍事史研究者ベイジル・リデル＝ハート（#逸話で後述）も、ロンメルを名将として高く評価し、その作戦指揮の特色を“よく計算されたされた冒険”と評している。日本においても、大日本帝国陸軍軍人として太平洋戦争を戦い、戦後には戦史研究家となり、数多くの海外軍人の伝記や戦史を翻訳して日本に紹介した加登川幸太郎が、自分の軍人時代を振り返って「私も多くの将軍に仕えたが、ロンメルほどの人はいなかった。日本陸軍では軍司令官ぐらいになると、作戦の細部には口を出さず、後方で悠然とかまえているのが、むしろ美徳とされていたので、ロンメルのような将軍は少なかった」と評している。
また、ロンメルは、エジプトでも人気が高い。シワ・オアシスの町では、ロンメルが訪れた際、丁重なもてなしへの謝礼として紅茶を渡すなどしたことがあり、戦後からロンメルの写真が飾られている。このようなエジプト人からの好感には、イギリスによる過酷なエジプト植民地支配への反発もあるが、軍人としての規律と誇りを貫いたこともある。

### 軍事史における再検証

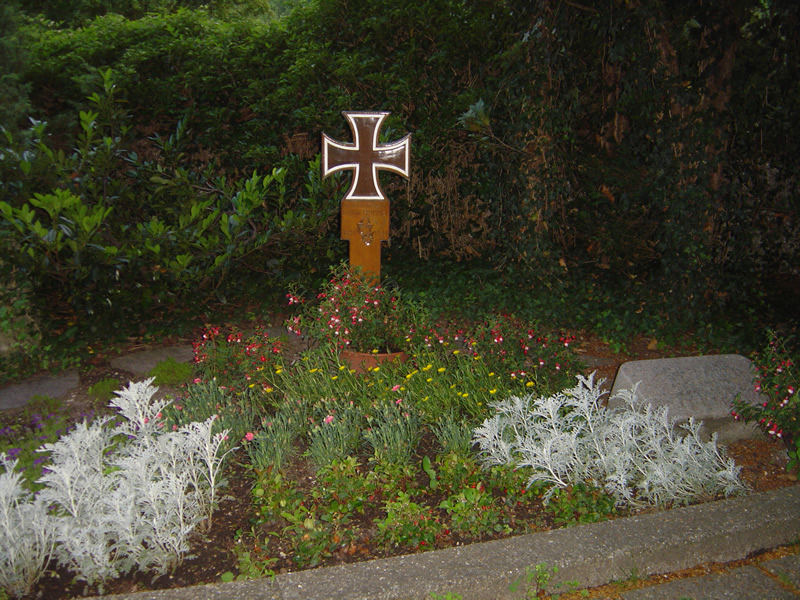
ブラウシュタイン市ヘルリンゲンにあるロンメルの墓

1970年代以降、欧米の軍事史家などによって軍人としての資質や能力について再検証されるようになった。
イスラエルの軍事史家マーチン・ファン・クレフェルトは、1977年の著書『補給戦』において、ロンメルがヒトラーより十分な支援が受けられず、常に補給に苦しんでいたという従来からの見方を、綿密な資料の調査で覆して以下の様にロンメルの補給軽視の姿勢を指摘した。
その後に連合国に押収されていた大量の資料が返却されると、ドイツ国内でも反ヒトラーの象徴として英雄視されていたロンメルの再評価が始まった。1984年にはドイツ連邦国防軍事史研究局が編纂した公式第二次世界大戦史「ドイツ国と第二次世界大戦」では北アフリカ戦線のトブルク要塞攻撃などを分析し、ロンメルは不十分な攻撃準備しか行わず、結果的に自軍に大損害を出したと批判している。
2000年代になると、欧米の軍事史では、ロンメルは軍人として戦略的視野や高級統帥能力の面で欠けるところがあったが、戦術的な次元では有能な指揮官だったという評価が定着したといわれている。
一方、2010年代に入るとドイツではヒトラーが率いた軍の軍人としてのロンメルという政治面での問題提起が行われるようになった。
ヨーロッパでのナチスの迫害を逃れて、パレスチナに避難してきたユダヤ人にとって、ロンメルは恐怖の代名詞であった。多くのユダヤ人避難民は、ロンメル率いるアフリカ軍団が勝利してエジプトを占領すれば、英委任統治領であるパレスチナにも侵攻してくると恐れていた。この時期は「不安の200日」と呼ばれ、ユダヤ人の武装勢力ハガナーはドイツ軍侵攻に備えて常備軍パルマッハを結成している。そのため、イスラエルでは「犯罪者（ヒトラー）に仕えた者も犯罪者」という理由で評価は低い。
2011年以降、ドイツのハイデンハイムにあるロンメルの記念碑の取り扱いを巡って論争が起きている。

## 大衆文化への影響

### 音楽
- 前述のようにロンメルは国民的英雄として人気があったため1941年には『Unser Rommel』（我らがロンメル）が作られ、アフリカ軍団の歌として愛唱された。
- オランダのデスメタルバンド、ヘイル・オブ・ブレッツは、ロンメルの一生をテーマにしたコンセプト・アルバム『III: The Rommel Chronicles』を2013年にリリースしている。

### 映画

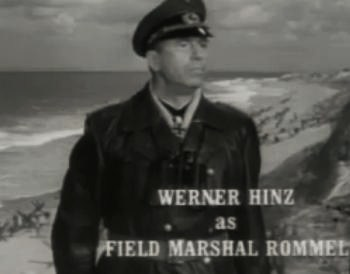
映画「史上最大の作戦」でロンメルを演じるドイツの俳優ヴェルナー・ヒンツ

- 『熱砂の秘密』（原題：Five Graves to Cairo、アメリカ映画、ビリー・ワイルダー監督、1943年） - 　トブルク包囲戦で生き残ったイギリス軍下士官が、ロンメルの秘密物資貯蔵地点5か所（これが原題のFive Graves）の機密を掴むべく活躍するストーリー、ロンメル役はエリッヒ・フォン・シュトロハイムだが、戦時中の作品でもあり敵役としての怪演が印象的。
- 『砂漠の鬼将軍』（原題：The Desert Fox: The Story of Rommel、アメリカ映画、ヘンリー・ハサウェイ監督、1951年） - 捕虜となったデズモンド・ヤング准将によるロンメル伝記の映画化。ジェームズ・メイソンがロンメルを演じる。劇中でメイソンが着ている軍服は、ロンメル家から借りた実物だった。
- 『砂漠の鼠』（原題：The Desert Rats、アメリカ映画、ロバート・ワイズ監督、1953年）-　トブルク包囲戦とそれを戦う豪州軍兵士を描いた戦争映画。ロンメル役は、『砂漠の鬼将軍』と同じジェームズ・メイソン。なお砂漠のネズミとは北アフリカのイギリス軍のこと。
- 『史上最大の作戦』（原題：The Longest Day、アメリカ映画、コーネリアス・ライアン原作・脚本、1962年） - ノルマンディー上陸作戦を描いたライアン原作の戦記『The Longest Day』の映画化。ロンメル（配役：ヴェルナー・ヒンツ（英語版））も史実通りB軍集団長で登場。なお、原作と映画の原題「The Longest Day」はロンメルが語ったとされる言葉「この日こそは、連合軍にとっても、我々にとっても最も長い一日（Der längste Tag）になる」に基づいている[507][508]。
- 『トブルク戦線』（原題：Tobruk、アメリカ映画、アーサー・ヒラー監督、1966年）-　1942年、ドイツ軍に占領されたトブルクの燃料貯蔵施設を破壊して、ドイツアフリカ軍団の補給路を断つ作戦を命じられたイギリス軍コマンド部隊の物語。
- 『パットン大戦車軍団』（原題：Patton、アメリカ映画、フランクリン・J・シャフナー監督、1970年）-　カール・ミヒャエル・フォーグラー(de:Karl-Michael Vogler)がロンメルを演じた。
- 『ロンメル軍団を叩け』（原題：Raid on Rommel、アメリカ映画、ヘンリー・ハサウェイ監督、1971年）-　『熱砂の秘密』や『トブルク戦線』と同様にエル・アラメインの戦いの前日譚のエピソードで、イギリス軍の反撃のため、ドイツ軍に奪われていたトブルク要塞の沿岸砲の破壊を命じられたコマンド部隊の物語、ロンメル（配役：ヴォルフガング・プライス）も登場する。
- 『ロンメル 第3帝国最後の英雄』（原題：Rommel、ドイツ・テレビ映画、ニキ・スティン（ドイツ語版）監督 2012年） - 晩年のロンメル元帥を描いた作品。ロンメル役はウルリッヒ・トゥクル。

### その他
- 『悲将ロンメル』、日本の小説、岡本好古原作。ロンメルの人生を史実と創作を織り交ぜながら語っていくノンフィクション小説。
- 『ジャングル大帝』、日本の漫画とアニメ、手塚治虫原作。B国探検隊長ロンメル将軍というキャラクターが登場するが、「有名なナチスの鬼将軍の血筋」とのキャラクター設定があり、ロンメルの血縁者であることを匂わせてる。このキャラクターは原作者の手塚が映画『熱砂の秘密』におけるロンメル役の俳優シュトロハイムの怪演に強く印象付けられて登場させたものであるが、手塚独特の「スター・システム」によって、その後の作品にも繰り返し登場している[561]。
- 『宇宙戦艦ヤマト』およびリメイク『宇宙戦艦ヤマト2199』、日本のアニメ、西崎義展原作。ガミラス帝国の将軍にロンメルをオマージュ元とするドメル将軍(監督・メカニックデザイン担当松本零士のコミカライズ版ではロメル)が登場しヤマトを苦しめる[562]。
- 『紺碧の艦隊』、日本の小説とその漫画家とアニメ化、荒巻義雄原作。いわゆる架空戦記というジャンルであるが、ロンメルが異世界に転生したコンラッド・フォン・ロンメルというキャラクターとして登場。
- 『ロンメル・中東大戦略』、日本の小説、田中光二原作。架空戦記小説、田中の架空戦記シリーズ『新世界大戦記』の第3作目、史実よりもロンメルは勝ち進み、カイロにモントゴメリーを追い詰める[563]。
- 『大戦略　日独決戦　完結編』、日本の小説、檜山良昭原作。ソ連を下したドイツ軍が満州に攻め込み、日本とドイツが開戦するという架空戦記『大戦略　日独決戦』シリーズ。北アフリカでモントゴメリーを撃破したロンメルがシベリア軍集団を率いて石原莞爾大将率いる関東軍と激突する。檜山の架空戦記では『大逆転連合艦隊ドーバー大海戦』シリーズにもロンメルが登場する[564]。
- 『レッドサン ブラッククロス』、日本のボードシミュレーションゲームとそのノベライズ。ゲーム版原案・高梨俊一、開発・佐藤大輔、福田誠ほか、小説の原作は佐藤。歴史を大幅に改変し、第二次世界大戦に勝利したドイツと、日本・イギリスの同盟間で第三次世界大戦が勃発、中東やインドで激突するという架空戦記[565]。ロンメルは名将として日本軍に立ちふさがる。
- 『機動戦士ガンダムΖΖ』、日本のテレビアニメ、日本サンライズ制作。第25話「ロンメルの顔」にデザート・ロンメルというキャラクターが登場。「砂漠のロンメル」の異名を持ち「砂漠の狐」ことエルヴィン・ロンメルに因んだキャラクターである[566]。ジオン公国の軍人で終戦後もジオン公国の再興を目指して地球連邦軍に対してゲリラ活動をしていたが、ネオ・ジオンの地球進攻に応じて蜂起し、主人公ジュドー・アーシタらガンダム・チームに敗北した[567]。
- 『ガンダムビルドダイバーズ』、日本のテレビアニメ、サンライズ制作。ガンプラを使用して行うネットワークゲーム「ガンプラバトル・ネクサスオンライン」 (GBN) のプレイヤー集団（フォースと呼ばれる）第七機甲師団のリーダーロンメルというキャラクターで登場。なぜか白いフェレットの姿をしている[568]。
- 『ガールズ&パンツァー』、日本のアニメ、アクタス製作。戦車同士の模擬戦を戦車道と呼んで競技化している世界の物語。大洗女子学園カバさんチーム所属のエルヴィンというキャラクターが登場、名前通りエルヴィン・ロンメルに傾倒しているという設定[569]。

## 逸話

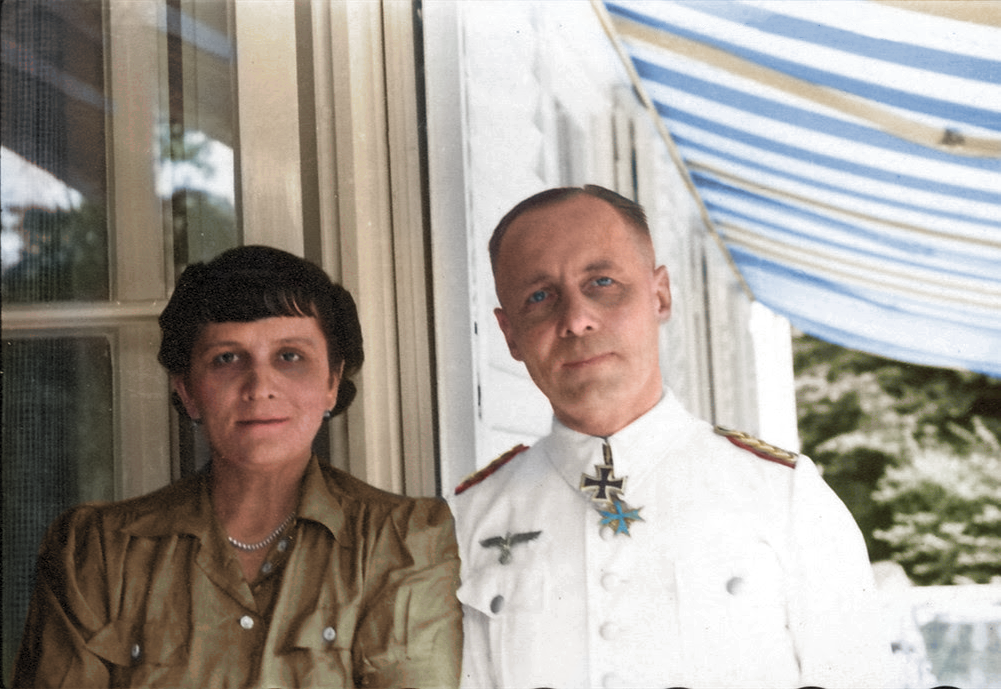
ロンメルと愛妻ルーシー

- 本文中に記述の通り、ロンメルは結婚前にはルーシー・マリア・モーリン(Lucia Maria Mollin)とヴァルブルガ・シュテマー（Walburga Stemmer）との二股交際をしており、ヴァルブルガとの間には娘ゲルトルートをもうけている。ヴァルブルガはロンメルの息子マンフレート・ロンメルが誕生した年に自殺をしたが、その後もロンメルはゲルトルートを「親類」として面倒を見続け、ゲルトルートもロンメルのことを「エルヴィンおじさん」と呼んで慕った。事情を教えられていなかった息子のマンフレートは、ゲルトルートを「従姉妹」と呼び、戦中から戦後まで一家と親しく付き合った。ロンメルはこの経験からルーシーと結婚したあとは一切他の女性には興味を示さなかった。戦争となって他の多くのドイツ軍人の性的な規律が乱れる中でロンメルは例外であり、戦場で活躍して国民的英雄となり、多くの誘惑があるなかでも愛妻ルーシー1人を愛し続けた[30]。休暇には必ず私邸に帰りルーシーと過ごしていたため、エル・アラメインの戦い[446]とノルマンディー上陸のロンメルにとって運命的な戦い開戦の第一報は、いずれも私邸でルーシーと過ごしているときに受けることとなった[521]。

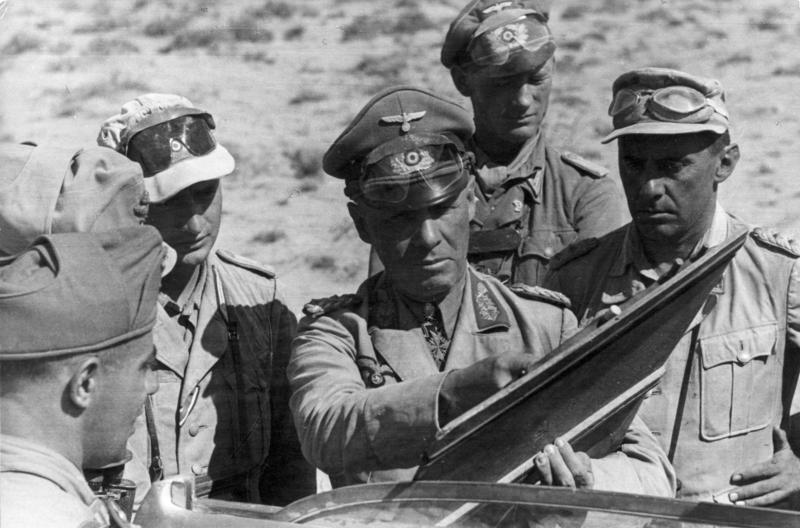
イギリス軍のゴーグルを着用するロンメル

- ロンメルは北アフリカ戦線のリビアでの戦いの際に手に入れたイギリス軍のゴーグルを好んで着用し、これは彼のトレードマークとなった。しばしばゴーグル自体が防塵用であるかのように言われるが、正確には「Anti-Gas Eye Shield Mk.II」と称される、柔らかな合成樹脂製の対毒ガス用ゴーグルで、イギリス軍のガスマスクの標準的な付属品である。このゴーグルは、メキリ（英語版）で捕虜としたイギリス軍第2機甲師団長マイケル・ギャムビエ-ペリー（英語版）准将に礼を尽くしてディナーに招待した際に、ギャムビエ-ペリーがドイツ兵に盗難された軍帽の返却をロンメルに依頼、部下兵士の犯罪行為に激怒したロンメルが、後日犯人を探し出して軍帽を返却し、そのロンメルの誠実さに感動したギャムビエ-ペリーがプレゼントしたもので、これを気に入ったロンメルは自分の将官帽に取り付け、以降このゴーグルはロンメルのトレードマークとなった[570]。
- ロンメルが活躍した北アフリカの戦場に従軍した者はそこを「騎士道の残った戦場」として記憶している者が多い[571]。戦場となった場所が広大な砂漠であったので巻き込まれた民間人は少なかったのに加えて[572]、アフリカにはSSが来なかったので、アインザッツグルッペンが付随してきてユダヤ人虐殺を行うといったことも無かった。そしてなんといってもロンメルが騎士道を重んじる人物だったことが大きかった[572]。ロンメルは交戦の国際条約を遵守して捕虜を丁重に取り扱った。これを感じ取ったイギリス軍もこの戦域では比較的国際条約を遵守したのである[573]。ただし激戦が続く中でそれも次第に崩れていき、ガザラの戦いの際にイギリス軍の文書から「ドイツ軍捕虜を従順にさせる方法」などという文書が発見されており、それを読んだロンメルは捕虜に対するイギリス軍の非人道的取り扱いに激怒し[572]、マルサ・マトルーフの戦いではニュージーランド軍のマオリ族兵士が、マチェテでドイツ兵を切り刻んだり、さらにはドイツ軍野戦病院にも突入し、負傷兵や軍医や衛生兵の区別なく殺害したので[385]、憤慨したロンメルは、無関係のニュージーランド兵の捕虜を砂漠に6時間も屹立させるという虐待を行った[389]。

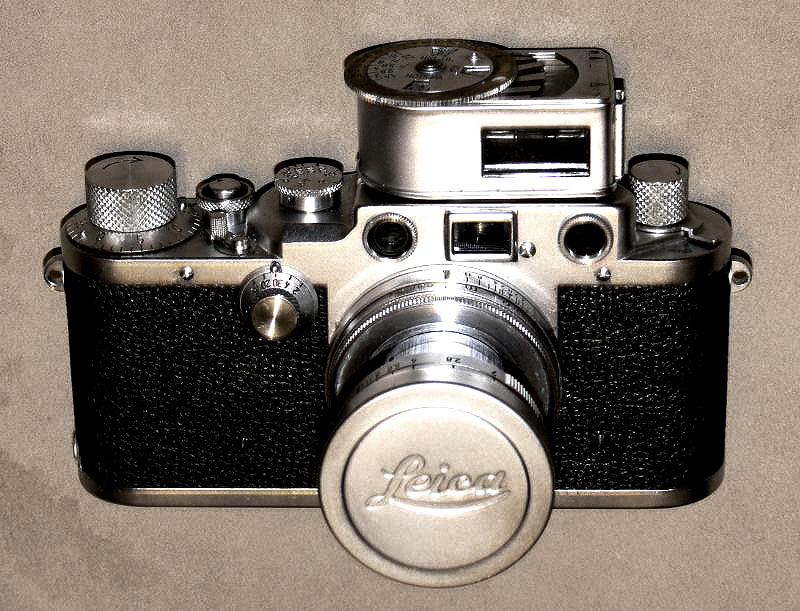
ロンメルが所有していた型と同じライカIII c型

- ロンメルは多趣味であり、その一つがカメラ撮影であった。趣味を通り越して“カメラマニア”となっており、第一次世界大戦後には、妻女ルーシーと2人でオートバイでイタリアに撮影旅行に出かけ、自分が戦ったイタリアの戦場を撮影している[574]。第二次世界大戦においても、北アフリカに乗り込んだ時に手にはカメラ（エルンスト・ライツ社のライカ）が握られていた。そして偵察機に乗り込むと自ら手にしたカメラで上空から写真を撮って、これから戦うであろう戦場の地形を把握した。その後も無数の写真を撮影し、ロンメルが写真撮影する姿を撮影した写真や映像も残っている。ロンメルが熱心に写真撮影した目的は、戦後に執筆を考えていた戦記の挿入写真に使うためであったが、残念ながらその夢がかなうことはなかった。撮影好きのロンメルでも唯一撮影しない写真があり、それを息子のマンフレートに「自分が撤退するところは決して撮影しない」と説明している[575]。
- 身体を動かすことが好きなロンメルの趣味の一つが狩猟であった。フランス侵攻が終わりアシカ作戦に備えている間、休日になるとフランスの地主と狩猟に出かけていた[230]。北アフリカ戦線においても、副官のハインツ・ヴェルナー・シュミットやイタリア軍将校と2台の軍用車に乗ってガザラでカモシカの狩猟をしている。ガザラの大地は凹凸が激しかったが、ロンメルは構わず運転手に全速で走行するように命じたので、シュミットはたかだか狩猟で、ドイツ軍の将官が車から投げ出されて死亡したら大問題になると冷や冷やしながらロンメルを見ていたが、そのうちにロンメルは正々堂々とスポーツをしており、戦闘と同様に狩猟にも命を賭けていると理解した。やがてロンメルは1頭のカモシカを仕留めると、自ら狩猟ナイフを取り出して食肉処理し、部下将兵にふるまっている[576]。ロンメルの望みはヨーロッパに帰った時、息子のマンフレートと一緒に狩猟をすることであった[577]。
- ロンメル自身の遺稿があり、側近のフリッツ・バイエルラインと妻女ルーシーが共同で編集作業を行って、1950年に「憎悪なき戦場」とのタイトルで出版された[578]。その後にリデル＝ハートがロンメルの遺稿に加えて、ドイツ軍の公的命令書・報告書やロンメルの日記なども参照、息子のマンフレートの協力も得て「The Rommel Papers（ロンメル戦記）」を出版した。ただし「ロンメル戦記」の方は「憎悪なき戦場」と比べるとリデル＝ハートの思想が色濃く反映されているとの指摘もある[579]。
  - 「憎悪なき戦場」訳書『「砂漠の狐」回想録　アフリカ戦線1941～43』、大木毅訳（作品社、2017年）

## 語録
- 「汗を流せ、血は流すな」
- 「指揮官は部下のなかに入っていき、彼らとともに感じ、ともに考えなければならない」[580]
- 「軍事的名声を有するということは、ときとして不利である。自分の限界はわかっているのに、他からは奇跡を要求され、敗れるたびに悪意にとられる。」[581]